# Alicante
Alicante (cooficialmente en valenciano: Alacant) es una ciudad y un municipio de España, capital de la provincia homónima, en la Comunidad Valenciana. Ciudad portuaria, está situada en la costa mediterránea. Con 358 720 habitantes (INE 2024), es el segundo municipio más poblado de la comunidad autónoma y el décimo del país. Forma una conurbación de 503 268 habitantes con muchas de las localidades de su comarca: San Vicente del Raspeig, San Juan de Alicante, Muchamiel y Campello. Estadísticamente se asocia también con el área metropolitana de Alicante-Elche, que cuenta con 849 053 habitantes. Es uno de los destinos turísticos más destacados de España.
Es sede de organismos como la Oficina de Propiedad Intelectual de la Unión Europea (EUIPO), Casa Mediterráneo, de la Consejería de Innovación, Universidades, Ciencia y Sociedad Digital de la Generalidad Valenciana o del Síndico de Agravios de la Comunidad Valenciana. Cuenta con un importante puerto mediterráneo y el Aeropuerto de Alicante-Elche se ubica a escasos kilómetros en el término municipal de Elche, siendo este el quinto de España en número de pasajeros. La capital y su área metropolitana están conectados a través del TRAM Metropolitano de Alicante. Entre sus infraestructuras culturales destaca la Ciudad de la Luz.
Sus fiestas más importantes son las Hogueras de San Juan, que se celebran del 19 al 24 de junio y están declaradas de Interés Turístico Internacional. Destacan museos como el Museo Arqueológico de Alicante, el Museo de Arte Contemporáneo o el Museo The Ocean Race.

## Toponimia
El primer topónimo que se conoce, en relación con Alicante, es el griego de Akra Leuké (Ἂκρα Λευκῆ, Akra Leukḗ o Λευκῆ Ἂκρα, Leukḗ Akra, 'Promontorio Blanco'), referido a una factoría o asentamiento cartaginense anterior, cuyo nombre púnico se desconoce. Aunque no se tiene certeza, se cree que se trata del mismo lugar al que las primeras fuentes romanas denominan Castrum Album ('Fortaleza Blanca'). Sin embargo, no se ha confirmado que se trate de la misma ciudad, aunque parece clara la relación etimológica entre Akra Leuké y la posterior denominación latina de Lucentum o Leukante, relacionada con el Tossal de Manises. Con la llegada de los árabes, esta denominación evolucionó a medina Laqant o al-Laqant (en árabe لَقَنْت o اللَّقَنْت), denominación que se retuvo en la forma valenciana Alacant y que se castellanizó en Alicante.
El topónimo oficial es actualmente Alicante para la forma en castellano y Alacant para la forma en valenciano.

## Símbolos

Escudo oficial. Diseño según el Marqués de Rafal, informe oficial de la RAH, 1941

El escudo de la ciudad de Alicante es uno de sus símbolos representativos. Fue aprobado mediante Orden de 29 de marzo de 1941 del Ministerio de la Gobernación, con el informe previo favorable de la Real Academia de la Historia de 31 de enero, con el siguiente blasonamiento:

En campo de gules, bajo las barras de Aragón, un castillo dorado sobre una roca batida por el mar. Encuadrando el fuerte, las iniciales A.L.L.A. Y fuera del blasón, sirviéndole de timbre y orla, respectivamente, un coronel abierto y el Toisón de Oro.

Aparece descrito en diversos tratados de heráldica de manera diferente, asociado también en algunos periodos, a las armas propias de la provincia. Así, Francisco Piferrer en su Nobiliario de los reinos y señoríos de España lo describe como un castillo sobre un peñasco bañado por las olas del mar, y en el jefe, las cuatro barras de Aragón. Más recientemente, Vicente de Cadenas, cronista de armas de España fallecido en 2005, lo describe incluyendo la orden del Toisón de Oro y timbrado, como corresponde a la tradición de las capitales de provincia, con una corona real cerrada. Este autor también asocia al peñasco con una figura humana, alusión a la popularmente conocida como peña del moro, y letras representativas del lema Acra Leuka, Lucentum Alicante, que refleja en color oro.
Bajo la alcaldía de Lassaletta, el Ayuntamiento de Alicante realiza una consulta al heraldista local Félix Ortiz, sobre la cuestión de las letras y su disposición en el escudo. Como respuesta a ello, dicho autor publica su estudio El escudo heráldico municipal de Alicante en el que se compone el escudo con corona abierta, de acuerdo con las normas del Consejo Técnico de Heráldica valenciano, y sin las letras alusivas al lema en latín, por considerar como añadidos personales de diferentes cronistas de la ciudad en cada época. El ayuntamiento viene empleando una representación heráldica con coronel abierto y sigue usando las letras «A-L-L-A» (Akra Leuka-Lucentum-Alicante).

## Geografía

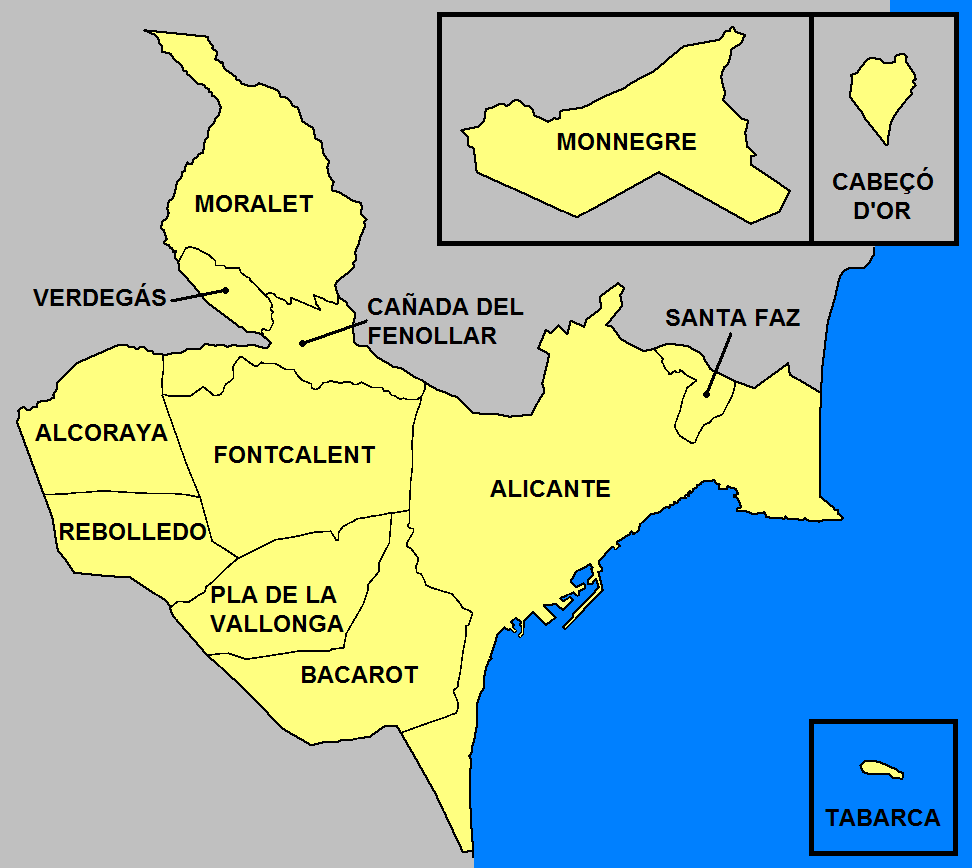
Entidades de población del término municipal de Alicante

La ciudad se halla a orillas del Mediterráneo, en una planicie sorteada por una serie de colinas y elevaciones. El monte Benacantil, con 169 m de altura, sobre el que se asienta el castillo de Santa Bárbara, domina la fachada urbana y constituye la imagen más característica de la urbe. En esta encontramos también el monte Tossal, donde se asienta el castillo de San Fernando, la Sierra Grossa (o sierra de San Julián), las Lomas del Garbinet y el Tossal de Manises. Entre estas discurren barrancos y vaguadas, algunos completamente ocultos por el crecimiento urbano como las ramblas de Canicia, Bon Hivern o San Blas-Benalúa; otras, de más envergadura, se hallan canalizadas como la Rambla de las Ovejas o la del Juncaret. Al sur de la ciudad hay una zona pantanosa, el saladar de Agua Amarga y al noroeste se encuentran las Lagunas de Rabasa.

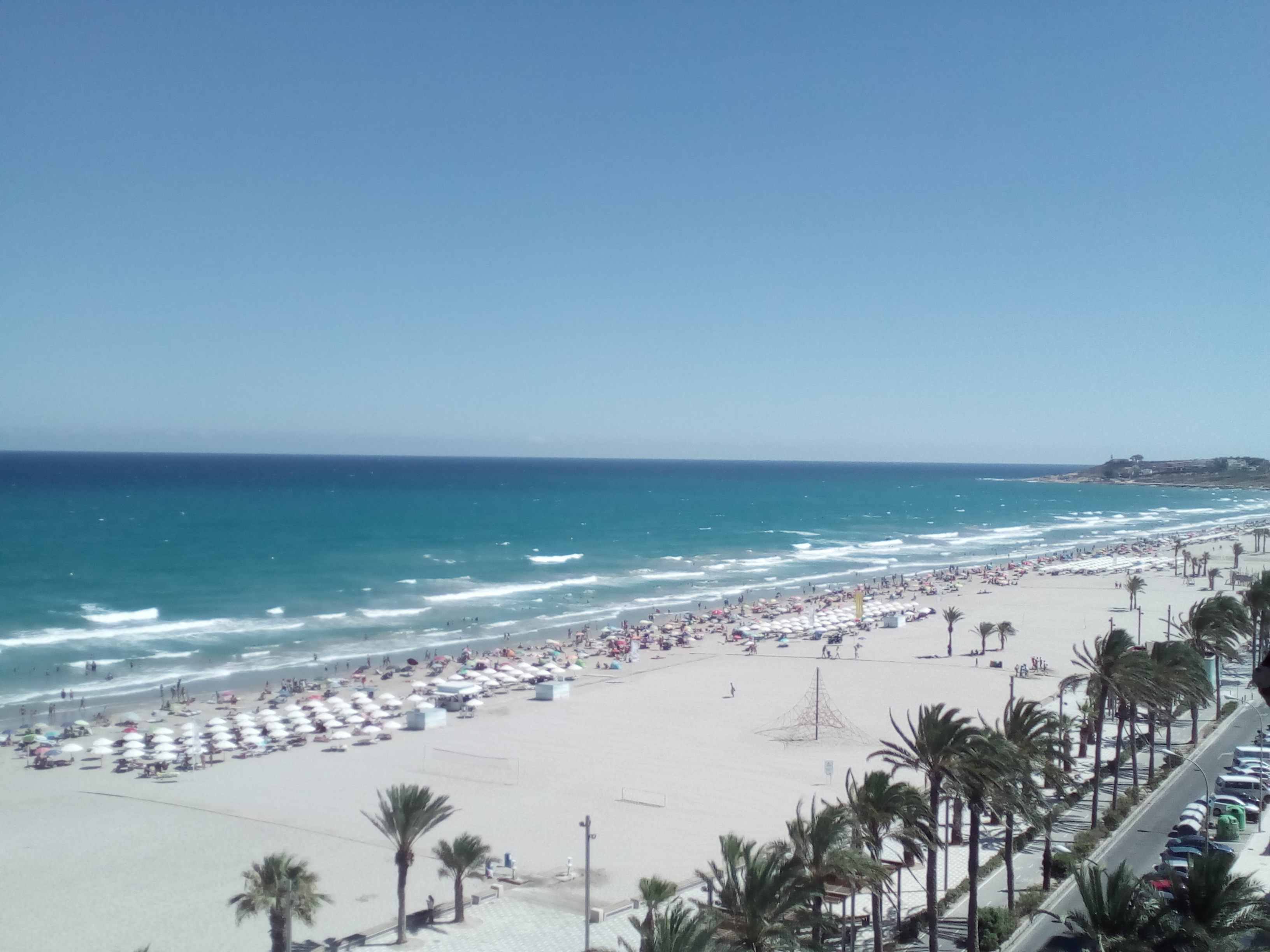
Playa de San Juan

En la línea de costa cabe señalar las playas que son, de norte a sur: San Juan, La Almadraba, la Albufereta, El Postiguet, Agua Amarga, El Saladar, y las de la isla de Tabarca. Entre las playas de La Albufereta y la de San Juan está el Cabo de la Huerta, con varias calas: Calabarda, Cantalares, Los Judíos, La Palmera.
Hay un gran desnivel dentro de la misma ciudad: mientras que el ayuntamiento está a 0 m y se toma como referencia para medir la altura de cualquier punto de España, hay barrios al mismo nivel, como la playa de San Juan, otros a más altura como el Pla del Bon Repós y San Blas sobre 30 m, Los Ángeles a 73 m o la Ciudad Jardín y Virgen del Remedio a más de 80 m.
El término municipal tiene 201,27 km² de superficie y destacan como máxima elevación los 1209 m del Cabezón de Oro, en un exclave del municipio situado al norte entre Relleu, Busot y Aguas de Busot. También hay sierras de menor altura como la sierra de las Águilas, al oeste, en el límite con Monforte del Cid (monte San Pascual, 555 m), Sierra Mediana (407 m), sierra de Fontcalent (446 m), sierra de Sancho (229 m), al suroeste, en el límite con Elche, y sierra de los Tajos (426 m), al noroeste, en el límite con Agost. Estas elevaciones son formaciones compuestas por materiales calizos, margas y areniscas. En cuanto a la hidrografía cabe señalar las cuencas del río Monnegre o Seco y de la Rambla de las Ovejas. Destaca también la isla de Tabarca, frente al cabo de Santa Pola y que forma parte del municipio.
| Noroeste: Agost, Tibi   | Norte: San Vicente del Raspeig, Muchamiel y San Juan de Alicante | Nordeste: Campello y Mar Mediterráneo |
| Oeste: Monforte del Cid |                                                                  | Este: Mar Mediterráneo                |
| Suroeste: Elche         | Sur: Elche                                                       | Sureste: Mar Mediterráneo             |

### Clima

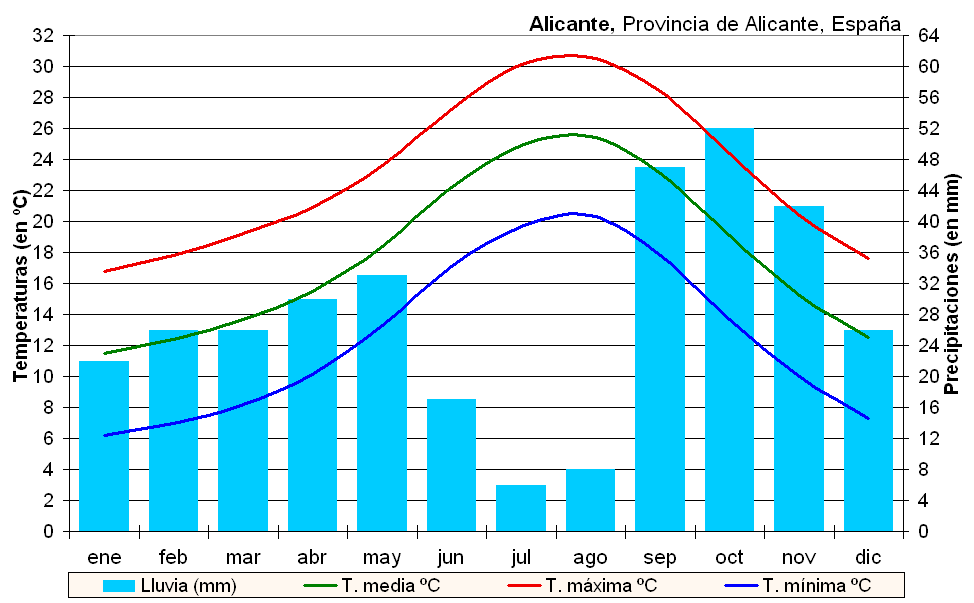
Climograma de Alicante. Valores del observatorio de Ciudad Jardín

De acuerdo con la clasificación climática de Köppen el clima de Alicante es semiárido cálido (BSh). y dentro de este es la variedad mediterránea seca, que se da en el sureste de la península ibérica. Con temperaturas muy suaves en el invierno y cálidas en el verano, lluvias concentradas principalmente en el otoño (de septiembre a noviembre) y con un verano marcadamente seco.

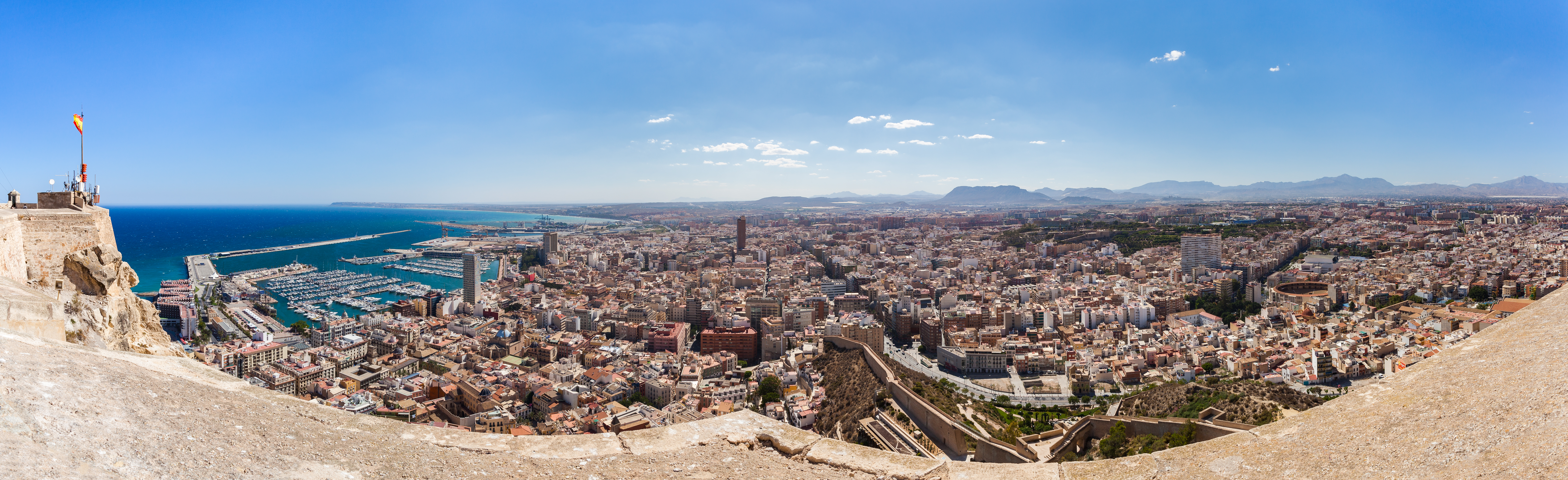
Vista de la ciudad desde el castillo de Santa Bárbara

Los inviernos son suaves. El mes más frío (enero) presenta una temperatura media de 12 °C, unas máximas de unos 17 °C y mínimas de entre 6 y 7 °C. Las heladas son extremadamente raras, mientras que la nieve es prácticamente desconocida en la ciudad, la última nevada en la ciudad de Alicante ocurrió en 1926. Los veranos son cálidos, siendo agosto el mes más cálido, con una media de alrededor de los 26 °C. En este mes las máximas no son demasiado altas (debido a la influencia marítima), situándose poco por encima de los 30 °C y siendo por tanto más suaves que en gran parte del centro y sur peninsular. Sin embargo, las noches suelen ser tropicales en julio y agosto, con una media en las mínimas de alrededor de los 21 °C. La amplitud térmica diaria es pequeña (de unos 10 °C), aunque en episodios ocasionales de viento de poniente puede superar los 15 °C. La oscilación térmica anual es también reducida, rondando los 14 °C.
Las precipitaciones apenas superan los 300 mm y con una regularidad en los meses de otoño y primavera. Los meses de julio y agosto resultan muy secos (con una media de unos 4 mm en julio), en contraste con los meses más lluviosos: septiembre y octubre, debido a las lluvias torrenciales causadas por la gota fría, que han llegado a superar en varias ocasiones los 200 mm en 24 horas causando severas inundaciones. En la ciudad hay aproximadamente 37 días de lluvia, siendo octubre el que más tiene. Desde que hay registros históricos pluviométricos, año 1938, las tres jornadas de lluvias más copiosas en la capital alicantina han sido: la del 30 de septiembre de 1997, con 270,3 mm, en la que la ciudad se inundó y cinco personas fallecieron. A esa fecha le sigue el 20 de octubre de 1982, con 233,1 mm, y la tercera jornada más lluviosa en la ciudad ha sido la noche del 13 al 14 de marzo de 2017 con 137 mm.
Debido a que Alicante es una ciudad costera, la humedad media anual es alta (en torno al 66 %), variando poco a lo largo del año.
A continuación, se muestra una tabla con los valores climatológicos en el periodo de referencia 1981-2010 del observatorio de la AEMET, ubicado en el barrio de Ciudad Jardín y situado a 81 m sobre el nivel del mar y los extremos históricos del observatorio que registra datos desde 1938.
| Parámetros climáticos promedio de Observatorio de Alicante (81 m s. n. m.) (periodo de referencia: 1991-2020; extremas: 1938-actualidad) | Parámetros climáticos promedio de Observatorio de Alicante (81 m s. n. m.) (periodo de referencia: 1991-2020; extremas: 1938-actualidad) | Parámetros climáticos promedio de Observatorio de Alicante (81 m s. n. m.) (periodo de referencia: 1991-2020; extremas: 1938-actualidad) | Parámetros climáticos promedio de Observatorio de Alicante (81 m s. n. m.) (periodo de referencia: 1991-2020; extremas: 1938-actualidad) | Parámetros climáticos promedio de Observatorio de Alicante (81 m s. n. m.) (periodo de referencia: 1991-2020; extremas: 1938-actualidad) | Parámetros climáticos promedio de Observatorio de Alicante (81 m s. n. m.) (periodo de referencia: 1991-2020; extremas: 1938-actualidad) | Parámetros climáticos promedio de Observatorio de Alicante (81 m s. n. m.) (periodo de referencia: 1991-2020; extremas: 1938-actualidad) | Parámetros climáticos promedio de Observatorio de Alicante (81 m s. n. m.) (periodo de referencia: 1991-2020; extremas: 1938-actualidad) | Parámetros climáticos promedio de Observatorio de Alicante (81 m s. n. m.) (periodo de referencia: 1991-2020; extremas: 1938-actualidad) | Parámetros climáticos promedio de Observatorio de Alicante (81 m s. n. m.) (periodo de referencia: 1991-2020; extremas: 1938-actualidad) | Parámetros climáticos promedio de Observatorio de Alicante (81 m s. n. m.) (periodo de referencia: 1991-2020; extremas: 1938-actualidad) | Parámetros climáticos promedio de Observatorio de Alicante (81 m s. n. m.) (periodo de referencia: 1991-2020; extremas: 1938-actualidad) | Parámetros climáticos promedio de Observatorio de Alicante (81 m s. n. m.) (periodo de referencia: 1991-2020; extremas: 1938-actualidad) | Parámetros climáticos promedio de Observatorio de Alicante (81 m s. n. m.) (periodo de referencia: 1991-2020; extremas: 1938-actualidad) |
| Mes | Ene. | Feb. | Mar. | Abr. | May. | Jun. | Jul. | Ago. | Sep. | Oct. | Nov. | Dic. | Anual |
| --- | --- | --- | --- | --- | --- | --- | --- | --- | --- | --- | --- | --- | --- |
| Temp. máx. abs. (°C) | 29.8 | 29.4 | 32.6 | 33.8 | 37.0 | 38.4 | 41.4 | 42.0 | 38.4 | 36.2 | 30.6 | 26.6 | 42.0 |
| Temp. máx. media (°C) | 17.2 | 17.7 | 19.6 | 21.6 | 24.5 | 28.3 | 30.7 | 31.1 | 28.5 | 25.0 | 20.5 | 17.9 | 23.5 |
| Temp. media (°C) | 12.0 | 12.4 | 14.4 | 16.5 | 19.6 | 23.4 | 26.0 | 26.5 | 23.7 | 19.9 | 15.4 | 12.7 | 18.5 |
| Temp. mín. media (°C) | 6.7 | 7.2 | 9.1 | 11.4 | 14.6 | 18.5 | 21.3 | 21.8 | 18.8 | 14.8 | 10.3 | 7.5 | 13.5 |
| Temp. mín. abs. (°C) | -2.6 | -4.6 | -1.0 | 2.6 | 4.8 | 10.4 | 13.4 | 13.2 | 9.4 | 4.0 | 0.2 | -2.6 | -4.6 |
| Precipitación total (mm) | 24 | 17 | 29 | 29 | 19 | 8 | 3 | 13 | 51 | 33 | 33 | 25 | 285 |
| Días de precipitaciones (≥ 1 mm) | 3.1 | 2.6 | 3.8 | 3.8 | 2.9 | 1.4 | 0.4 | 1.5 | 3.4 | 4.2 | 4.0 | 3.6 | 34.7 |
| Horas de sol | 192 | 192 | 236 | 258 | 301 | 321 | 344 | 319 | 261 | 229 | 186 | 174 | 3032 |
| Humedad relativa (%) | 66 | 65 | 64 | 62 | 62 | 61 | 63 | 65 | 68 | 69 | 67 | 68 | 65 |
| Fuente: Agencia Estatal de Meteorología                                                                                                  | | | | | | | | | | | | | |

A continuación algunos récords climatológicos registrados en el observatorio de la AEMET situado en Alicante, considerados a partir del año 1938 para la temperatura y precipitación y a partir de 1939 para el viento. El récord de temperatura máxima absoluta es de 42,0 °C registrada el 13 de agosto de 2022, y la mínima de -4,6 °C registrada el 12 de febrero de 1956. La precipitación máxima en un día es de 270,2 mm registrados el 30 de septiembre de 1997, y la máxima racha de viento es de 120 km/h registrada el 12 de abril de 1941.

### Naturaleza
Flora
La vegetación natural en el municipio se limita a zonas que no han sufrido excesiva erosión de origen humano, es decir, playas, acantilados, ríos, saladares, barrancos, montes, etc. En el campo de Alicante, en los cerros rocosos y tierras yermas, suele haber palmito, espino negro, tomillo, rabo de gato, esparto, boja rosada o prados de stipa en lugares cercanos a la costa. Además, en el fondo de los valles se puede encontrar albardín y en los barrancos adelfas. Asimismo, en los montes puede haber matorral de coscoja y, también, lentisco, romero, enebro o brezo. Ocasionalmente, pueden encontrarse ejemplares aislados de pino carrasco.
Fauna
La existencia y desarrollo de las especies está muy condicionada por el espacio que pueden ocupar. Por ello, la erosión de origen humano y sus consecuencias, influye en la distribución de los animales. Aun así, en el municipio se pueden encontrar algunos anfibios, allí donde hay alguna zona de agua. También, un mayor número de reptiles, que sobreviven en espacios secos y soleados, y una variedad de pequeños mamíferos y aves, que han sabido adaptarse a las condiciones del entorno. De los grupos mencionados se pueden citar individualmente: rana común, sapillo moteado, sapo corredor, galápago leproso, salamanquesa común, lagarto ocelado, culebra de agua, ratón de campo, erizo común, conejo, liebre ibérica, zorro común, cernícalo vulgar, perdiz, tórtola europea, abubilla, gorrión común, etc.

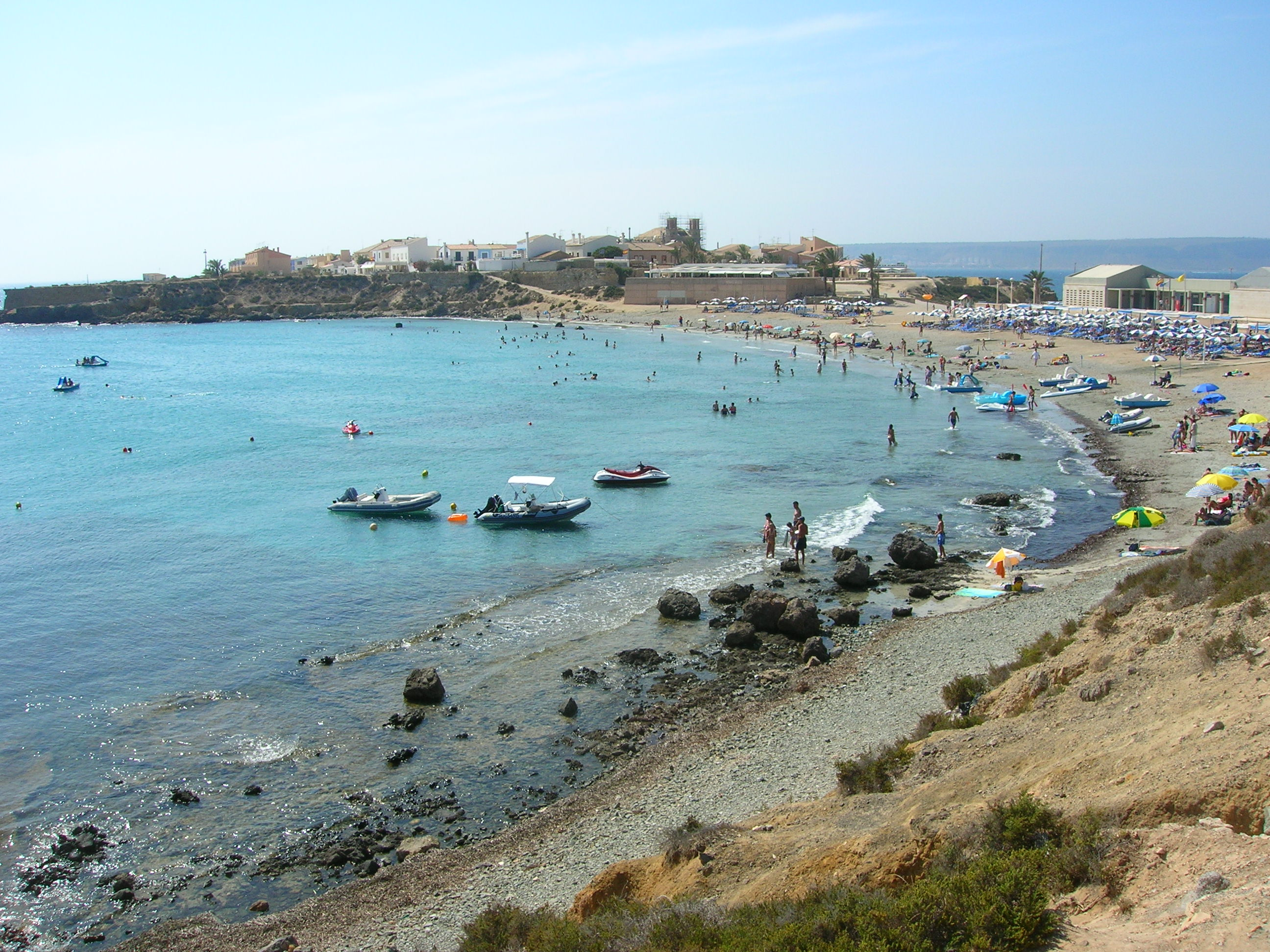
Isla de Tabarca
La flora terrestre de la isla de Tabarca no es muy diferente de la que aparece en la costa cercana peninsular, aunque con menor número de especies. Se pueden mencionar el asterisco de mar, la viborera, el beleño blanco, la cambronera o la chumbera.
En relación con los artrópodos y vertebrados, la isla se caracteriza por la pobreza en especies, en comparación con la costa peninsular. Pese a ello, destaca la presencia del eslizón ibérico o el dermáptero Anisolabis marítima, localizado en pequeñas playas. La isla cuenta con algunas especies exclusivas del lugar como Cryptocefalus espagnoli y Brachynema espagnoli. Además, abundan las aves marinas, como el cormorán moñudo, el alcatraz común, la gaviota de Audouin o el paiño común.
Desde su protección en 1986 los fondos marinos de Tabarca presentan una escasa contaminación por aguas residuales, siendo un enclave magnífico para el desarrollo de comunidades de algas feofíceas del género cystoseira y especies de carácter tropical como Hypnea cervicornis, Penicillus capitatus y Anadyomene stellata. Por otra parte, se encuentran muy desarrolladas las praderas de fanerógamas marinas, con plantas de los géneros cymodocea y posidonia, particularmente la posidonia oceánica que abarca todo el contorno de la isla entre 0 y 30 m de profundidad. Esta pradera de posidonia presenta una abundante y rica fauna vágil –con peces como la salpa o la oblada–. Además, las poblaciones de grandes crustáceos reptadores como la langosta y la cigarra de mar han aumentado significativamente.
Son frecuentes en la zona de la isla de Tabarca ejemplares adultos de tortuga boba. Entre los peces de estas aguas destacan los grandes serránidos como el cherne, el mero o el «gitano» y los grandes espáridos como la dorada, el pargo o el dentón. Entre los invertebrados de interés faunístico, destacan los moluscos vermétidos que construyen atolones y almohadillas en toda la plataforma de abrasión de la isla. También destacan las gorgonias, las nacras, los abundantes cangrejos, las caracolas, las esponjas, los erizos de mar o las estrellas de mar.

## Historia

### Prehistoria y Edad Antigua

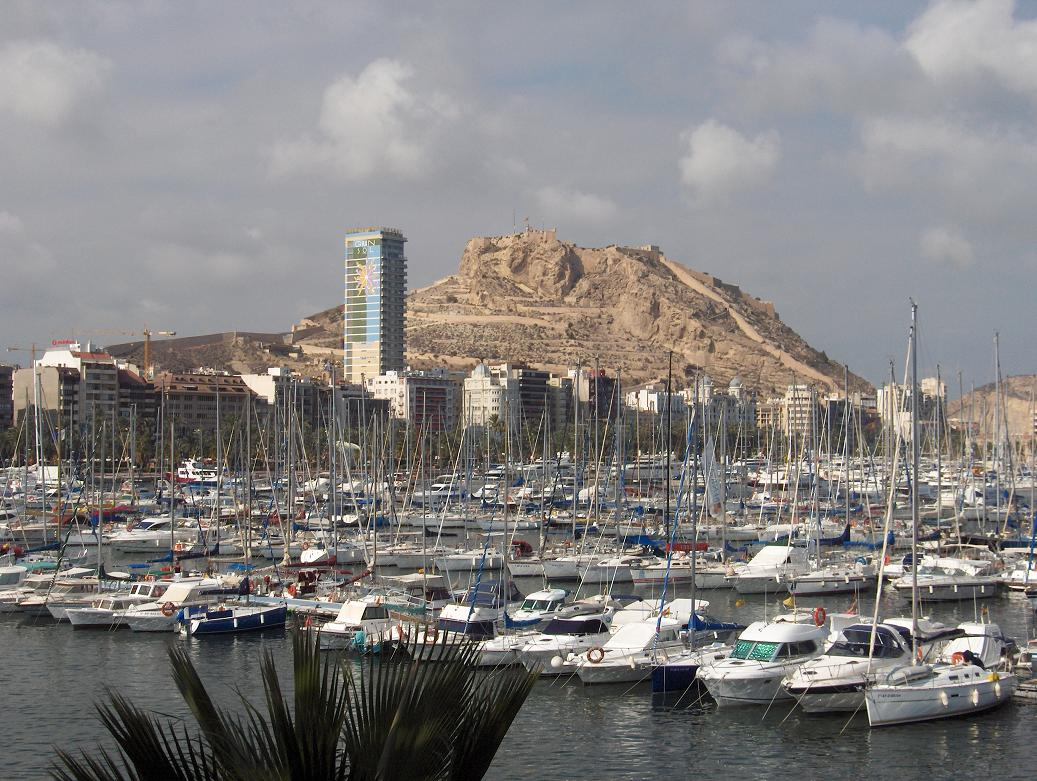
Vista del puerto con el castillo de Santa Bárbara al fondo

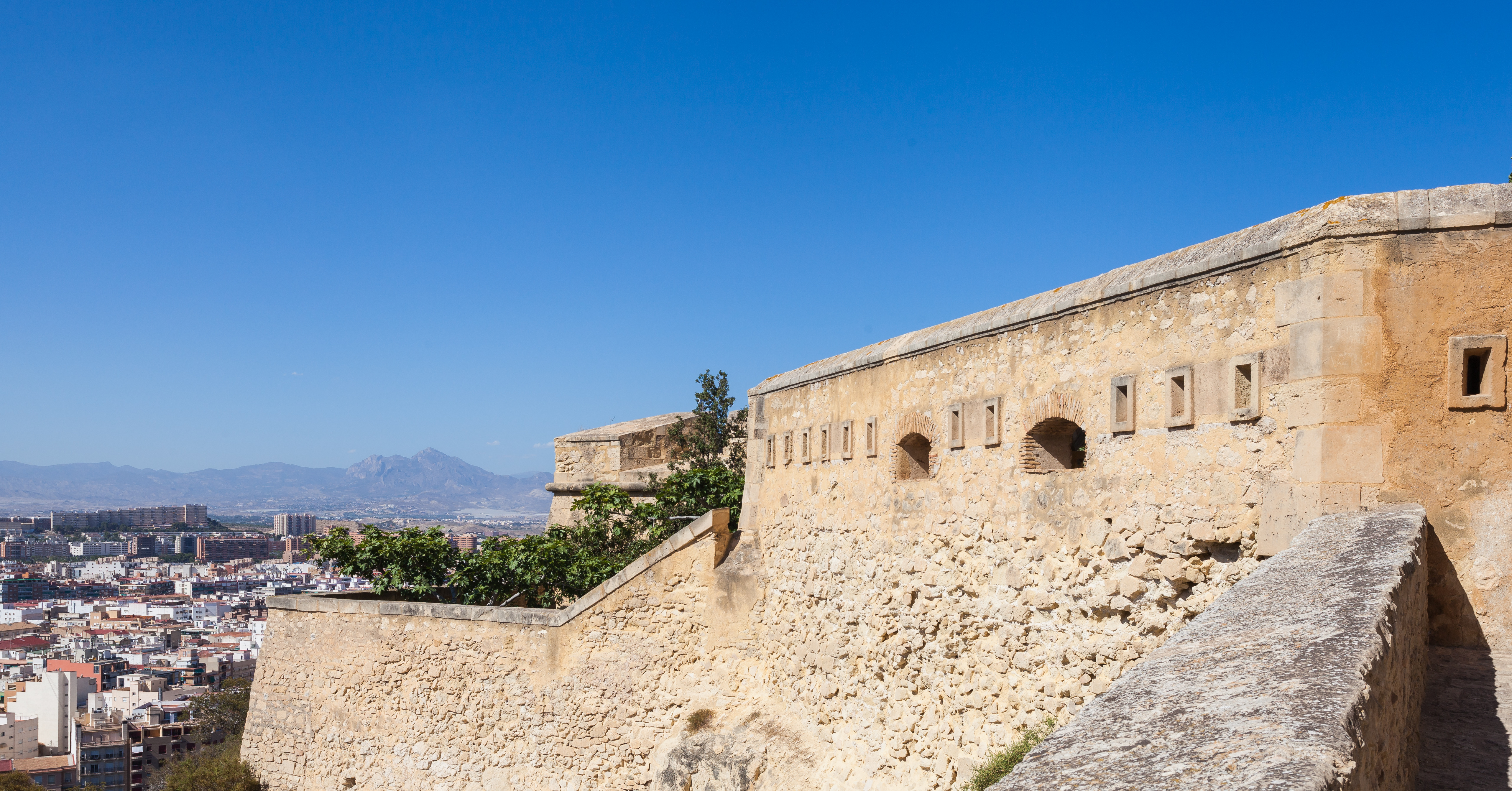
Vista lateral del castillo de Santa Bárbara sobre el monte Benacantil

Dentro de los límites territoriales del municipio, es probable que hubiera arraigado algún grupo humano en el IV milenio a. C. Los restos encontrados en yacimientos de la zona podrían respaldar esta hipótesis. En el área del Campo de Alicante ya se encontraban, en el III milenio a. C., algunos grupos humanos ocupados en la agricultura y el pastoreo. A lo largo del II milenio a. C., en la Edad del Bronce, se fue desarrollando la ocupación humana de Alicante y su entorno. Se trataba de pequeños poblados dispersos por el territorio. En el I milenio a. C. fue formándose la cultura ibérica, la referida a los pobladores autóctonos, que la orientalización impulsó. Esta aculturación se veía favorecida por el comercio marítimo con los fenicios, griegos y otros aliados. Los orígenes del asentamiento urbano en la huerta y alrededores de Alicante se remontan a la aparición de poblados iberos que datan del siglo III a. C.. Uno de estos asentamientos fue en el Tossal de Manises.
Hubo historiadores que hablaron en esta época de viajes de colonos procedentes de Focea, polis griega en Asia Menor, y que habían tomado como referencia marítima para la navegación de cabotaje al monte Benacantil llamándolo Akra Leuké («Promontorio Blanco»). También, se dijo que no había certeza de edificaciones en ese lugar hasta que Amílcar Barca, el líder cartaginés, situó allí su principal acuartelamiento poco antes de la segunda guerra púnica, al valorar las posibilidades que ofrecía su cima como asentamiento militar. Sin embargo, otros estudiosos posteriores niegan completamente estos argumentos.
En el 201 a. C. los romanos capturan la ciudad íbera del Tossal de Manises conocida como Leukante o Leukanto —Lucentum es una latinización del nombre original que solo existió en los mapas romanos— que contaba con un puerto marítimo-fluvial en la desembocadura del barranco de la Albufereta. Bajo la administración romana Lucentum llegó al rango de Municipio romano. Hacia la época del final del dominio romano, siglo III, la colmatación del torrente que desembocaba junto al poblado de Lucentum hizo que el lugar dejara de ser adecuado como puerto, quedando el asentamiento rodeado de marismas y pantanos palúdicos insalubres. Entonces, su población se fue desplazando progresivamente hacia las faldas del Benacantil, dando lugar al origen del actual casco urbano. Aun así, descubrimientos más recientes parecen indicar que la zona siguió utilizándose los siglos posteriores.

### Edad Media

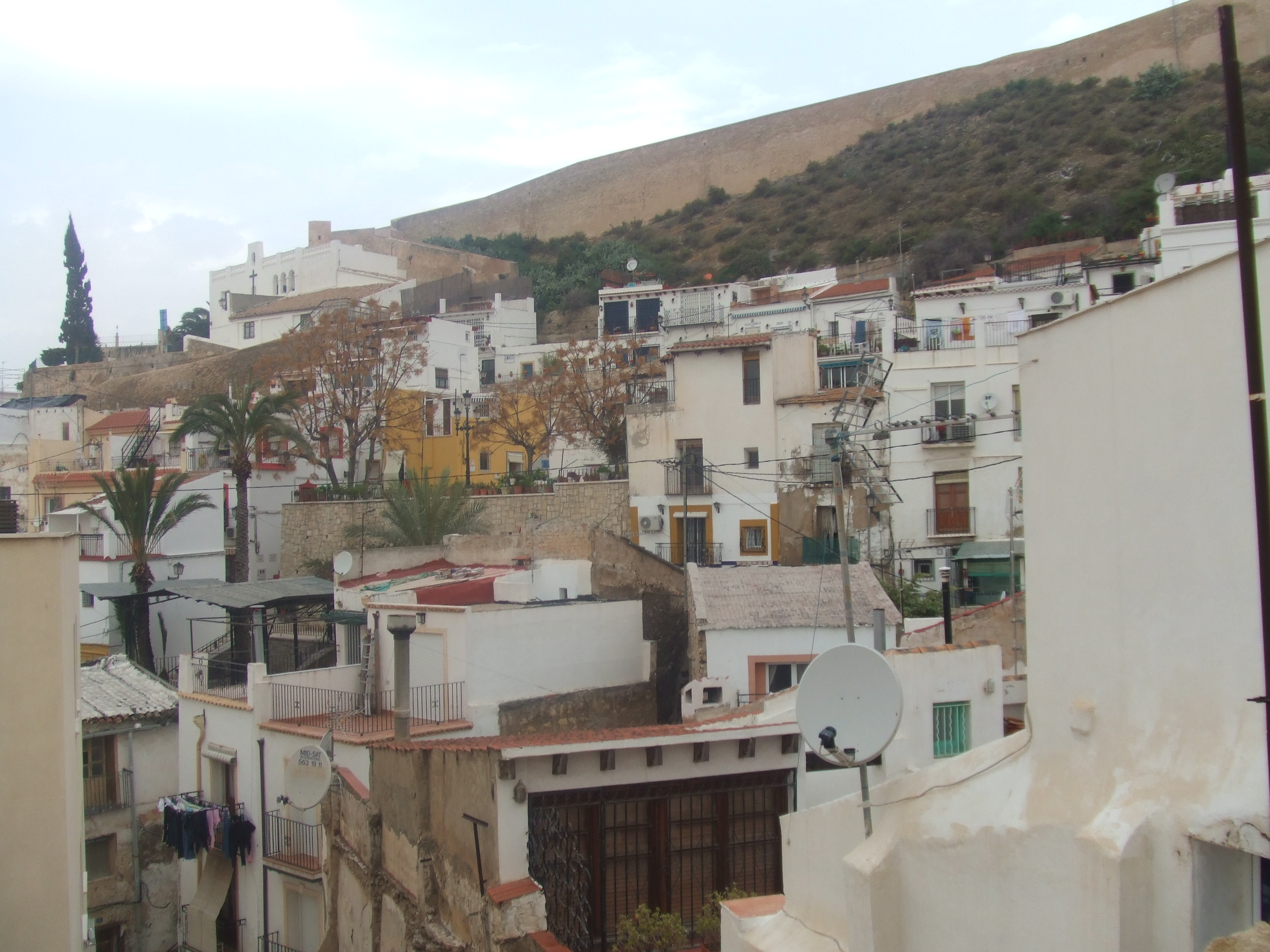
Barrio de Santa Cruz desde las laderas del castillo de Santa Bárbara

En el año 416 los visigodos entraron en la península ibérica. Llegaron desde el norte forzados por el empuje de los francos. En el III Concilio de Toledo se convirtieron al Catolicismo y pasaron a convivir con los hispanorromanos. Muchos años después, en el 713, el conde godo Teodomiro de Oriola, que administraba las tierras alicantinas, negoció un acuerdo con los musulmanes recién llegados para no presentar batalla y que se respetaran las vidas y haciendas, a cambio de convertirse en tributario. Sin embargo, en el año 779, el emir Abderramán I derogó el pacto.

#### Dominio islámico
Entre el año 713 y el 4 de diciembre de 1248, o en algún momento del año 1249, la ciudad cayó bajo dominio islámico, pasando a llamarse Medina Laqant o Al-Laqant (obsérvese que el topónimo valenciano es Alacant, así como la forma inicial en castellano de Alacante hasta el siglo XVIII). Los nuevos habitantes llegados del sur se instalaron en la falda del Benacantil. Allí también empezaron a trasladarse los autóctonos. En el siglo IX se levantó un castillo en la cima del monte, al tiempo que se construyeron unas murallas que, bajando por las laderas, rodeaban y protegían la medina. Actualmente, pueden observarse restos arqueológicos de la medina islámica junto al ayuntamiento de la ciudad.
No hay mucha documentación de los cinco siglos que se prolongó la dominación islámica. Durante este periodo, la ciudad siguió los destinos de Al-Ándalus y, tras el desmembramiento del Califato de Córdoba, sufrió las consecuencias de las luchas internas. En ese tiempo, perteneció a las Taifas de Denia, Almería y Murcia.
En el siglo IX, tras una reforma administrativa de al-Ándalus, Al-Lakant fue durante varias décadas cabeza de la gobernación sur del territorio valenciano, que se extendía desde Orihuela hasta Chinchilla. A partir de ese mismo siglo, el puerto de Alicante comenzó a desarrollarse. En aquel momento, era el único en funcionamiento entre la desembocadura del Ebro y Almería, por lo que formaba parte de las grandes rutas comerciales hacia el sur y el este del Mediterráneo. Debido a ello, la medina también albergaba una abundante población marinera. En el siglo XII el reconocido cartógrafo, geógrafo y viajero Al-Idrisi dijo de Medina Lakant que era una población reducida, con factoría de barcos y con dos mezquitas, un zoco y una alcazaba inexpugnable. Según cálculos posteriores, y en base al número de edificaciones levantadas, se estimó en un millar de personas la población residente en el recinto amurallado.

#### Reconquista cristiana
Si bien con el Tratado de Tudilén ya se establecía en 1151 que la extensión de la Corona de Aragón llegaría hasta el emirato de Murcia, el acuerdo se revisó por el Tratado de Cazola (Soria, 1179) entre Alfonso VIII de Castilla y Alfonso II de Aragón, estableciendo de forma genérica el límite en la frontera entre los emiratos de Denia y de Murcia. Sin embargo, debido a la volatilidad e indefinición de las fronteras internas de Al-Ándalus, que dio lugar a confusiones y conflictos entre los monarcas católicos, el acuerdo se volvió a revisar con más detalle en el Tratado de Almizra firmado en 1244 entre los reyes de Castilla y de Aragón. En dicho acuerdo, el monarca Jaime I «el Conquistador» concedió a Castilla el territorio entre Biar y Orihuela, que formaba parte del sur del extinto emirato de Denia, como dote en la negociación matrimonial durante el año 1240 de su hija, la infanta Violante de Aragón y de Hungría, con el infante Alfonso, futuro rey Alfonso X el Sabio. Por su parte, el soberano de Castilla concedía al soberano de Aragón el derecho de recuperar en cualquier momento dicho territorio del actual sur valenciano. Los límites de la expansión de sus respectivos dominios se fijaron en la línea que une Biar, Castalla, Jijona y Vilajoyosa y, por lo tanto, Alicante pasaría a ser finalmente zona de expansión castellana, siempre y cuando entre los monarcas de Castilla y de Aragón hubieran buenas relaciones diplomáticas.
Además, anteriormente, en el año 1243, el gobernante musulmán del Emirato de Murcia, Muhamad ben Hud, había firmado el Tratado de Alcaraz con el infante Don Alfonso, por el cual el reino musulmán de Murcia se ponía bajo protectorado castellano ...con la ciudad de Murcia y todos sus castillos desde Alicante fasta Lorca y fasta Chinchilla... Concretamente, Alicante se integró dentro del reino mudéjar de Murcia que se constituía como protectorado de la Corona de Castilla mediante vasallaje y según lo acordado con Jaime I en Almizra. Sin embargo, el gobernador de Alicante, el arráez Zaén ibn Mardanix (quien fuera el último emir de Valencia hasta 1238), había rechazado la legitimidad del pacto, opuso resistencia al vasallaje de la villa al rey de Castilla y, con la ayuda del califato de Ifriquía al norte de África, se independizó de facto de Murcia. Finalmente, el exilio de Zaén en 1248 de la medina Laqant facilitaría la toma de la villa por las fuerzas cristianas, que pasaría a formar parte del realengo de Alfonso X el Sabio.
Tras la imposición de las autoridades del protectorado vasallo de Murcia, se procedió a repoblar la ciudad de Alicante con cristianos procedentes en su gran mayoría de la Corona de Aragón, especialmente de Cataluña, pero también procedentes de los reinos de la Corona de Castilla aunque en bastante menor medida. Los nuevos colonos podían beneficiarse de las exenciones tributarias y del repartimiento de tierras, a menudo expropiadas de los hispanos musulmanes que fueron expulsados de los núcleos de población de origen andalusí para ser ocupados por pobladores cristianos, aunque hay controversia con esta afirmación. Empezaría así la expansión de la ciudad, la Villanueva, en la zona oeste del Benacantil. No obstante, la carencia de una diversidad de oficios especializados entre los colonos, que en su gran mayoría eran peones y ballesteros, provocó una ruptura demográfica que tuvo como consecuencia una crisis económica para Alicante, lo cual justificó la permanencia de la población andalusina como mano de obra necesaria.

#### Corona de Castilla (1248-1296)

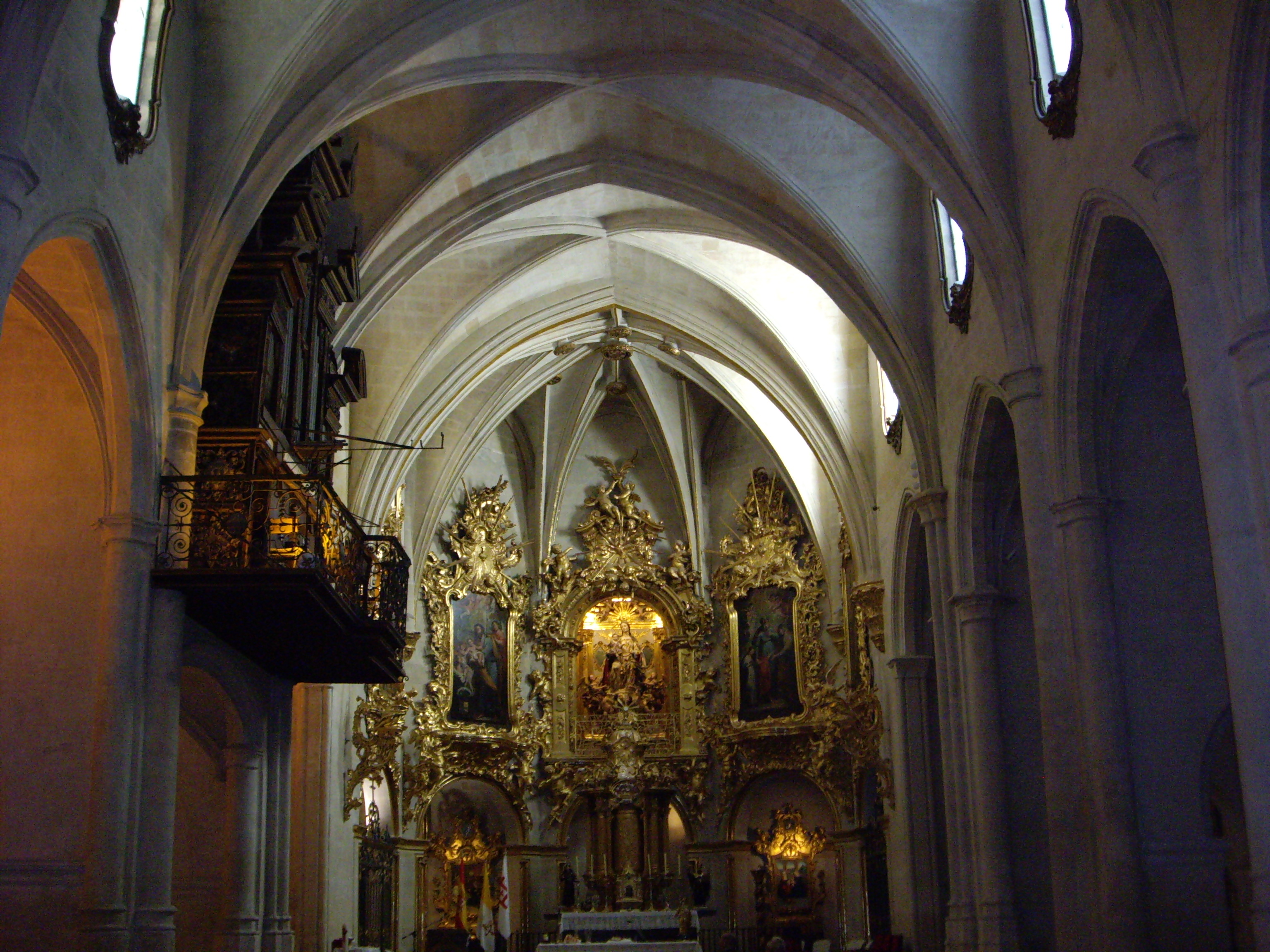
Iglesia de Santa María

Desde el principio, Alfonso X el Sabio intentó establecer en Alicante un grupo de cristianos numeroso dada la importancia militar y mercantil de la villa, pero el proceso colonizador fue lento y se prolongó a lo largo de todo el siglo XIII, aunque está poco documentado a causa de la desaparición de los Libros de Reparto. Los primeros repobladores cristianos procedían principalmente de la Corona de Aragón, quienes recibieron una serie de privilegios y franquicias con el objetivo de facilitar su asentamiento. Con esta finalidad de asegurar mejor su creciente poblamiento e impulsar su promoción económica y comercial, en agosto de 1252 Alfonso X otorgó a la ciudad el Fuero Real, muy parecido al de Córdoba. Dotó a la villa de un concejo fuerte, de numerosas exenciones fiscales y de un amplio término municipal, que abarcaba los municipios actuales de Agost, Monforte del Cid, Aspe, Novelda, Elda, Petrel, Busot, Aguas de Busot, El Campello, Muchamiel, San Juan y San Vicente del Raspeig. Además, el rey castellano dispensó importantes medidas de favor al puerto de Alicante, considerado de gran valor estratégico. Sin embargo, todas estas medidas son más una expresión de los deseos del monarca castellano que una realidad, ya que con el nuevo patriciado urbano, compuesto por ricoshombres cristianos, Alicante había perdido la actividad económica comercial y marítima que la había caracterizado durante la época andalusí.
Además, el proceso repoblador provocó en Alicante, entre 1264 y 1266, una rebelión mudéjar que se extendió por casi todo el reino de Murcia. La reina consorte del rey castellano, Violante de Aragón, solicitó ayuda a su padre Jaime I de Aragón para sofocarla. En esos momentos, Alfonso el Sabio estaba empleado en el asedio de Niebla. El rey de Aragón intervino rápidamente, con tropas exclusivamente de origen catalán, y redujo todas las ciudades sublevadas a la aceptación de la soberanía castellana. Esta intervención militar, que tomó Alicante como principal centro de operaciones militares, hizo que el proceso colonizador se acelerara con más de 10 000 cristianos, procedentes de la Corona de Aragón. Desde entonces, la preponderancia de la población cristiana en Alicante fue principalmente catalana y es el origen histórico del valenciano como lengua mayoritaria de la ciudad hasta el siglo XIX.

#### Corona de Aragón (1296-1492)

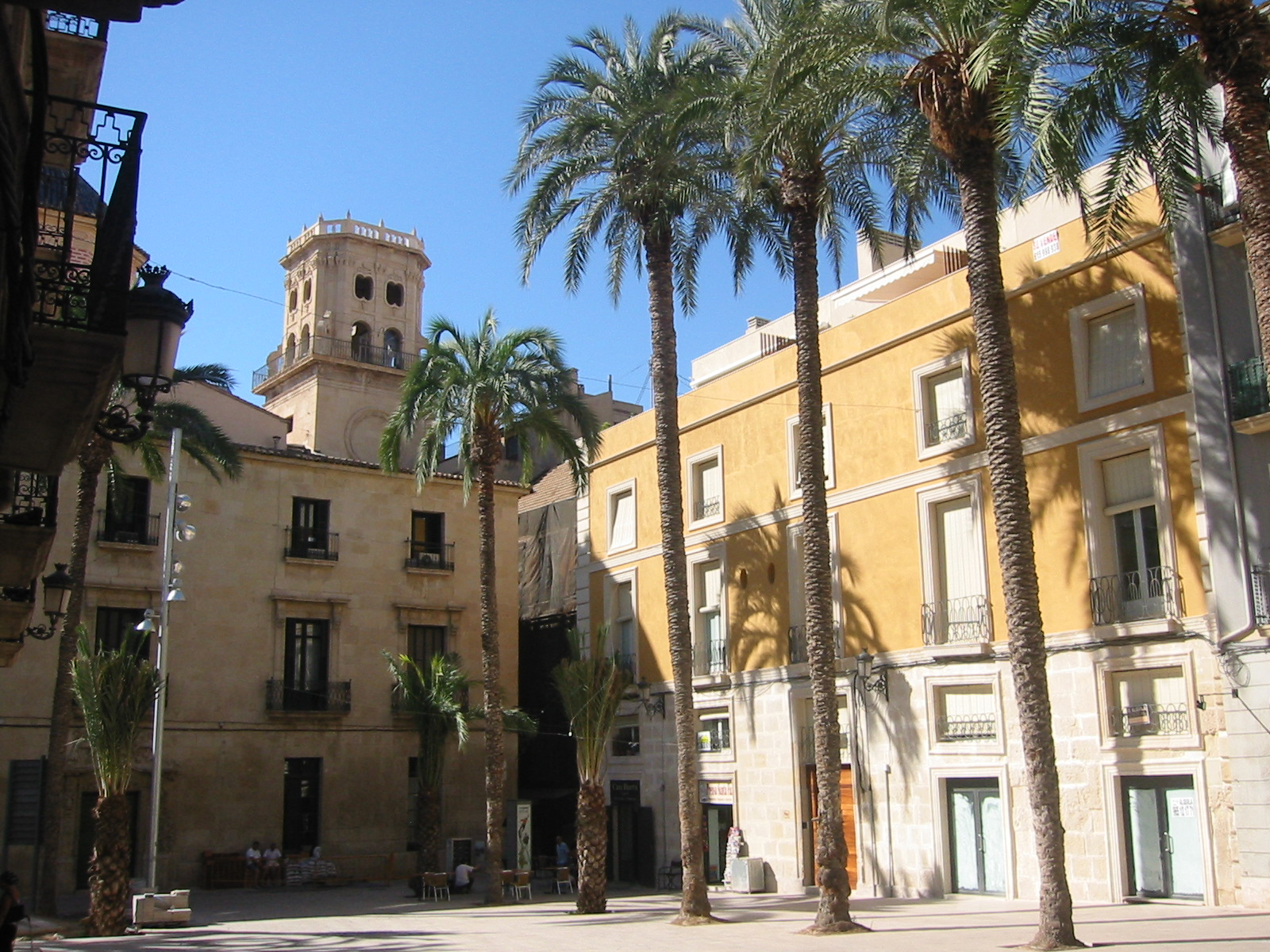
Plaza Santísima Faz, situada en el casco antiguo

Debido a una crisis dinástica por la sucesión de Sancho IV el Bravo, el infante Alfonso de la Cerda, un aspirante ilegítimo a la Corona de Castilla, pidió ayuda a Jaime II de Aragón a cambio de donarle, en caso de conseguir la Corona, el reino de Murcia, según los acuerdos secretos de Calatayud (1289), Ariza (enero de 1296) y Serón (febrero de 1296). Aprovechando la situación, Jaime II procedió a la conquista del reino de Murcia.
Alicante fue conquistada el 22 de abril de 1296, a pesar de la resistencia del alcaide del castillo Nicolás Peris, terminando con la soberanía castellana. La conquista fue, en parte, facilitada por los colonos cristianos de origen catalán y aragonés asentados en Alicante tras sofocar la rebelión morisca, el año 1266, llevada a cabo por Jaime I de Aragón (como, por ejemplo, la ayuda de la familia Torregrossa, en cuyo escudo se basa el actual blasón de la ciudad). Aun así, Jaime II respetó los privilegios e instituciones anteriores aunque adaptándolas a la nueva situación política, particularmente después de la incorporación de Alicante y el resto de comarcas limítrofes al reino de Valencia, mediante la modificación de lo fijado en el Tratado de Almizra (Sentencia Arbitral de Torrellas, 1304 y Tratado de Elche, 1305). La repoblación cristiana se incrementó, pero aun así, hasta la primera expulsión de los moriscos, la población nativa hispanoárabe era mayoritaria en comparación con los repobladores cristianos.

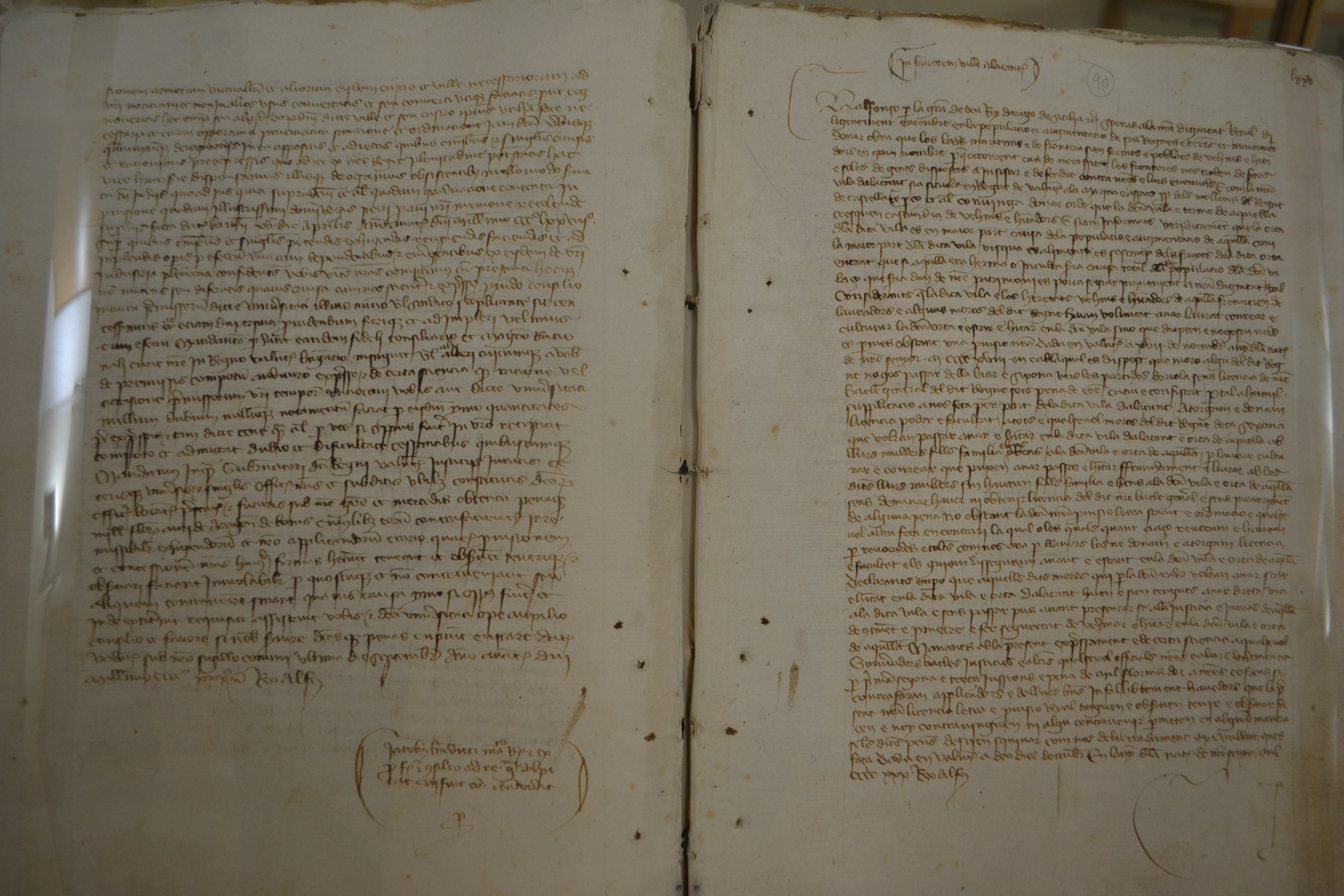
Real Provisión permitiendo a los mudéjares establecerse y poblar la ciudad y la huerta (1430)

El crecimiento de principios del siglo XIV se vería truncado a partir de 1333, cuando ya el hambre se dejó sentir en Alicante, primera señal de la crisis que se acercaba: la Guerra de la Unión (1348), la Peste Negra (1348) y la Guerra de los Dos Pedros (Pedro I de Castilla y Pedro IV de Aragón) entre 1356 y 1366 que tuvo en Alicante uno de sus principales escenarios. La villa estuvo en manos castellanas y parte de la población emigró, murió o cayó cautiva. Como consecuencia de ello, la población se vio muy reducida, al igual que en otras ciudades del reino de Valencia. Con la paz se inicia la reconstrucción social y económica aunque los mudéjares prácticamente desaparecieron y los judíos fueron una minoría. Pedro IV el Ceremonioso dictó numerosas medidas para reactivar la economía y la paz social, aunque esto no evitó el ataque contra los judíos de 1391 que acabó con la presencia de esta comunidad en la sociedad alicantina.
Durante el siglo XV Alicante continuó creciendo y una próspera agricultura orientada hacia la exportación (vino, frutos secos, esparto) impulsó un notable desarrollo del puerto y una clase media que controlaba el gobierno municipal. El único conflicto bélico fue la guerra con Castilla de 1430 que no tuvo excesivas consecuencias. La población continuó en aumento y este progreso sirvió de justificación a Fernando el Católico para otorgarle el título de ciudad el 26 de julio de 1490. Por esas fechas, Alicante era la cuarta población por número de habitantes en el reino, después de Valencia, Orihuela y Játiva.

### Edad Moderna

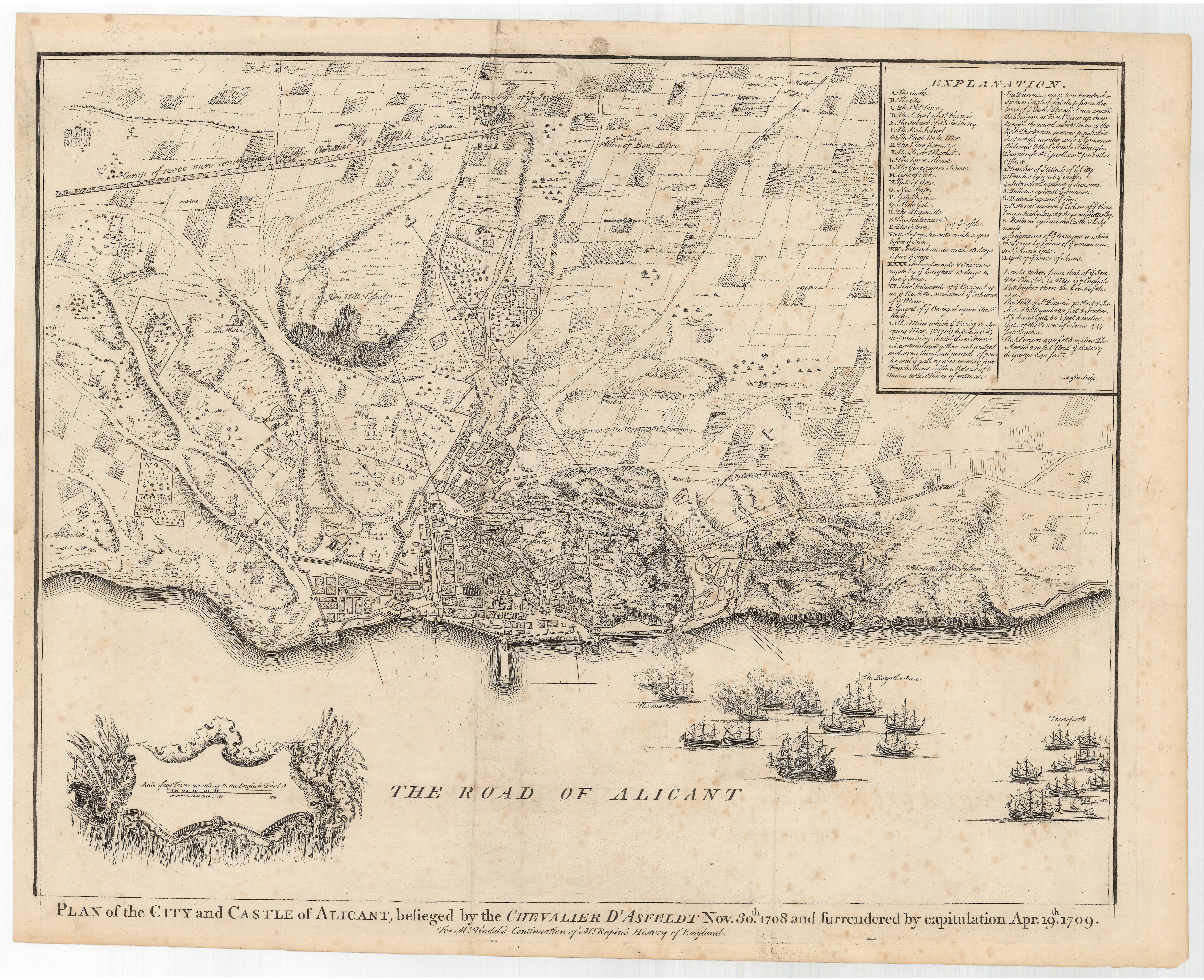
Plano de la ciudad hacia comienzos del

A lo largo del siglo XVI Alicante triplicó su población. Desde la obtención del título de ciudad el desarrollo institucional, económico y demográfico de Alicante fue palpable. El puerto se convirtió durante la Edad Moderna en el más importante del reino de Valencia y el tercero de los reinos de Castilla y Aragón, tras Sevilla y Cádiz que comerciaban con América. La actividad portuaria era, principalmente, de importación de productos foráneos, lo que propició el asentamiento de colonias de comerciantes extranjeros que imprimieron un gran dinamismo al tráfico mercantil. La construcción del embalse de Tibi a finales del siglo XVI permitió asegurar la producción de la huerta cercana a la ciudad, cuyo producto principal era la uva, y por consiguiente el vino, junto con la barrilla, el esparto y los frutos secos. El puerto además se convirtió en punto de salida de los productos de La Mancha y en un eficaz redistribuidor de algunos productos coloniales y de salazones llegados del norte de Europa. El desarrollo económico permitió a Alicante arrebatar a Orihuela, en 1647, la capital de la Bailía meridional valenciana y posteriormente, en 1785, la creación de un Consulado del Mar independiente del ubicado en Valencia.
En el año 1519 se inició en Valencia la llamada rebelión de las Germanías. La protesta de los ciudadanos y campesinos contra el rey y los nobles se extendió por todo el reino. Pero dicho levantamiento, aunque con alguna víctima, no fue seguido en Alicante. En recompensa por su lealtad a la monarquía, el rey Carlos I le otorgó el uso del Toisón de Oro en 1524, toisón que aparece en el escudo de la ciudad.
En el año 1609 el rey Felipe III decidió expulsar a todos los moriscos que vivían en el reino. Según los cálculos realizados, se supone que eran unas 320 000 personas en total. En las tierras valencianas había unos 120 000 y representaban la tercera parte de la población. En Alicante, el mayor número de moriscos vivían y trabajaban en las montañas de La Marina, en las tierras interiores del Vinalopó y en la Vega Baja. Dada la envergadura de la empresa, se necesitó coordinar una gran operación logística. El puerto de Alicante fue uno de los puntos destacados. Los exiliados fueron trasladados en barco hasta Orán, que era plaza española en ese momento. La expedición se realizó en tres fases y múltiples viajes, entre el 30 de septiembre de 1609 y el 14 de enero de 1610. Según los datos de la época, desde el puerto de Alicante se fueron 30 204 moriscos en total.
A principios del siglo XVIII, Alicante se vio inmersa en los eventos de la guerra de sucesión española (1701-1714), un conflicto que enfrentó a los partidarios de Felipe V de Borbón y los defensores del Archiduque Carlos de Austria por el trono de España. La ciudad fue tomada por las fuerzas austracistas en 1706, con apoyo británico, como parte de la lucha por el control del Mediterráneo. Sin embargo, tras la decisiva victoria borbónica en la Batalla de Almansa en 1707, Alicante se convirtió en un objetivo estratégico prioritario para Felipe V. Entre 1708 y 1709, las tropas borbónicas, lideradas por el general francés Claude François Bidal d'Asfeld, sitiaron la ciudad. El asedio culminó en la destrucción de parte del castillo de Santa Bárbara y la rendición de los defensores austracistas, consolidando el control borbónico sobre Alicante. Este hecho allanó el camino para la imposición de las reformas borbónicas en toda la región.
En 1707, como consecuencia de la victoria borbónica y la promulgación de los Decretos de Nueva Planta, Felipe V abolió los fueros e instituciones de los antiguos reinos, incluida la Corona de Aragón, y unificó los territorios bajo el modelo castellano. Desaparecía así el Reino de Valencia. Para Alicante, el cambio implicó una nueva organización y división del territorio, quedando la comarca sin una capital determinada.
El rey Carlos III, en el año 1768, decidió acoger a un grupo de personas de origen ligur que padecían en la isla tunecina de Tabarka un estado de esclavitud. Llegaron en dos naves a Cartagena y se decidió que ocuparan la Isla Plana situada frente a Santa Pola, deshabitada hasta entonces y refugio habitual de los piratas berberiscos. En un principio, fueron 68 familias con 296 personas en total. En 1770 se instalaron en el nuevo recinto amurallado de la isla renombrada Nueva Tabarca.
Alicante fue objetivo militar en prácticamente todos los conflictos bélicos. De tal forma que fue casi destruida en 1691 por la escuadra francesa que dirigía el almirante d'Estrées y durante la Guerra de Sucesión fue ocupada alternativamente por austracistas y borbónicos. La voladura parcial del castillo de Santa Bárbara, por parte del caballero D'Asfelt en 1709, determinó la salida de los aliados de la ciudad y el triunfo borbónico en esta parte del reino de Valencia. Posteriormente, la Guerra de Independencia dejó también sus secuelas como consecuencia de la crisis de subsistencia y de los gastos militares. Se construyeron nuevas murallas defensivas y el castillo de San Fernando. Sin embargo, pese a las amenazas, las tropas francesas no llegaron a ocupar la ciudad.

### Época Contemporánea

#### SigloXIX

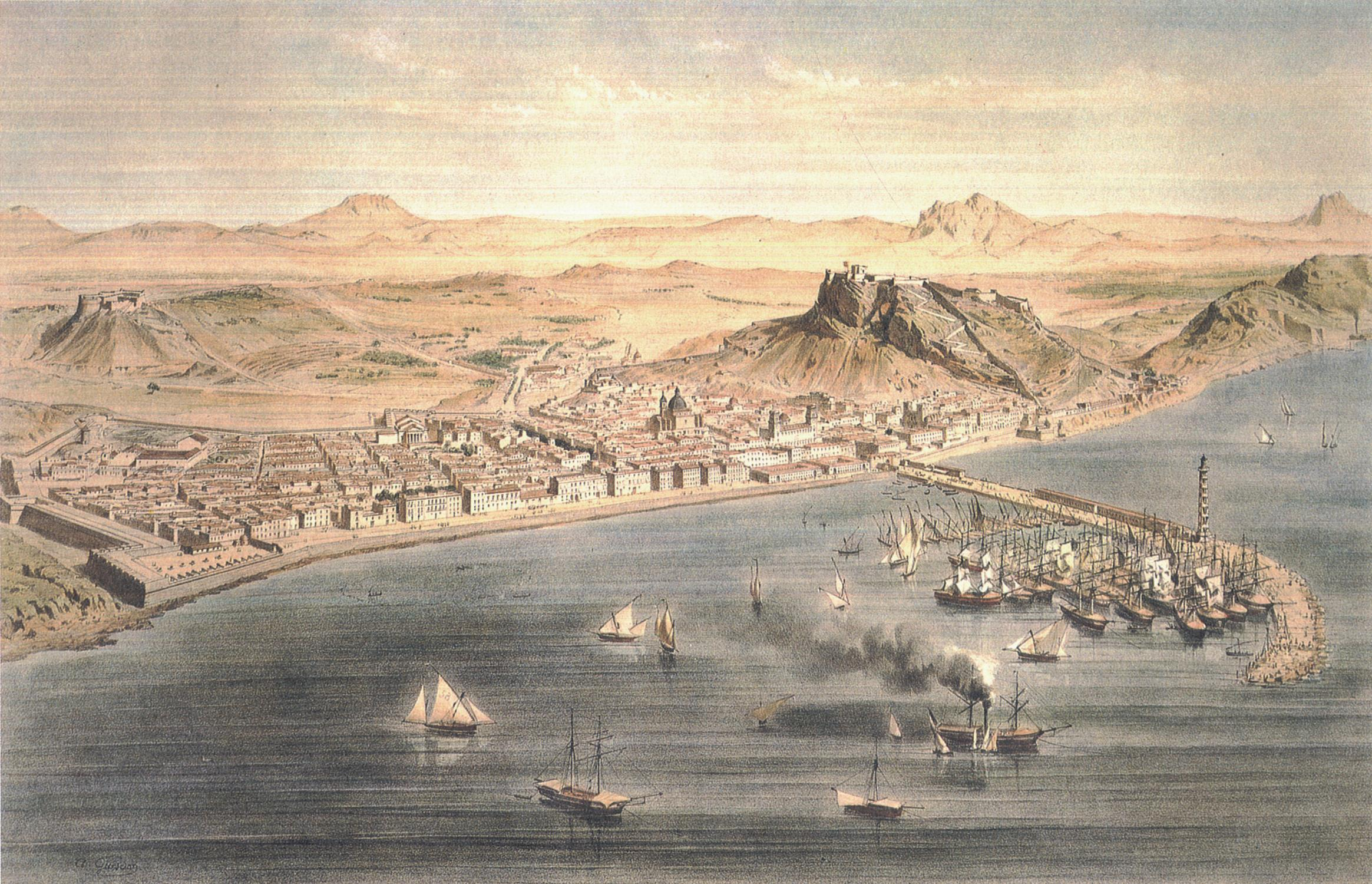
Alicante en una lámina de Alfred Guesdon hacia mediados del

El talante liberal de los alicantinos se manifestó a lo largo del siglo XIX. Muestras de ello son el gozo popular por la Constitución española de 1812 y la desaparición de la Inquisición, las grandes dificultades para formar un batallón de voluntarios realistas en 1824 para reprimir a los liberales, la rebelión de Boné liderada por Pantaleón Boné en 1844, el apoyo a la Vicalvarada (1854) y al pronunciamiento de septiembre de 1868 que dio paso al Sexenio Revolucionario. El primer club republicano se abrió en Alicante alrededor de noviembre de 1868, y esta tendencia política triunfó en las elecciones municipales de 1870.
En este contexto liberal, la desamortización de 1820 tuvo un gran impacto en la ciudad, resultando en la confiscación y demolición de varios conventos históricos, como los de los Dominicos, Agustinos y Capuchinos. Aunque se propuso reutilizar estos inmuebles para fines públicos, la mayoría de los proyectos no se concretaron.
Debido a su condición de ciudad portuaria fueron frecuentes las epidemias. Una de las más recordadas fue la del cólera-morbo de 1854 (véase: Pandemias de cólera en España). En esta epidemia destacó por encima de todos el gobernador civil Trino González de Quijano que heroicamente entregó su vida defendiendo y ayudando, durante los 24 días de su mandato, a los enfermos de toda la provincia. Fallecería víctima de la epidemia el 15 de septiembre de 1854. En recuerdo se le levantó un mausoleo en el que descansan sus restos en el centro de la plaza de Santa Teresa.

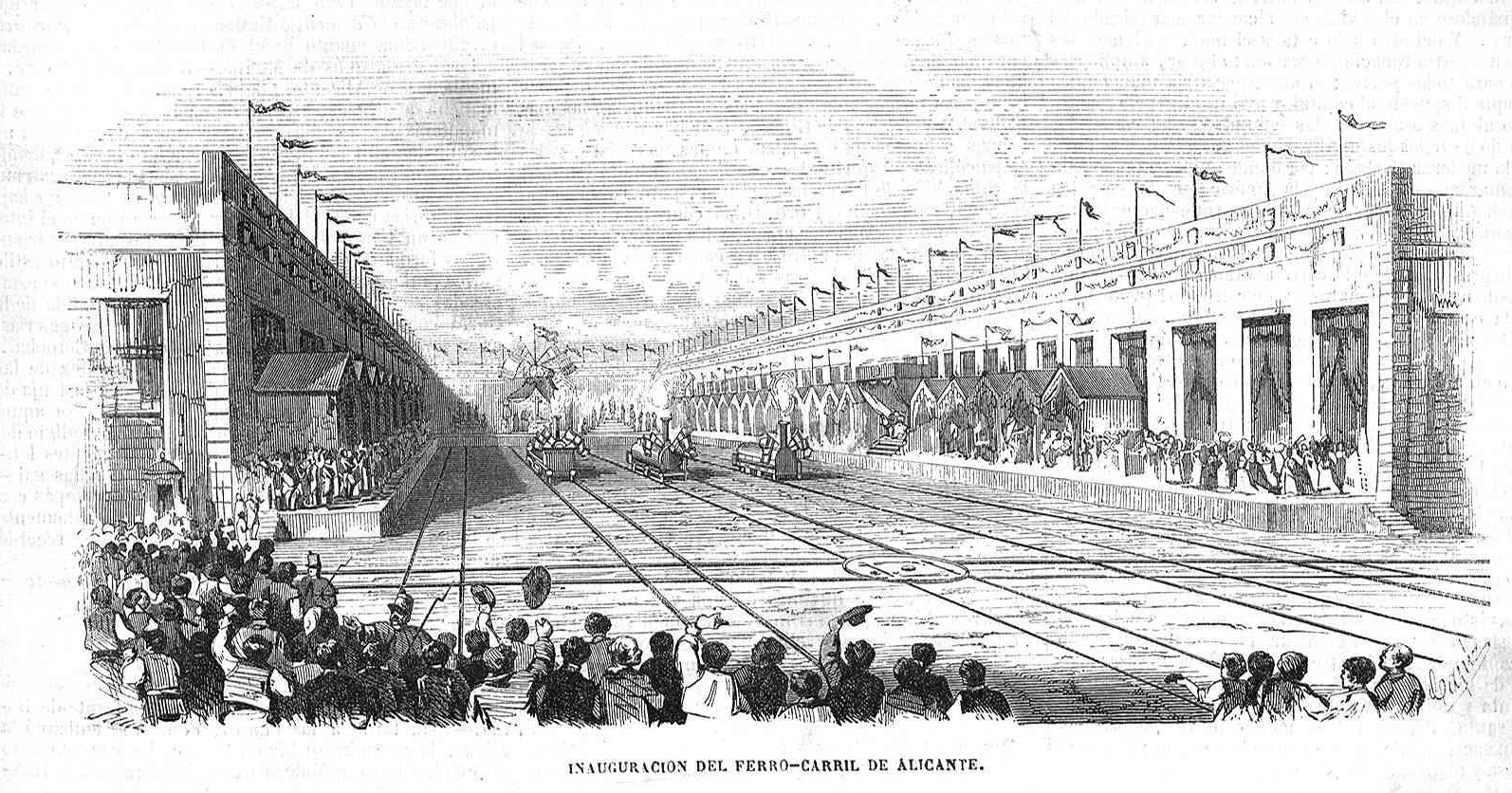
Inauguración del ferrocarril Madrid-Alicante en 1858

La provincia de Alicante nació como tal en las Cortes liberales de 1822 y correspondía con la antigua Bailía meridional valenciana, si bien fue ampliada en 1833 con parte de la desaparecida provincia de Játiva y los municipios de Villena y Sax. En 1847 comienza la ampliación del puerto, y en 1858 finaliza la construcción del ferrocarril entre Madrid y Alicante con el enlace Alicante-Almansa, para el cual se levantó la llamada estación de Madrid. Entre 1854 y 1878 se derruyeron las murallas de la ciudad. Las infraestructuras ferroviarias se verían incrementadas con la inauguración de la línea Murcia-Alicante, en 1884, y la inauguración de la estación de Benalúa.

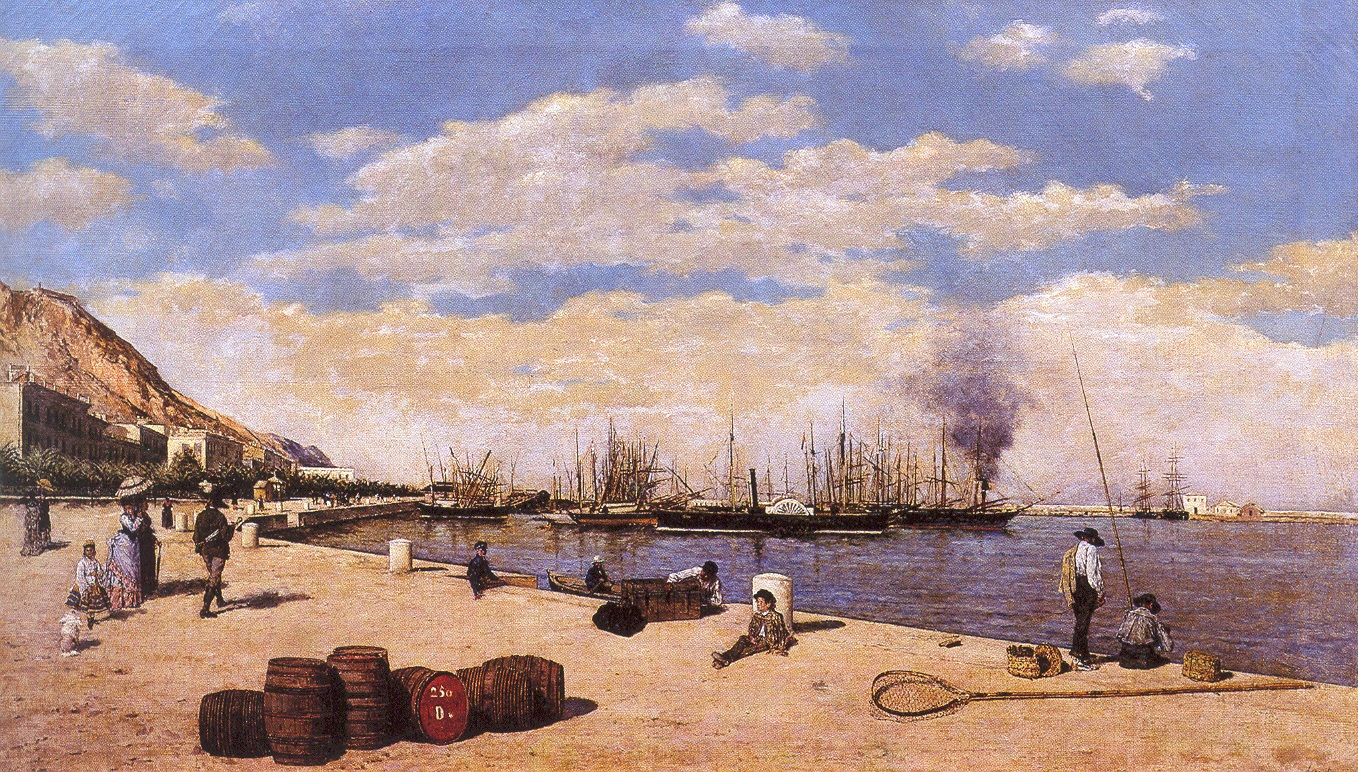
Vista del puerto de Alicante en 1875 del pintor Joaquín Agrasot

El 1 de febrero de 1893 el ayuntamiento adoptó la bandera naval de Alicante como bandera de la ciudad.

#### SigloXX
El 4 de octubre de 1912, la estación de tren de la compañía MZA sufrió un trágico accidente ferroviario. Un tren de pasajeros no pudo frenar a tiempo y destruyó parcialmente la estación, provocando la pérdida de vidas humanas y dejando a numerosas personas heridas.
Durante el periodo 1920-1935 la economía alicantina se decantó por la industria mientras la agricultura se sumía en una segunda crisis. Alicante fue una de las ciudades donde los republicanos ganaron las elecciones municipales de 1931 y durante toda la II República los partidos de izquierdas mantuvieron una mayoría holgada, tanto en la ciudad como en la provincia. La proclamación de la República fue seguida por la quema y destrucción de las principales iglesias de la ciudad (Escuelas Salesianas, el colegio de las Carmelitas, la parroquia de Benalúa, el convento de San Francisco, la casa de ejercicios de la Compañía de Jesús, el convento de las Oblatas, la iglesia del Carmen, el convento de la Preciosísima Sangre de Cristo, el convento de Capuchinos, el convento de Agustinos, el palacio Episcopal, el colegio de Jesús María, el colegio de la Compañía de María y el colegio de los Maristas), proporcionalmente la mayor quema en toda España, ante la que las nuevas autoridades no hicieron nada por evitarla, tan solo para proteger la Santa Faz ante la devoción popular que esta despertaba entre los alicantinos.

Vista aérea de 1932

El primer alcalde de este periodo fue Lorenzo Carbonell Santacruz, elegido en la candidatura republicano-socialista, que con un 81 % de votos realizó diversos proyectos urbanísticos de importancia y fomentó la construcción de escuelas públicas. En 1933, con la llegada del sufragio universal, votaron por primera vez las mujeres alicantinas, ganando el PSOE y en las elecciones generales del 16 de febrero de 1936 triunfó el Frente Popular con un 80,72 % de votos.
En el inicio de la guerra civil española, el bando sublevado fracasó en un intento de poner sitio a la ciudad desde Orihuela y otras poblaciones de la Vega Baja. Otro suceso importante fue el fusilamiento del dirigente falangista José Antonio Primo de Rivera, que se encontraba preso en Alicante, el 20 de noviembre de 1936. Como represalia Alicante sufrió el famoso «bombardeo de las ocho horas» pocos días después de que fuese seguido por el asesinato de 49 civiles sospechosos de no ser de ideología izquierdista.
La ciudad sufrió durante la guerra 71 bombardeos que causaron la muerte a 481 personas y el derrumbe de 705 edificios. El ataque que causó más víctimas fue el bombardeo de la ciudad el 25 de mayo de 1938 realizado por aviones italianos Savoia a las 11 horas, con noventa bombas que provocaron la muerte de 313 personas, en gran parte mujeres y niños que se encontraban en el Mercado Central. Hay historiadores actuales sobre la guerra civil española que coinciden en equipararlo con el bombardeo de Guernica, que tuvo lugar el 26 de abril de 1937 por parte de la Legión Cóndor, de la Alemania nazi, a la ciudad vasca de Guernica, en manos del Gobierno de la República. También, se ha comparado con el bombardeo por parte de la aviación republicana, el 7 de noviembre de 1938, de la ciudad de Cabra, en Córdoba, en manos del bando rebelde. Sin embargo, hay controversia en las interpretaciones.

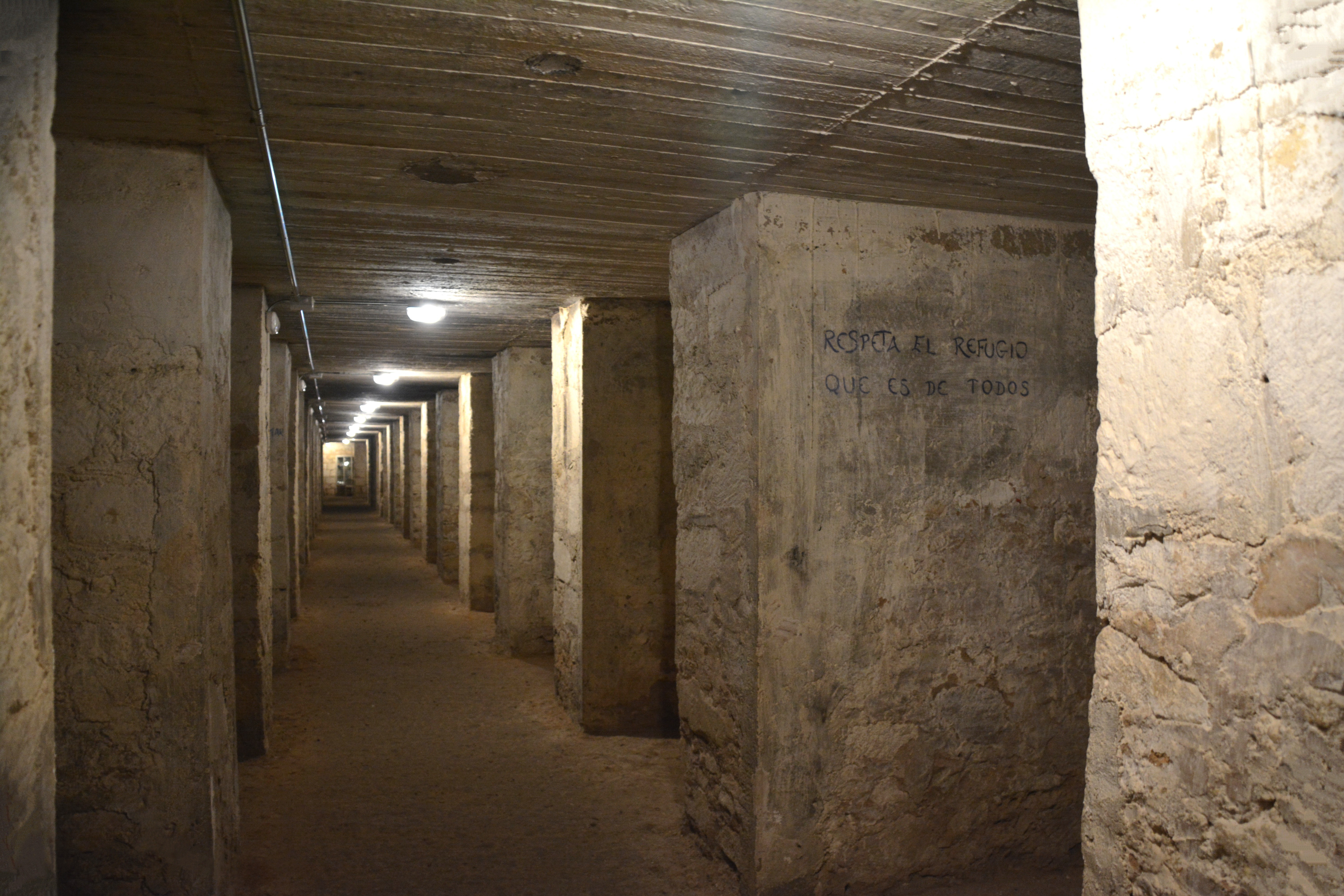
Refugio de la plaza Séneca

A pesar de los bombardeos, la ciudad permaneció fiel a la República hasta el final de la guerra y por ello fue objeto de técnicas de debilitamiento psicológico como por ejemplo el lanzamiento de pan blanco envuelto en lemas fascistas en época de hambre. Puesto que Alicante fue de las últimas ciudades en caer en manos de las tropas franquistas, en el puerto se vivieron escenas dramáticas entre los que esperaban buques para partir al exilio. Había orden de matar a toda persona que se encontrara en la zona intentando huir. Los buques extranjeros no aceptaban recoger a nadie debido a la amenaza existente sobre el hundimiento de cualquier barco que recogiera exiliados. Los únicos barcos que corrieron el riesgo por salvar a la población civil fueron los argelinos y otros barcos como el Stanbrook que partió del puerto sobrecargado. Centenares de alicantinos partieron hacia Orán, creando una colonia estable y un hermanamiento entre las dos ciudades que todavía hoy persiste.
En la tarde-noche del 30 de marzo de 1939 entraban en la ciudad las unidades de la División Littorio, comandada por el general Gambara, con un ostentoso desfile delante del ayuntamiento y en las principales calles de la ciudad. La represión posterior fue considerable al juzgarse la ciudad y la provincia como «rojas». Los últimos detenidos republicanos en la guerra lo fueron en el puerto de Alicante, y la mayoría sufrieron la estancia en el campo de concentración de Los Almendros. Al terminar la guerra, el alcalde Luciáñez propuso que la ciudad pasara a llamarse Alicante de José Antonio. Pese a aprobarse, nunca llegó a producirse el cambio.
La década de 1960 trajo el desarrollo económico y social en el llamado milagro económico español (1959-1973), con un importante crecimiento demográfico que continuó en las décadas siguientes. La economía evolucionó hacia el sector servicios, especialmente hacia el turismo, y se produjo el mayor desarrollo urbanístico de la ciudad, con el nacimiento de nuevos barrios en el extrarradio.

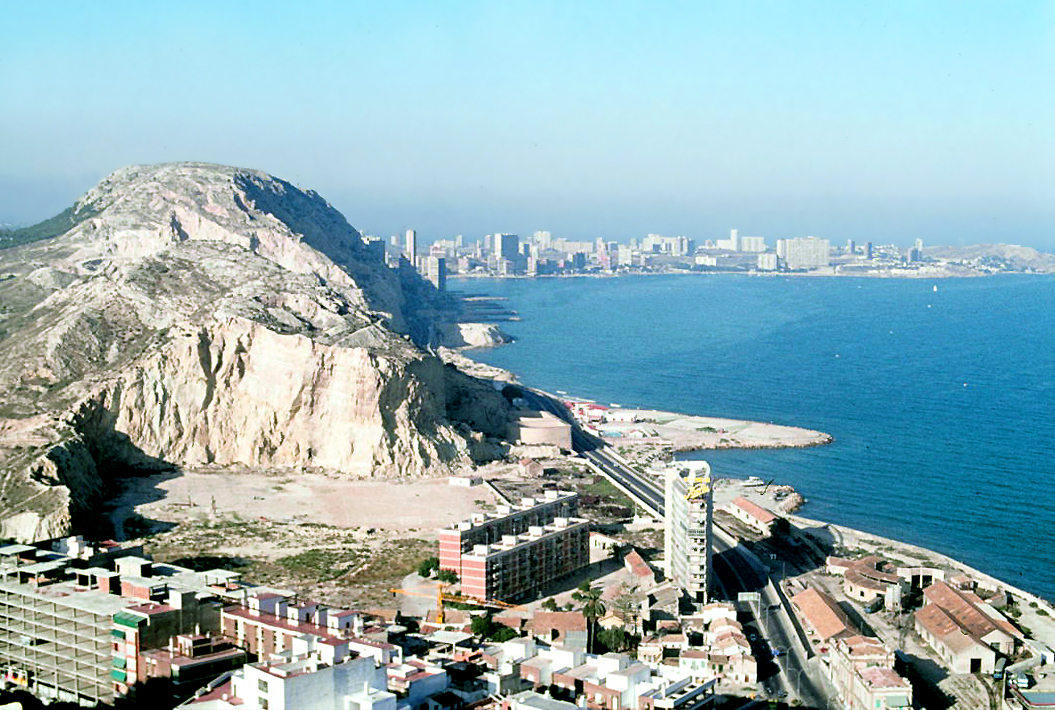
La Sierra Grossa en 1978

Con la llegada de la democracia, la ciudad pasaría a estar gobernada por el PSPV-PSOE desde 1979 hasta 1995. Después, el gobierno pasó a manos del PP desde 1995 hasta 2015, cuando tras veinte años hubo un nuevo alcalde del PSPV-PSOE. En la década de los ochenta se trató de solucionar el caos urbanístico mediante la creación de nuevas vías de comunicación (Gran Vía, Vía Parque) y la dotación a la ciudad de centros de salud, colegios públicos, institutos, centros sociales y demás servicios municipales, en especial en algunos barrios que nacieron en la etapa desarrollista. Algunos de estos proyectos no llegaron a terminarse hasta los años noventa o ya incluso en el siglo XXI.

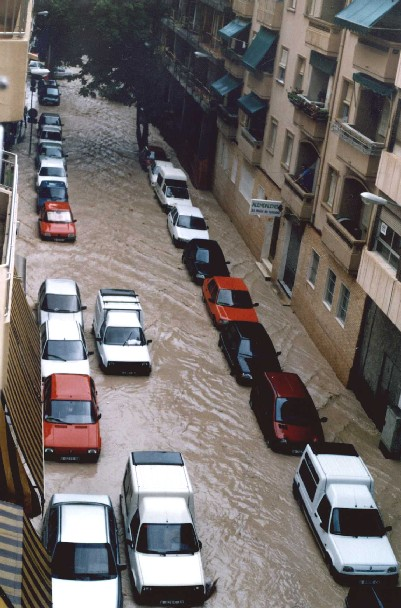
Calle Arquitecto Morell durante las inundaciones de 1997

Un problema durante la fase de urbanismo, debido a no tener en consideración las características del clima mediterráneo, fueron las inundaciones. Los agentes urbanizadores desarrollaban los terrenos de los que eran titulares, en muchos casos siendo barrios aislados con espacios entre ellos que se fueron rellenando con los años. Esta ausencia de planificación y regulación urbanística, así como no evaluar los riesgos del clima mediterráneo, con ocasionales precipitaciones de fuerte intensidad, han causado alteraciones esporádicas en la ciudad. Principalmente, en otoño cuando se dan los máximos pluviométricos y en primavera. De hecho el 19 de octubre de 1982 cayeron 220 mm en la ciudad, un nuevo récord de lluvia en menos de 24 horas que causó numerosas pérdidas materiales. La Rambla de las Ovejas llegaría a 400 m³/s, su máximo histórico, y sembraría el caos en el barrio de San Gabriel, con dos muertos, lo que motivó que tras la riada fuese canalizado el tramo final de la rambla.
El 30 de septiembre de 1997 se volvió a batir el récord de lluvia con 270 mm y la ciudad sufrió las peores inundaciones de su historia, con cuatro muertos y una altura de las aguas que en algunos barrios como playa de San Juan o San Agustín superaron el metro. Las autoridades decretaron un día de luto oficial y los servicios de emergencia tuvieron que drenar las aguas que anegaban barrios enteros. Las pérdidas económicas fueron cuantiosas, sobre todo en el centro de la ciudad y las playas, lo que motivó un gran plan de defensa contra las riadas para prevenir una futura situación similar.

#### SigloXXI

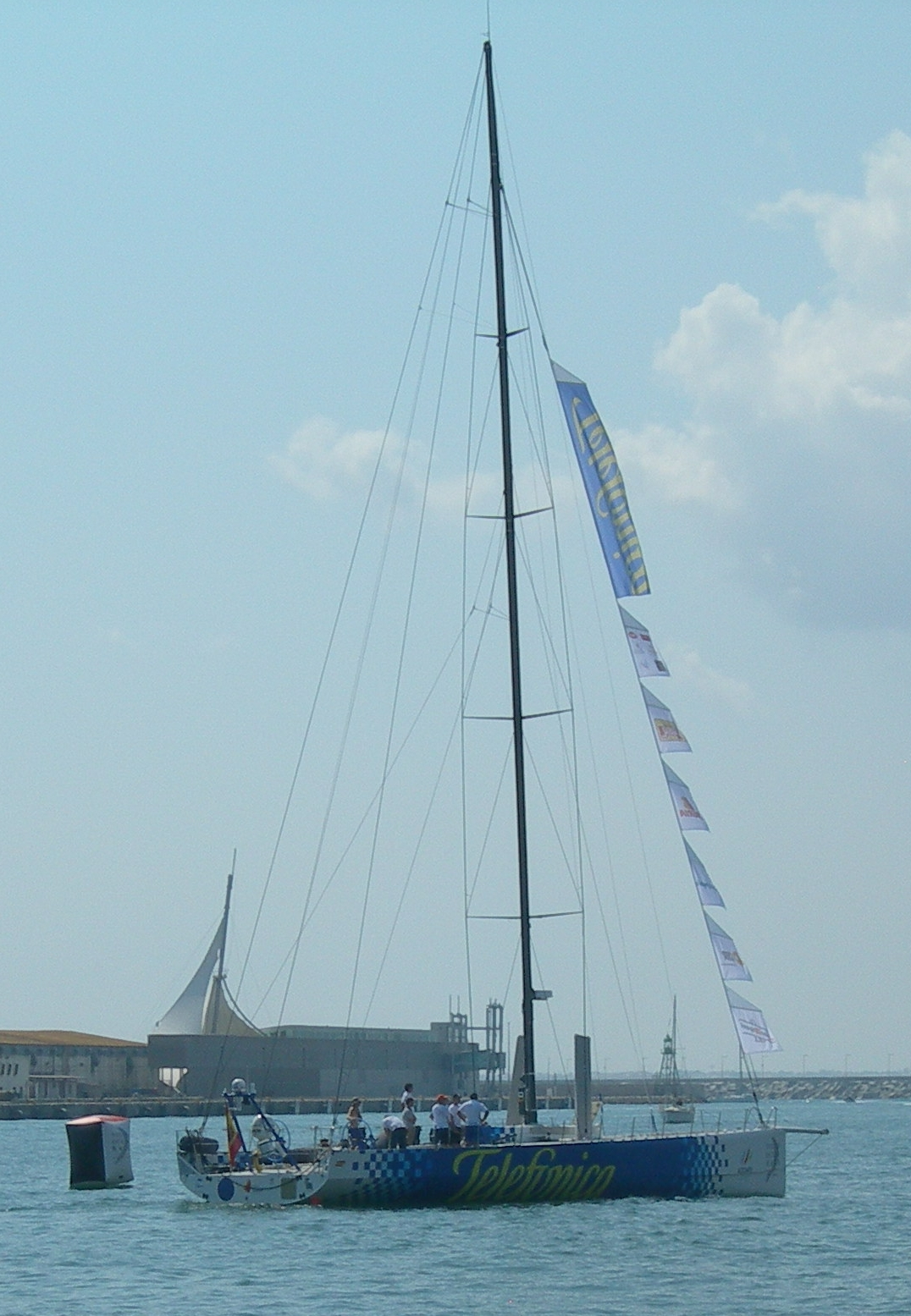
Salida desde Alicante de la Volvo Ocean Race 2008/09

Con el nuevo siglo, Alicante ha conocido un crecimiento demográfico excepcional fruto de la llegada de inmigrantes. Esto ha causado un nuevo auge urbanístico que conlleva una fuerte expansión urbana.
Un elemento fundamental de las comunicaciones es el TRAM Metropolitano de Alicante, una combinación de tranvía y metro ligero que es subterráneo en algunos tramos. Conecta el centro de la ciudad de Alicante con Benidorm y San Vicente del Raspeig, y se prolonga hasta las localidades del norte de la provincia, con parada final en Denia.
La entrada norte de la ciudad, la avenida de Denia, fue totalmente remodelada en la primera década del siglo, incorporando elementos arquitectónicos y glorietas. La entrada sur, la avenida de Elche, lo ha sido en la segunda. Por otro lado, en la zona sur de la ciudad se construyeron los estudios de cine Ciudad de la Luz, donde entre 2006 y 2012 se rodaron películas y series de ámbito nacional e internacional. Finalmente, los estudios entraron en desuso por falta de proyectos que rentabilizaran la inversión realizada y por la decisión de la Unión Europea, que consideró que el apoyo público a los mismos contravenía la legislación. Pasado el tiempo, a principios de 2023, los estudios vuelven a estar en funcionamiento.
Otros proyectos que se están llevando a cabo son la expansión de la Universidad de Alicante dentro del término municipal, o la organización de eventos deportivos como la Volvo Ocean Race.

## Demografía
Alicante cuenta con una población de 358 720 habitantes (INE 2024).
| Gráfica de evolución demográfica de Alicante entre 1842 y 2021 |
| |
| Población de derecho según los censos de población del INE Población de hecho según los censos de población del INEEn estos censos se denominaba Alicante / Alacant: 1842, 1857, 1860, 1877, 1887, 1897, 1900, 1910, 1920, 1930, 1940, 1950, 1960, 1970 y 1981 Entre el censo de 1940 y el anterior, crece el término del municipio porque incorpora a 03505 (Villafranqueza) Entre el censo de 1857 y el anterior, disminuye el término del municipio porque independiza a 03004 (Aguas de Busot) Entre el censo de 1910 y el anterior, disminuye el término del municipio porque independiza a 03050 (Campello) |

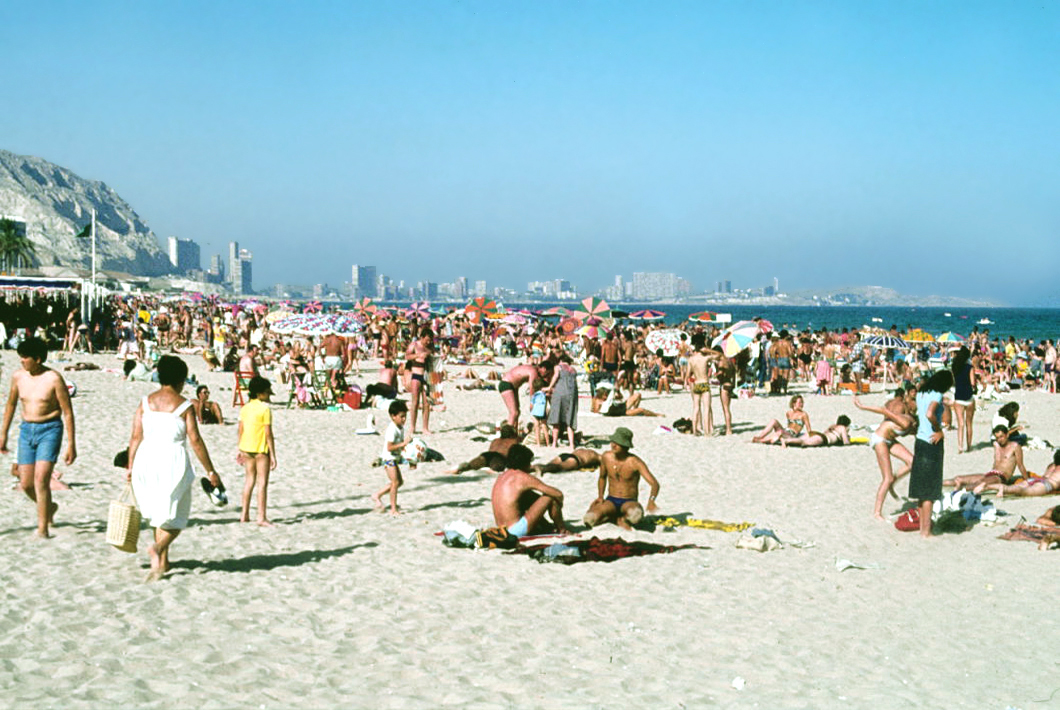
Personas en la playa

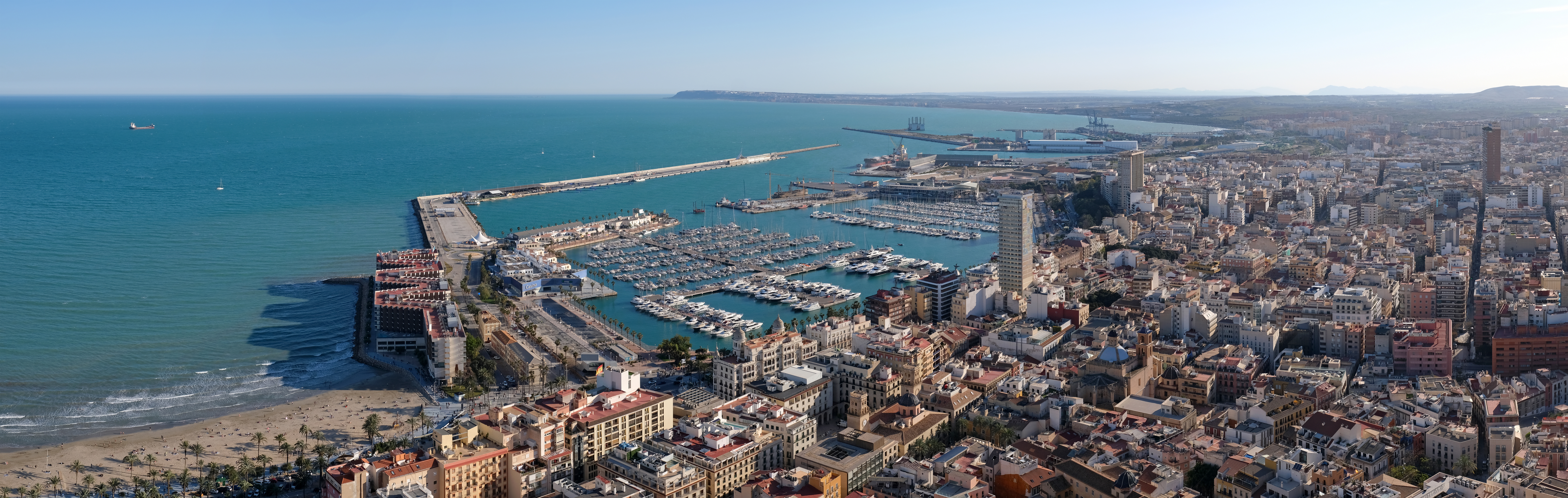
El puerto, desde el mirador del castillo de Santa Bárbara

En 1900 Alicante contaba con 50 495 habitantes que fueron aumentando lentamente hasta 1950, con 101 791. A partir de ese momento el desarrollo urbanístico fue espectacular superando los 250 000 en 1981. Con la democracia el crecimiento fue más lento llegándose a 272 432 en 1998. Con la llegada de la inmigración a España, Alicante tuvo un importante aumento demográfico de más de 50 000 habitantes en una década, tras la cual la población se ha mantenido estable en torno a los 330 000 habitantes, aunque tras la pandemia ha vuelto a crecer.
Cuenta con una población de 358 720 habitantes (INE 2024), siendo la segunda ciudad valenciana y la 10.ª de España en población. Según los datos del Ayuntamiento de Alicante a 1 de enero de 2023 la población de la ciudad era de 362 029 habitantes, de los cuales vivían en el núcleo urbano 354 311 y 7718 en las partidas rurales, siendo los barrios más populosos playa de San Juan, con 28 186 habitantes y Carolinas Altas con 19 689 habitantes.
La conurbación que forma con los municipios limítrofes (San Vicente del Raspeig, San Juan de Alicante, Muchamiel y Campello) sobrepasa los 490 000 habitantes (en 2022) y cuenta cada vez con más servicios conjuntos. El área metropolitana de Alicante-Elche cuenta con 849 053 habitantes y es la séptima de España.

## Economía

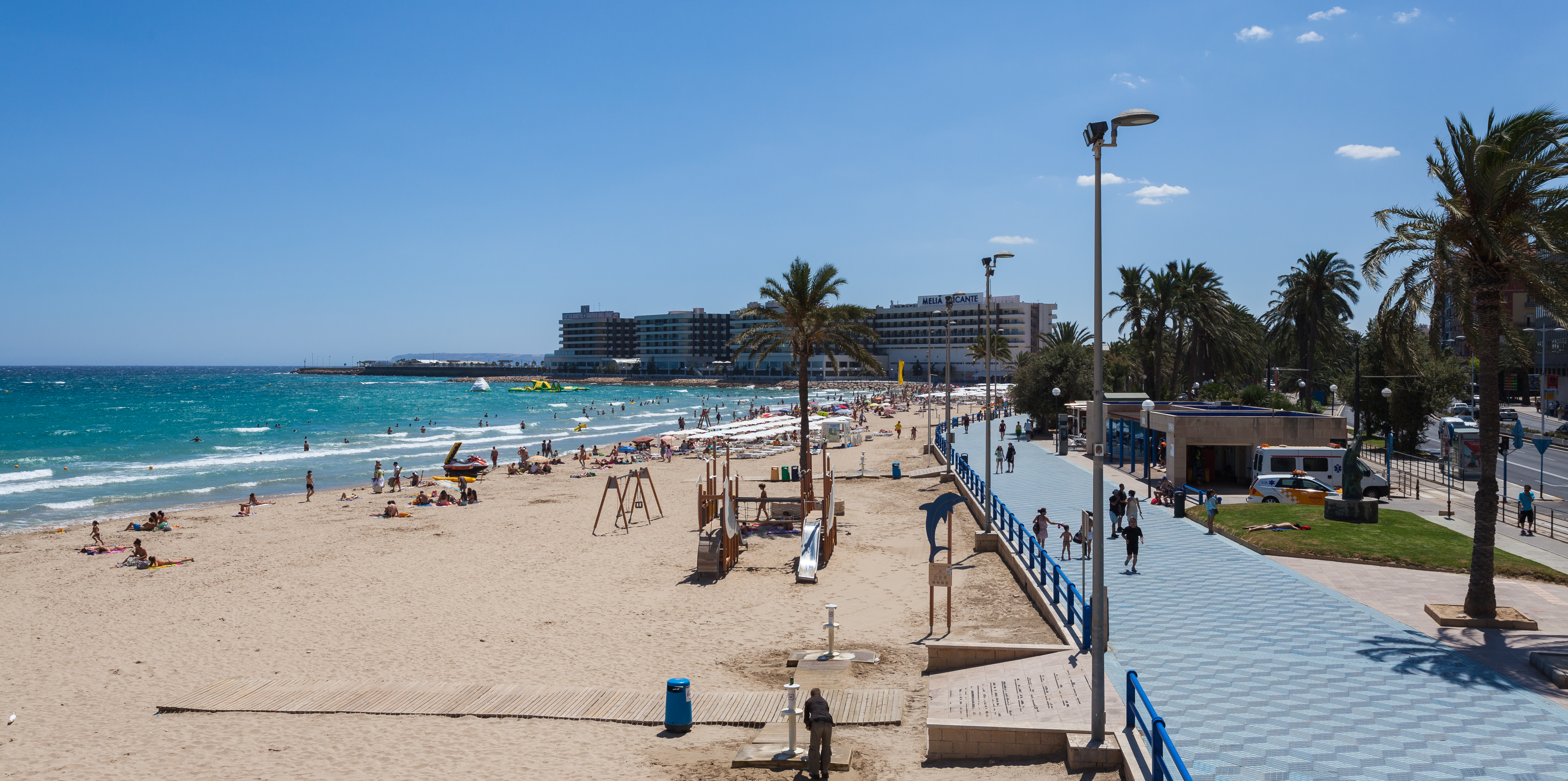
La playa del Postiguet. El turismo desempeña un papel importante en el desarrollo de la ciudad

La economía de la ciudad de Alicante está fundamentada principalmente en el sector servicios, que empleaba al 75,44 % de la población activa en 2021.

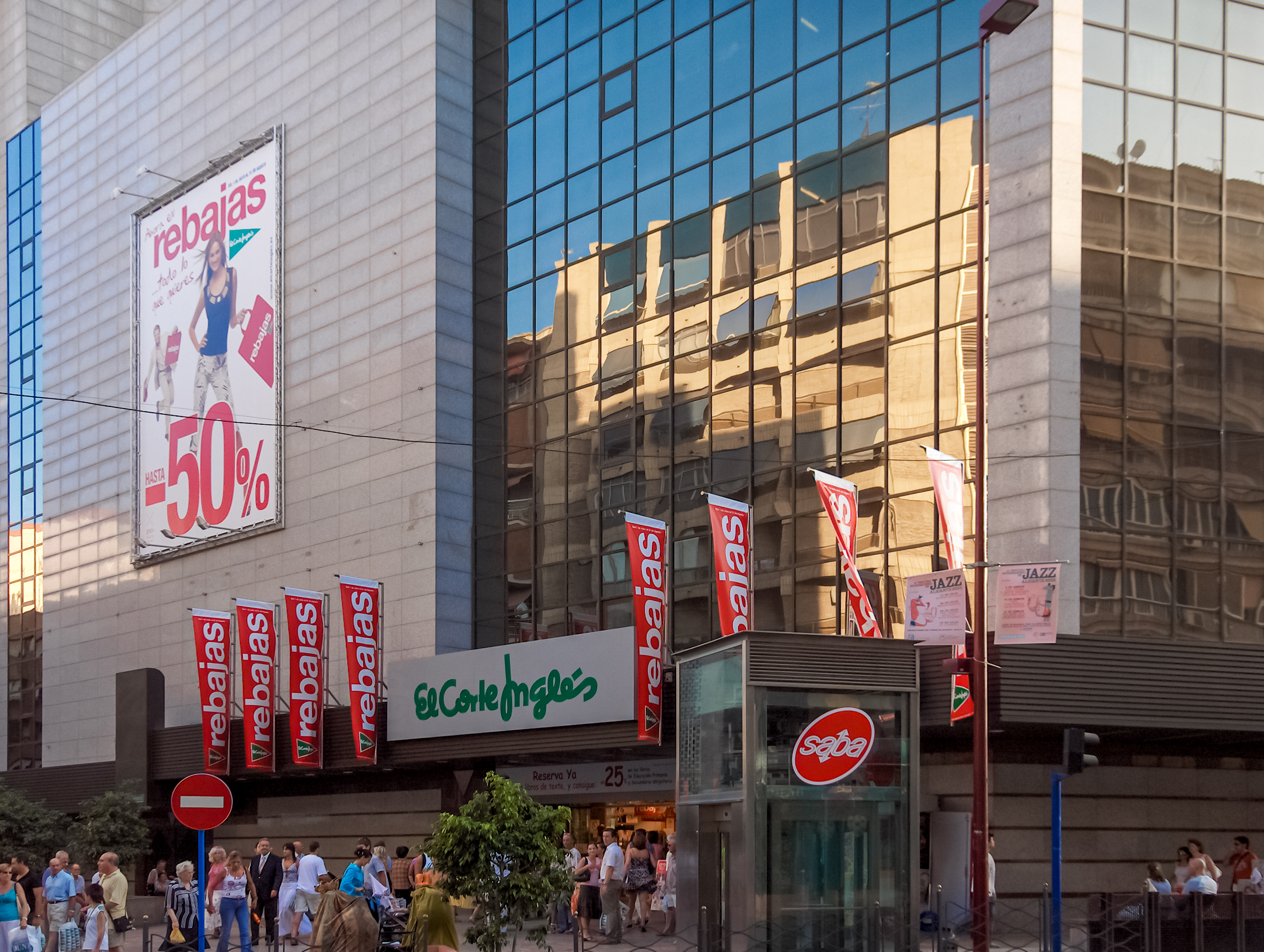
El sector servicios domina la economía alicantina

Entre las actividades económicas desarrolladas en la ciudad, destaca de manera sobresaliente el comercio, que históricamente tuvo como punto de apoyo el puerto de Alicante. Las actividades comerciales de la ciudad tienen gran poder de atracción para la mayor parte de la provincia. Actualmente, la ciudad de Alicante ocupa el quinto puesto a nivel nacional en importancia en cuanto a comercio se refiere, tan solo superada por ciudades como Madrid, Barcelona, Valencia o Sevilla.[cita requerida]
Según la prensa económica, la tasa de desempleo en la ciudad de Alicante se situó en el 19,19 % a finales del 2022.

### Turismo
El turismo, ya presente a mediados del siglo XIX, pero principalmente desarrollado desde los años 1950, es igualmente otra actividad importante en la ciudad, apoyado por la benignidad del clima, las playas, el patrimonio histórico (castillo de Santa Bárbara, casa consistorial, basílica de Santa María, concatedral de San Nicolás de Bari, casco antiguo, torres de la Huerta, etc.) y su oferta de ocio, que incluye una vibrante vida nocturna en zonas como el casco antiguo, el puerto deportivo y la playa de San Juan, así como diversas opciones culturales y recreativas.

### Sector inmobiliario
La actividad inmobiliaria también forma parte importante de la actividad económica de Alicante. El mercado inmobiliario es un sector que se comporta como un motor auxiliar de la industria turística, no solo por su valor económico, sino también por su valor social como generador de empleo. Según los datos conocidos en 2022, los visados de obra nueva recuperaron los niveles anteriores a la pandemia, aunque estaban un 21 % por debajo de años de bonanza como el 2019. Alicante es la tercera provincia en número de transacciones inmobiliarias por detrás de Madrid y Barcelona, y la primera en el número de ventas de inmuebles a ciudadanos extranjeros, en su mayoría residentes por temporadas en la provincia.

### Industria

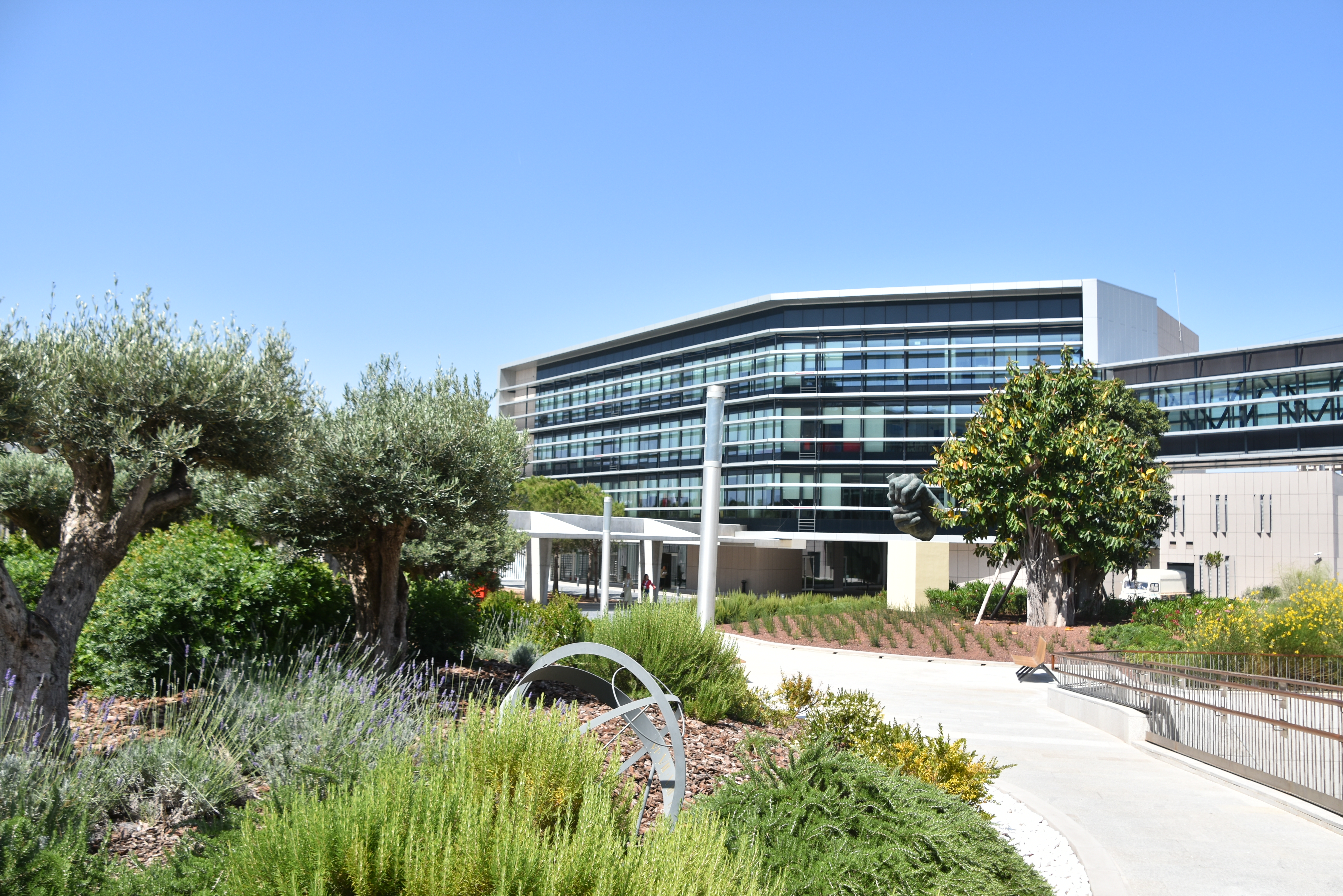
Oficina de Propiedad Intelectual de la Unión Europea (EUIPO)

La infraestructura industrial de Alicante cuenta con más de 5 000 000 m² de suelo industrial, distribuidos en diez áreas distintas dentro del término municipal. Estas áreas son: Las Atalayas, Pla de la Vallonga, Agua Amarga, Área de influencia de Mercalicante, Florida-Babel, Llano del Espartal, Puerto de Alicante, Parque Científico de Alicante, Rabasa-Clesa, y Garachico. Cada una de estas zonas alberga una amplia gama de empresas, desde sedes logísticas de grandes compañías nacionales e internacionales hasta pequeños talleres. La industria ocupa al 5,7 % de la población activa del municipio.[cita requerida] Destacan las fábricas de aluminio, de maquinaria, de materiales de construcción y de productos alimenticios. Dentro del área metropolitana, las actividades fabriles tienen gran importancia en el municipio de San Vicente del Raspeig (lugar que ha servido de área de expansión y descongestión fabril para la capital), donde se encuentra una fábrica de producción de mortero de la multinacional Cemex.
En Alicante son también importantes las actividades administrativas, favorecida por su posición de capital de la 4.ª provincia española de mayor producción económica. Así, Alicante es la sede de la Oficina de Propiedad Intelectual de la Unión Europea (EUIPO), agencia europea para el registro de las marcas, dibujos y modelos comunitarios.

### Puerto
El puerto de Alicante es una infraestructura vital en la economía alicantina. Se encuentra en fase de expansión, con el objetivo de situarse y mantenerse entre los diez más importantes en cuanto a transporte de mercancías se refiere. Actualmente, unas 15 000 personas trabajan directa o indirectamente en estas instalaciones.[cita requerida] Históricamente, el puerto de Alicante ha estado íntimamente ligado al destino de la ciudad. De hecho, gran parte del comercio de Alicante ha tenido como punto de partida o de llegada su puerto. El auge del puerto se inició en el siglo XVII, cuando se empezó a comerciar con América, llegando a convertirse en el tercero de España en importancia.

### Comercio
En el centro urbano de Alicante se ubica la zona de compras tradicional, más concretamente en el área que delimitan las calles rambla de Méndez Núñez, avenida de Óscar Esplá, avenida de Alfonso el Sabio y avenida de Maisonnave. En esta zona y sus inmediaciones se pueden encontrar tanto pequeños comercios tradicionales como grandes cadenas de franquicias nacionales e internacionales. En la ciudad existen también seis centros comerciales: Plaza Mar 2, Gran Vía, Vistahermosa, Puerta de Alicante, Isla de Corfú y Panoramis.

## Administración y política

### Instituciones provinciales
En la plaza de la Montañeta se encuentran las principales sedes administrativas del Estado, entre las que se puede encontrar la subsede provincial de la Delegación del Gobierno español en la Comunidad Valenciana, así como la sede provincial de la Agencia Tributaria, o la Subsecretaría provincial del Ministerio de Justicia.
En cuanto a sedes autonómicas, destaca la nueva delegación provincial del Consejo de la Generalidad (Gobierno Valenciano) ubicada en el antiguo edificio de Correos, situado en la plaza Gabriel Miró. También, su edificio de oficinas en la Torre Provincial que se encuentra presidiendo la Rambla de Méndez Núñez, con su popular reloj digital. Asimismo, existen direcciones territoriales de todas las consellerías, destacando por la singularidad de los edificios la Casa de las Brujas, donde se sitúan la Dirección Territorial de Presidencia y la Consejería de Bienestar Social, el Teatro Arniches con la de Infraestructuras y Transportes, o el edificio de la Consejería de Cultura, Educación y Deporte que se encuentra en la calle Carratalá, en el barrio de Benalúa y contigua a los Juzgados.

### Gobierno municipal
Las formaciones políticas más relevantes en el ámbito local desde las primeras elecciones democráticas fueron el PP (Partido Popular) y el PSPV-PSOE (Partit Socialista del País Valencià). Junto a estos, también tienen representación en el ayuntamiento Vox, Compromís y Unidas Podemos. Desde abril de 2018 el alcalde es Luis Barcala Sierra del PP, como cabeza de la lista más votada en las elecciones municipales de 2015. En las siguientes elecciones, en mayo de 2019, renovó su mandato.

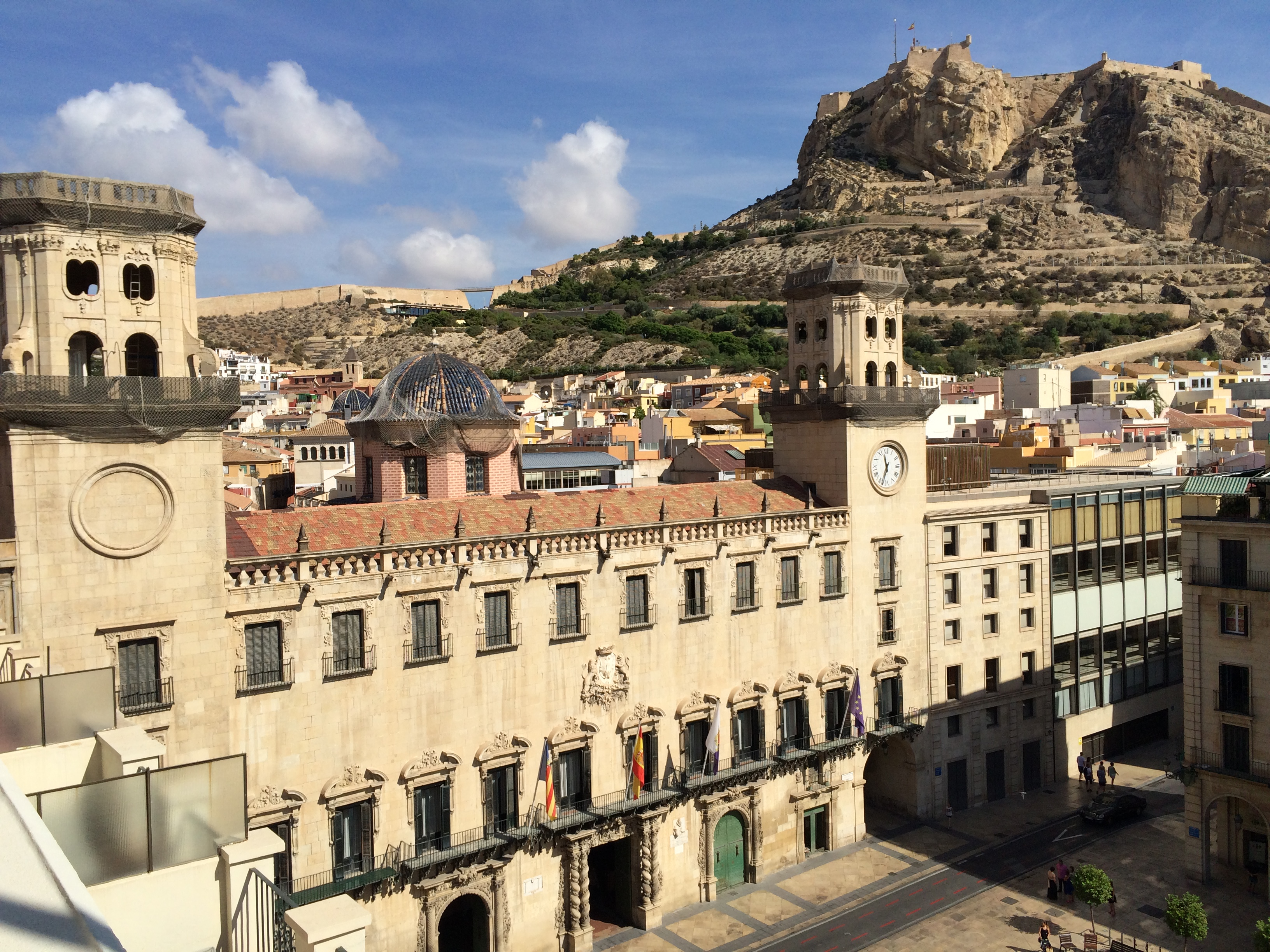
Casa consistorial, sede del Ayuntamiento de Alicante

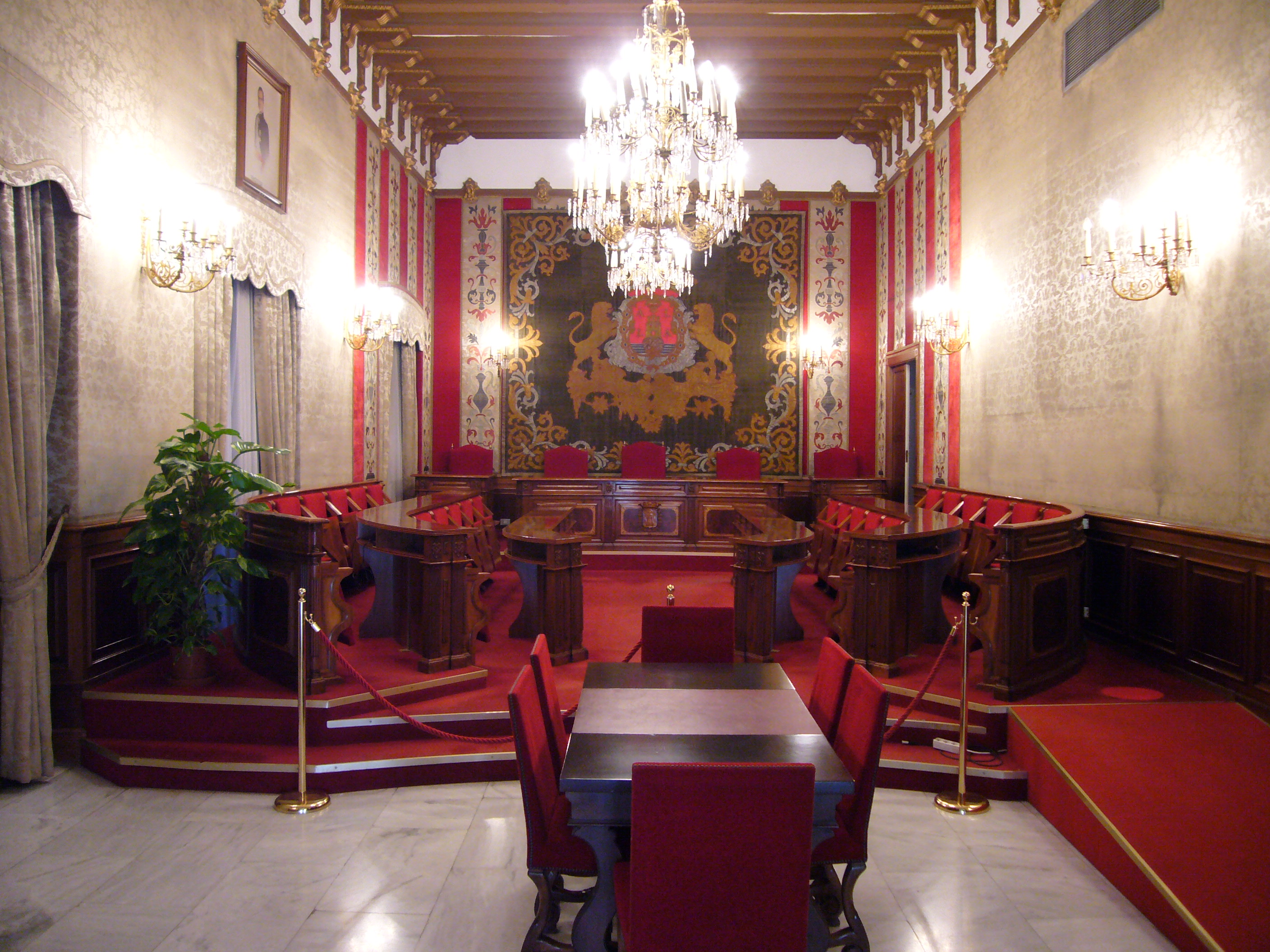
Salón de plenos del ayuntamiento

Entre junio de 2015 y abril de 2018 el alcalde fue Gabriel Echávarri del PSOE, al ser apoyado por grupos municipales de izquierda y nacionalistas valencianos. Así, tras un pacto entre PSPV-PSOE, Guanyar Alacant y Compromís, formando un tripartito, Echávarri fue proclamado alcalde de la ciudad el 13 de junio de 2015. En abril de 2018, y tras la salida a la luz de varios escándalos de corrupción que afectaban al alcalde, este dimitió. Echávarri había sucedido a Miguel Valor del PP, quien alcanzó la alcaldía en enero del mismo año al reemplazar a la también dimisionaria Sonia Castedo, elegida alcaldesa tras las elecciones de 2011. Entre ambos, interinamente, ejerció de alcalde unas semanas Andrés Llorens Fuster.
Entre 1979 y 1995, la ciudad estuvo gobernada por alcaldes pertenecientes al PSPV-PSOE. Después, desde 1995 hasta 2015 los alcaldes pertenecieron al PP.
La corporación municipal está formada por 29 concejales, incluido el alcalde. En las elecciones municipales de 2019 el reparto final de concejales fue: Partido Popular 9, PSPV-PSOE 9, Ciudadanos 5, Unidas Podemos 2, Compromís 2 y Vox 2. Finalmente, el gobierno se constituyó mediante un acuerdo bipartito entre PP y Ciudadanos.
| Periodo   | Nombre                      | Partido | Partido                                         |
| --------- | --------------------------- | ------- | ----------------------------------------------- |
| 1979-1991 | José Luis Lassaletta Cano   |         | Partit Socialista del País Valencià (PSPV-PSOE) |
| 1991-1995 | Ángel Luna González         |         | Partit Socialista del País Valencià (PSPV-PSOE) |
| 1995-2008 | Luis Díaz Alperi            |         | Partido Popular (PP)                            |
| 2008-2014 | Sonia Castedo Ramos         |         | Partido Popular (PP)                            |
| 2014-2015 | Andrés Llorens              |         | Partido Popular (PP)                            |
| 2015-2015 | Miguel Valor Peidró         |         | Partido Popular (PP)                            |
| 2015-2018 | Gabriel Echávarri Fernández |         | Partit Socialista del País Valencià (PSPV-PSOE) |
| 2018-act. | Luis José Barcala Sierra    |         | Partido Popular (PP)                            |

| Partido político                                    | 2023   | 2023  | 2023       | 2019   | 2019  | 2019       | 2015   | 2015  | 2015       | 2011   | 2011  | 2011       | 2007   | 2007  | 2007       |
| Partido político                                    | Votos  | %     | Concejales | Votos  | %     | Concejales | Votos  | %     | Concejales | Votos  | %     | Concejales | Votos  | %     | Concejales |
| Partido Popular (PP)                                | 59 896 | 40,73 | 14         | 39 447 | 29,34 | 9          | 38 490 | 25,58 | 8          | 75 434 | 52,14 | 18         | 63 695 | 44,15 | 15         |
| Partit Socialista del País Valencià (PSPV-PSOE)     | 38 154 | 25,94 | 8          | 37 174 | 27,53 | 9          | 30 526 | 20,29 | 6          | 36 255 | 25,06 | 8          | 59 625 | 41,33 | 14         |
| Vox                                                 | 21 083 | 14,33 | 4          | 8578   | 6,38  | 2          | 861    | 0,57  | 0          | —      | —     | —          | —      | —     | —          |
| Compromís                                           | 10 838 | 7,37  | 2          | 9 042  | 6,72  | 2          | 13 582 | 9,03  | 3          | —      | —     | —          | —      | —     | —          |
| Podemos-EUPV-Guanyar Alacant: Acord Ciutadà (GA:AC) | 7388   | 5,02  | 1          | 12 224 | 9,09  | 2          | 28 156 | 18,71 | 6          | 11 008 | 7,61  | 2          | 7014   | 4,86  | 0          |
| Ciudadanos (CS)                                     | 4713   | 3,20  | 0          | 22 254 | 16,54 | 5          | 11 005 | 18,70 | 6          | —      | —     | —          | —      | —     | —          |
| Unión Progreso y Democracia (UPyD)                  | —      | —     | —          | —      | —     | —          | 4065   | 2,70  | 0          | 7306   | 5,05  | 1          | —      | —     | —          |

### Organización territorial y urbanismo

#### Barrios y distritos
El municipio de Alicante se divide oficialmente en 12 entidades de población. La entidad de Alicante está dividida a su vez en 45 barrios, más el puerto de Alicante que depende de la autoridad portuaria. Las 11 entidades restantes son las partidas rurales que a efectos estadísticos son un barrio adicional. Asimismo, la ciudad de Alicante se divide en 5 distritos, zonas que facilitan la participación ciudadana.

#### Parques y zonas de esparcimiento

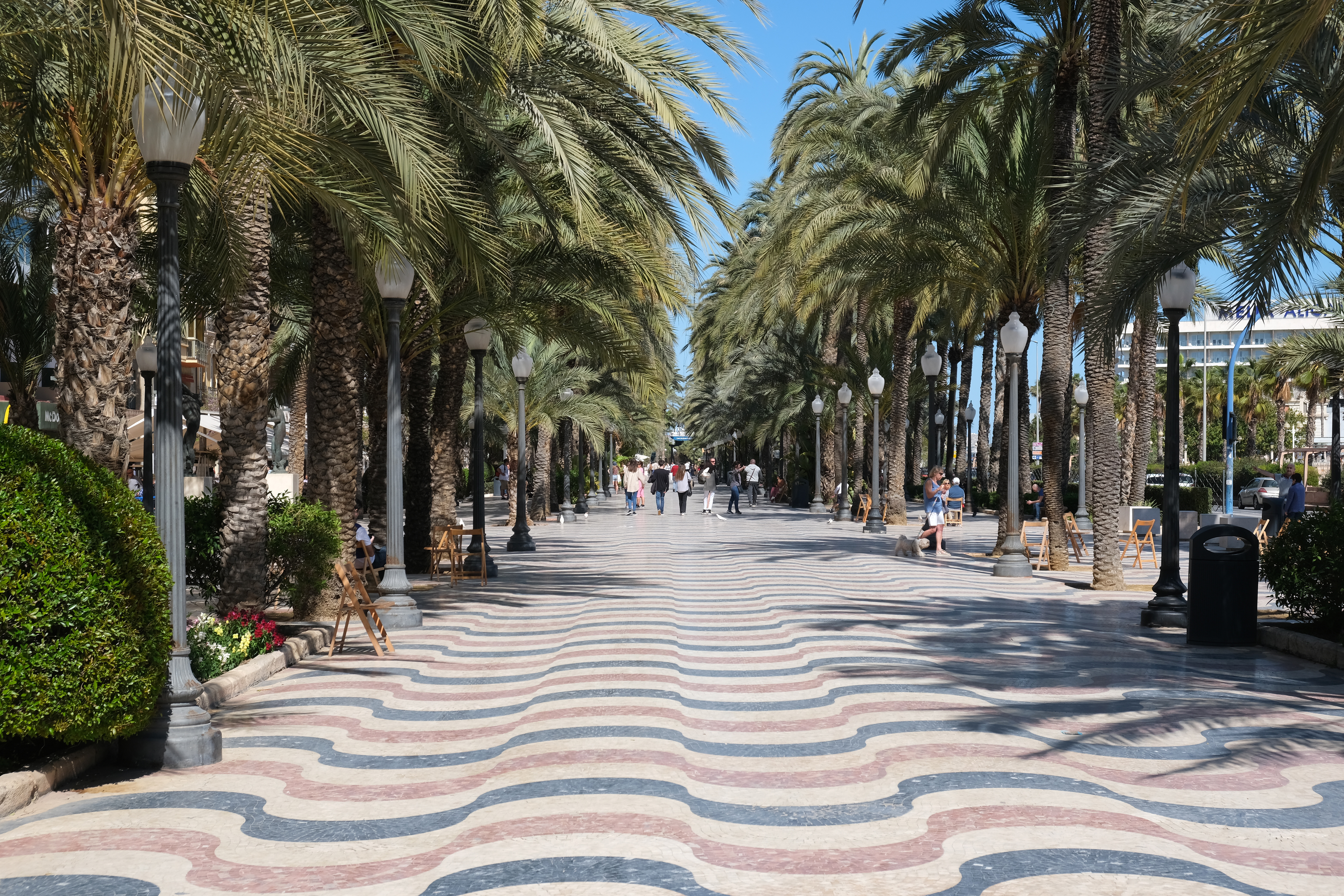
Explanada de España

- Paseo de la Explanada. Se construyó sobre el antiguo malecón y se inauguró en el año 1959. El suelo del paseo está compuesto por más de 6 millones de teselas de mármol, que dibujan un mosaico ondulado de colores rojo, negro y blanco. Es una evocación de las olas del Mediterráneo. Además, cuenta con cuatro hileras de palmeras que recorren los más de 500 m de longitud del paseo. Se trata de una seña de identidad para los alicantinos, y todo un símbolo para el turismo de la ciudad. Fue renovado y restaurado en los años 1990 y sigue considerándose uno de los grandes hitos de la ciudad. Desde 1854 hasta 1940, esta zona de recreo recibía el nombre de paseo de los Mártires. Ha conocido cuatro reformas de importancia. La primera, a finales del siglo XIX, eliminó los parterres y lo transformó en un paseo. Siendo alcalde Agatángelo Soler Llorca se pavimentó con las teselas de colores, a imitación de la plaza del Rossio de Lisboa, ciudad que había visitado con anterioridad y donde tuvo la idea. En los años 1990 fue reformado por completo manteniendo el diseño original. Posteriormente, se han realizado nuevas mejoras, para continuar siendo la imagen icónica de la ciudad.[176][177][178]

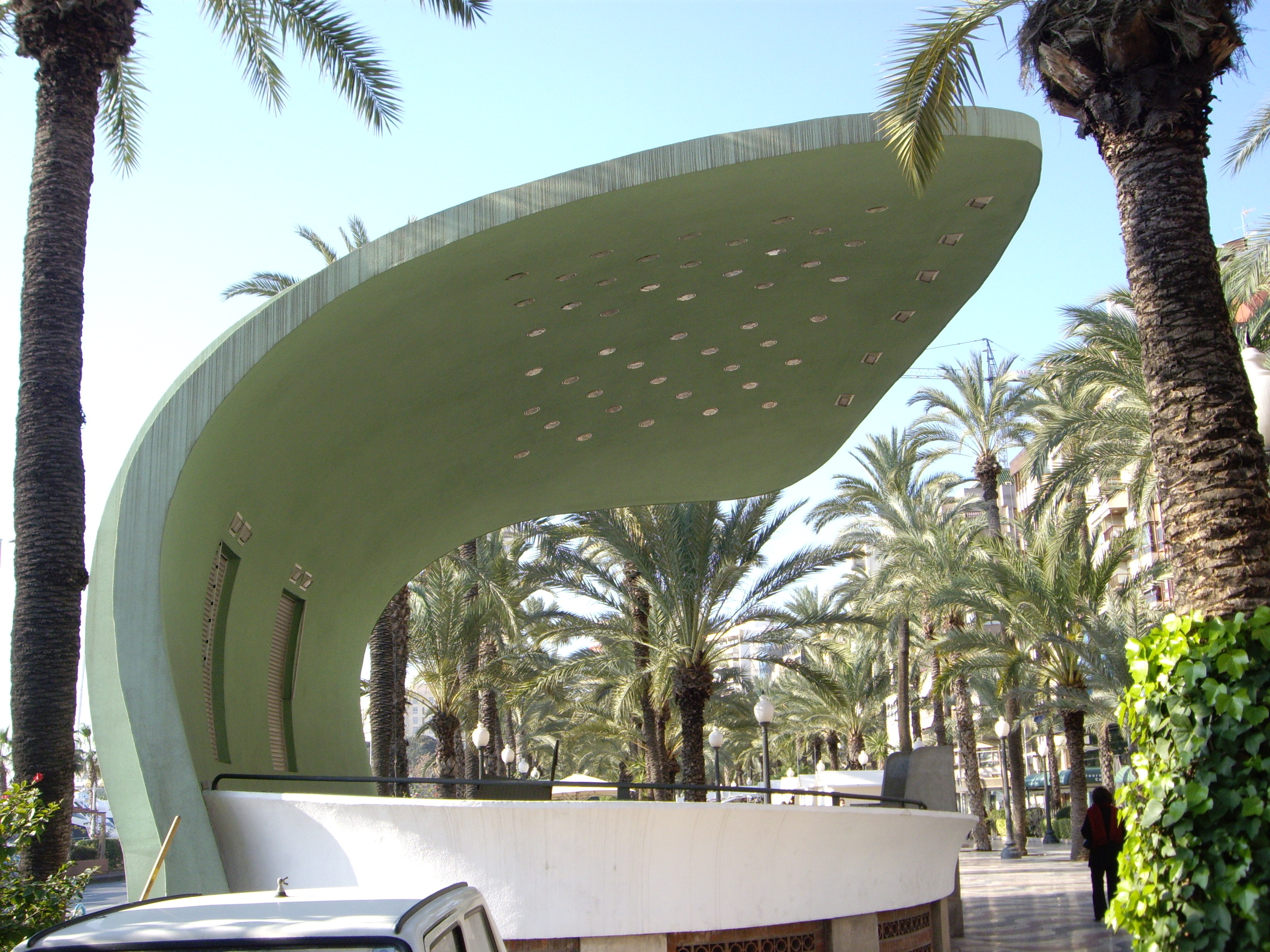
Auditorio de la Concha

- Parque de Canalejas. Se encuentra a continuación del paseo de la Explanada. El nombre del parque es un homenaje al político liberal José Canalejas. Se caracteriza por albergar una serie de árboles centenarios de grandes dimensiones (Ficus macrophylla), que ofrecen sombra durante casi todo el recorrido. En sus extremos, se pueden encontrar dos fuentes decorativas, una de ellas conocida como «El Niño Flautista», y cuatro esculturas de mármol de Carrara representando a dos leones y dos perros, que custodian las entradas al parque. Dichas esculturas proceden del palacete de la familia Prytz, situado en San Juan, donado en 1932 al Ayuntamiento de Alicante. Otro elemento de interés es el monumento al dramaturgo alicantino Carlos Arniches.[179][180]
- Parque de El Palmeral. Este parque se encuentra en la entrada sur de Alicante. Perteneció a la antigua finca El Carmen. Cuenta con cientos de palmeras y abundante vegetación autóctona, además de cascadas de agua y un lago que puede ser recorrido en pequeñas barcas disponibles para alquilar.[181][182]
- Parque Lo Morant. Es uno de los parques más extensos de la ciudad. Se encuentra ubicado en la zona norte. Inaugurado en el año 1987, sobre los terrenos de una finca anterior de la que heredó su nombre. Se pueden encontrar zonas de recreo, con pinar, merendero, un anfiteatro, un estanque, así como una zona deportiva.[183][184]
- Parque de la Ereta. Se ubica en las faldas del monte Benacantil, ofreciendo algunas de las vistas más espectaculares de la ciudad y su entorno. Desde este parque pueden ser divisados el barrio de Santa Cruz, la catedral de San Nicolás, el puerto y el mar Mediterráneo. Otro de los atractivos de esta zona, es que se puede recorrer la muralla que accede al castillo. Se construyó a principios del siglo XXI, según el proyecto de dos arquitectos franceses que habían ganado el concurso de ideas.[185][186][187]
- Parque Juan Pablo II. Es el tercer parque en extensión de Alicante. Inaugurado en el año 2006 con una superficie de 60 mil metros cuadrados. Se encuentra en el barrio del mismo nombre y tiene forma ovalada. Dispone de zona infantil, césped y un buen número de palmeras.[188][189]
- Parque La Marjal. Construido en 2013 y ubicado en la zona de la playa de San Juan, tiene como elemento característico su diseño para quedar inundado en caso de fuertes lluvias, con una capacidad de 45 000 m³. De esta forma se evita el desbordamiento e inundación de zonas habitadas o calles del barrio. Con el tiempo, este parque se ha convertido en un ejemplo de urbanismo, capaz de compaginar el uso por la población de un espacio verde con la contención ante efectos meteorológicos adversos.[190][191]

Además de los grandes parques, también se pueden destacar como espacios de ocio algunas plazas. Por ejemplo, las céntricas plaza de Gabriel Miró y plaza de Calvo Sotelo o las más alejadas de plaza de la Paz y plaza de Florida-La Viña.

## Servicios

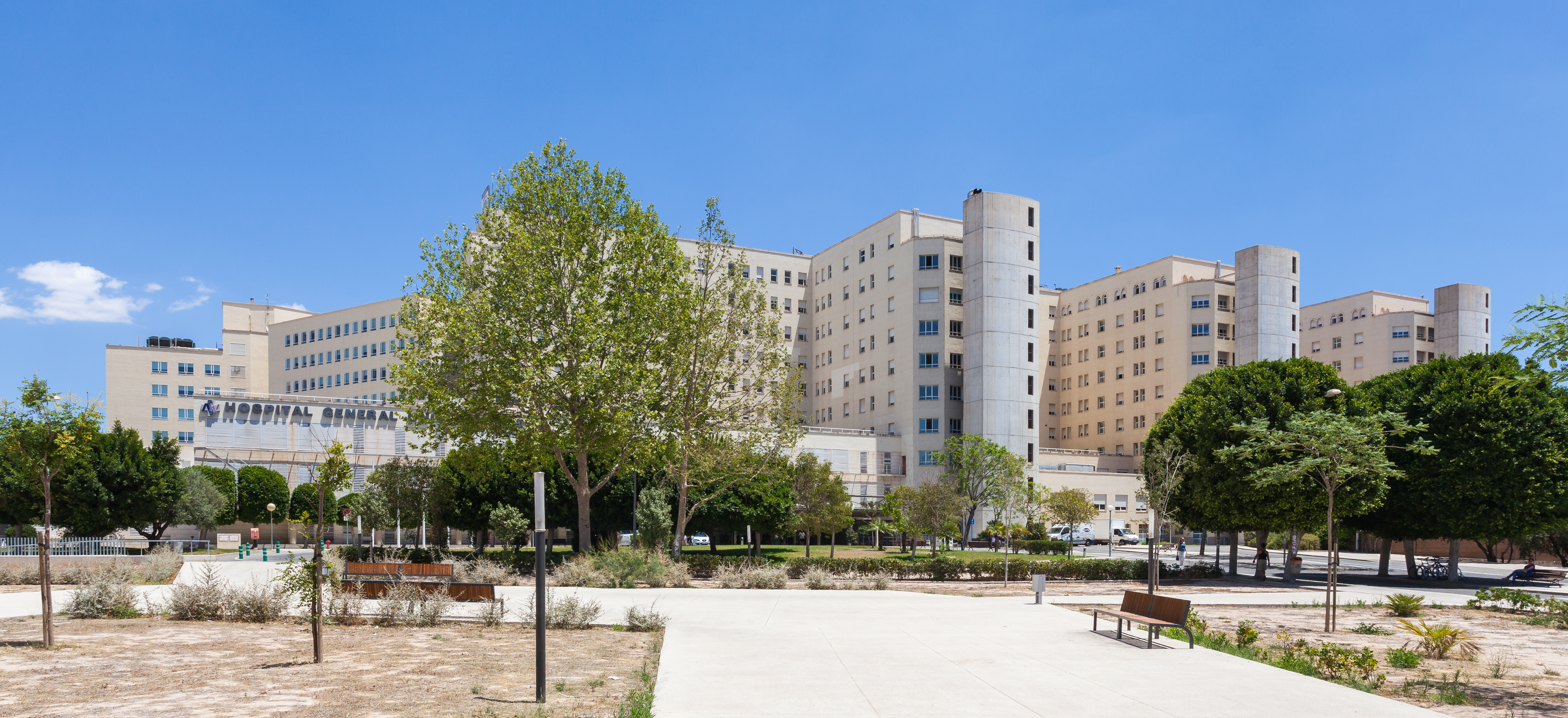
Hospital General Universitario

### Educación
En la ciudad de Alicante hay 48 colegios públicos de educación infantil y primaria, 28 colegios privados-concertados y 3 centros de educación especial.
En cuanto a la educación secundaria, Alicante tiene 18 centros de carácter público que ofertan los estudios de E.S.O, Bachillerato y ciclos de Formación Profesional de Grado Medio y Superior. Existe una variedad de cursos de Formación Profesional de diferente índole en sectores como la informática, la electrónica, el turismo, las comunicaciones, el deporte, la sanidad, el marketing y la publicidad, etc.

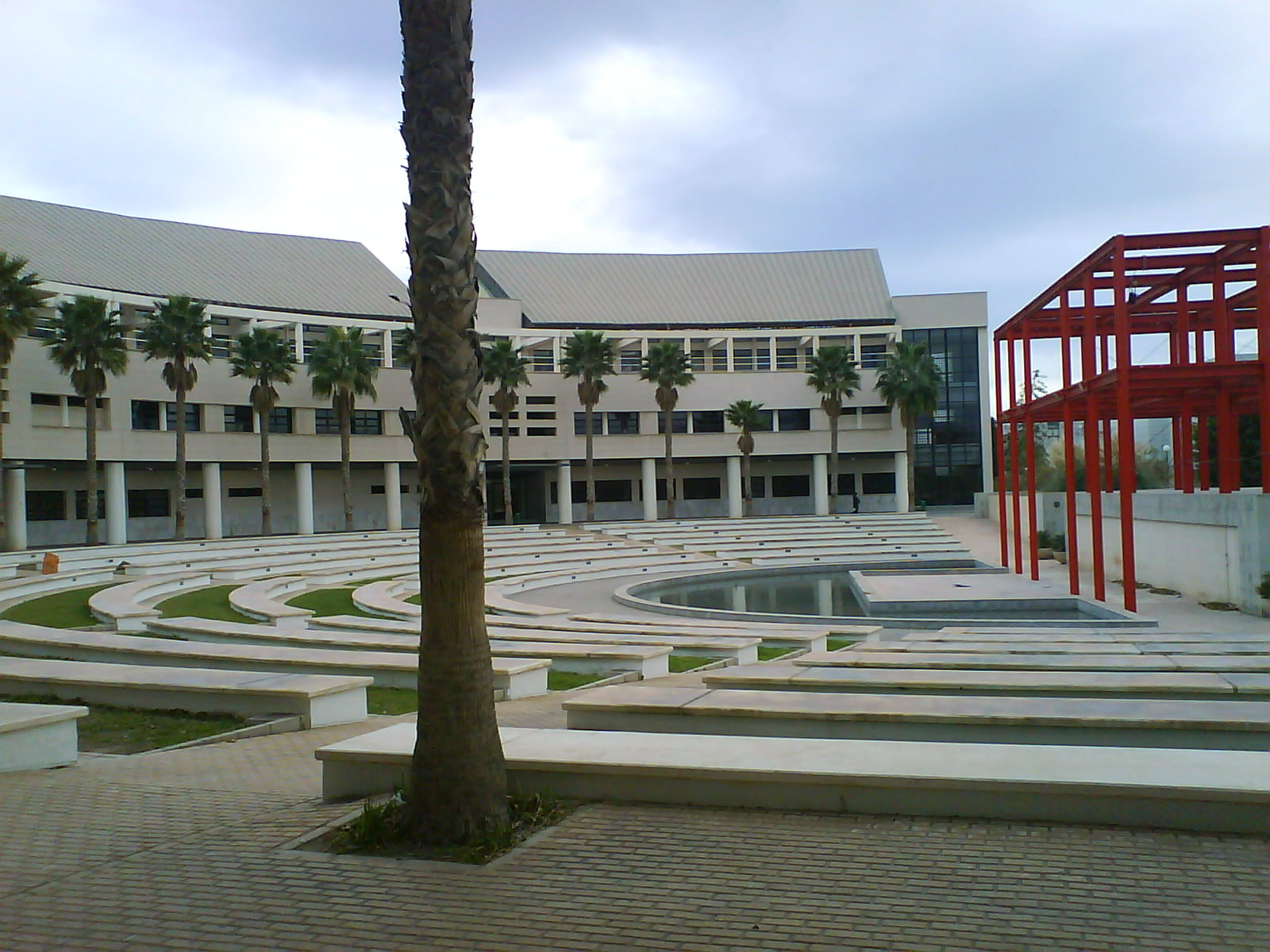
La Universidad de Alicante tiene su sede central en el término municipal de San Vicente del Raspeig. No obstante, Alicante alberga una sede de la misma

Por su parte, el Ayuntamiento de Alicante, a través de su Servicio de Educación, colabora con el resto de administraciones en el cumplimiento de leyes y normas. En especial, las referidas a la escolarización obligatoria, el absentismo o la vigilancia de los centros. Además, se encarga de la provisión de suelo para la edificación de nuevos centros, así como de realizar otras actividades complementarias.
Finalmente, Alicante cuenta con una amplia oferta de formación universitaria. La Universidad de Alicante, fundada en 1979 y situada entre las poblaciones de San Vicente del Raspeig y Alicante, y en proceso de ampliación, posee un extenso campus y una oferta compuesta por más de 50 titulaciones, con más de 70 departamentos universitarios. Asimismo, supera los 30 000 estudiantes de grado y posgrado y atrae a un número importante de estudiantes extranjeros. Por su parte, la Universidad Miguel Hernández, con más de 25 000 alumnos y cuya sede está en la vecina Elche, tiene en el municipio de San Juan de Alicante, integrante de la conurbación de Alicante, su campus de ciencias de la salud.

### Comunicaciones

#### Carreteras
Las carreteras más importantes que pasan por el municipio o sus inmediaciones son:
| Identificador | Itinerario                              | Nota |
| ------------- | --------------------------------------- | --- |
|               | Autovía de Alicante                     | Atalaya del Cañavate – La Roda - Albacete – Almansa – Alicante |
|               | Autovía Valencia-Pilar de la Horadada   | AP-7 - Sollana - Sueca - Cullera - Favara - Jaraco - Jeresa - Gandía - Benisa - Alicante - Santa Pola - Pilar de la Horadada                                          |
|               | Circunvalación de Alicante              | AP-7 Campello – A-7 Elche |
|               | Acceso noroeste a Alicante              | A-70 San Vicente del Raspeig – AP-7 Segunda Circunvalación de Alicante                                                                                                |
|               | Carretera Alicante-Francia              | Alicante – Almansa – Requena – Utiel – Teruel – Zaragoza – Huesca – Jaca – Francia                                                                                    |
|               | Carretera Cartagena-Valencia            | Vera – Cartagena – Alicante – Valencia |
|               | Carretera del Mediterráneo              | Cádiz – Algeciras – Málaga – Motril – Almería – Murcia – Orihuela– Elche – Alicante – San Juan de Alicante – Valencia – Castellón de la Plana – Tarragona – Barcelona |
| CV-86         | Vía Parque Alicante-Elche y Ronda Norte | A-31 – EL-20 |

#### TRAM-Metropolitano de Alicante

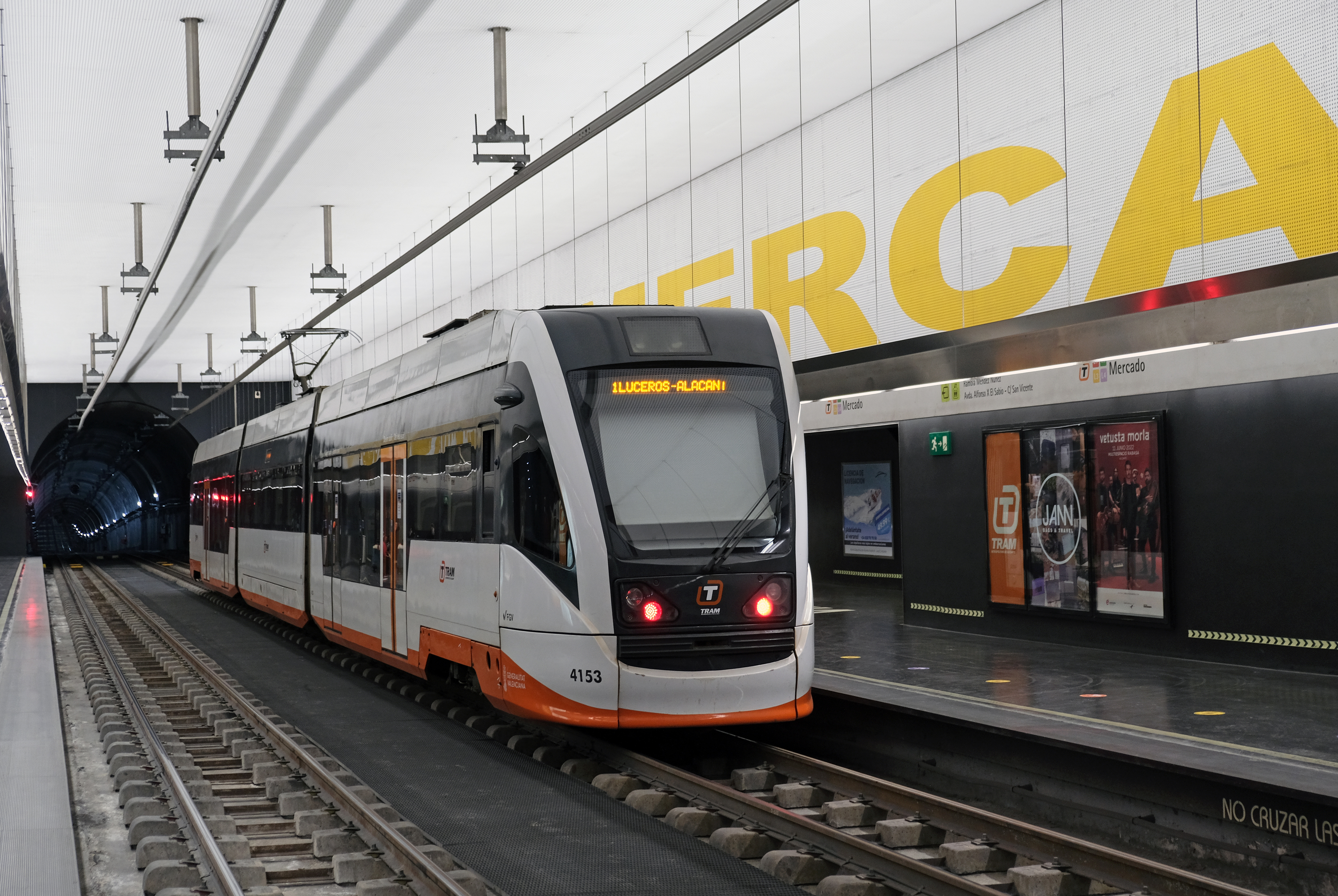
TRAM Metropolitano de Alicante

Los trenes y tranvías del TRAM comunican el centro de la ciudad con las playas de Alicante, la localidad de San Vicente del Raspeig y otras localidades más alejadas como Benidorm, Altea o Denia. Dentro del término municipal están ubicadas 31 estaciones o paradas.
Líneas actualmente en servicio:
- L1 Plaza Luceros-Benidorm (servicio de cercanías con tren-tram)
- L2 Plaza Luceros-Sant Vicent del Raspeig (servicio metropolitano)
- L3 Plaza Luceros-Campello (servicio metropolitano)
- L4 Plaza Luceros-Pl. de La Coruña (Playa San Juan) (servicio metropolitano)
- L5 Puerta del Mar-Pl. de La Coruña (Playa San Juan) (servicio metropolitano)
- L9 Benidorm-Denia (servicio de cercanías trenes diésel serie 2500 y tren-tram serie 5000).

#### Autobuses urbanos y taxis
La ciudad cuenta con una extensa red de autobuses urbanos y metropolitanos con 18 líneas urbanas fijas, más las interurbanas, nocturnas y especiales. Los autobuses tienen todas sus tarifas y títulos de viaje integrados entre sí e incluso con el TRAM, a través de la tarjeta sin contacto Móbilis que puede usarse indistintamente para el transporte dentro del área metropolitana de Alicante. En el año 2022, el autobús continuó siendo el medio de transporte público más utilizado por los alicantinos gracias a su grado de cobertura del territorio urbano.
El área metropolitana cuenta con una flota de 537 taxis, aunque 106 deben restarse por descanso laboral diario. En la actualidad, también existe la alternativa de transporte privado VTC Cabify.

#### Aeropuerto

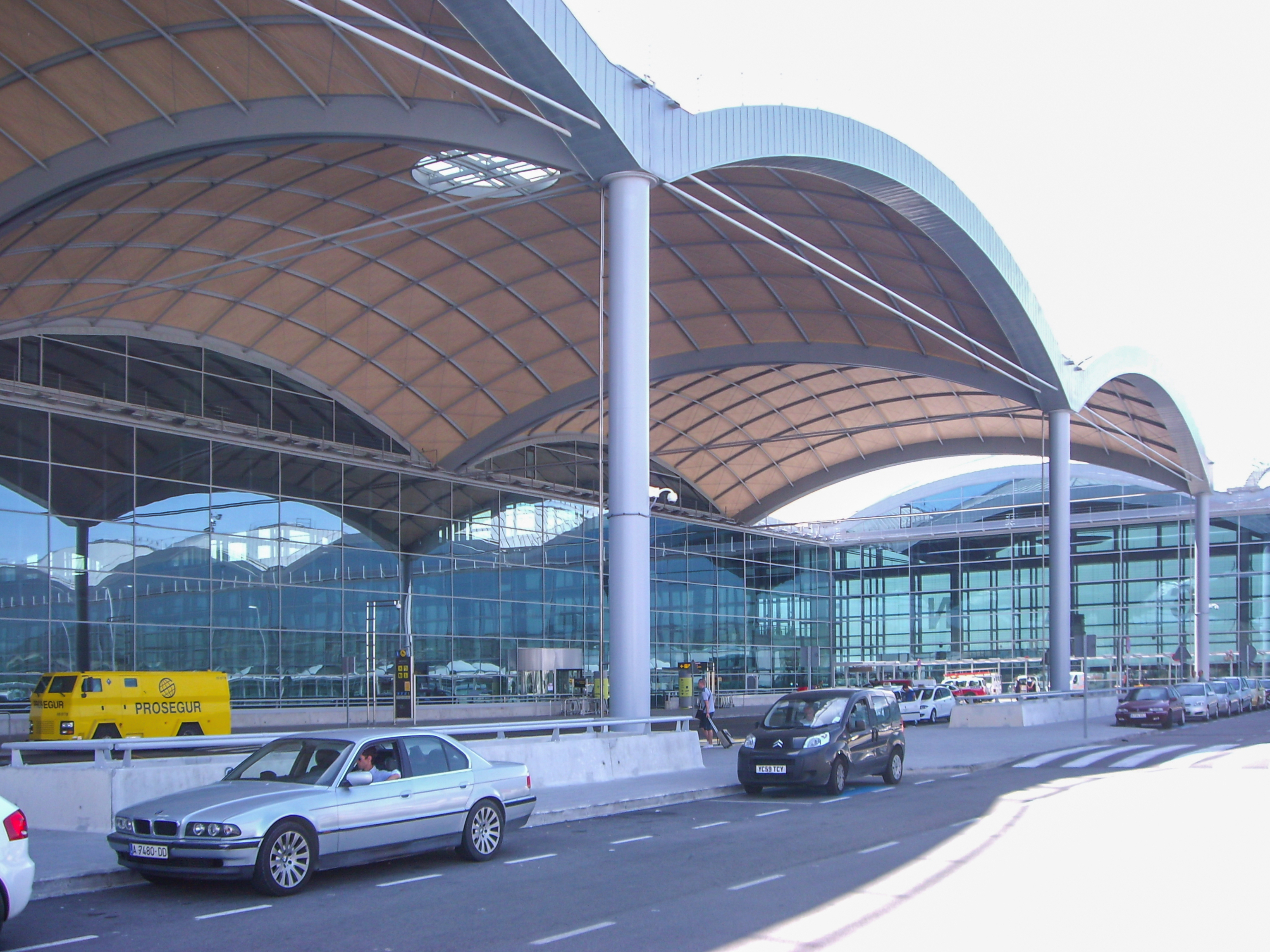
Aeropuerto de Alicante-Elche

El aeropuerto se encuentra a 9 km, en la pedanía de El Altet, en el término municipal de Elche. Se trata de un aeropuerto internacional, que se sitúa en quinto lugar de España en cuanto a número de pasajeros transportados, con un total de 13,2 millones durante el año 2022, siendo uno de los más rentables de España.
En el año 2008 se acometió su ampliación, con una nueva y moderna terminal que permitió al aeropuerto aumentar su capacidad para más de 20 millones de viajeros al año. Se inauguró el 23 de marzo de 2011. Por otra parte, sigue sin fecha concreta la conexión por tren del aeropuerto con Alicante y Elche.
En el año 2009, fue el aeropuerto más rentable de España según el informe presentado en el Congreso por quien era ministro de Fomento, José Blanco. Posteriormente, en la segunda década del siglo, el aeropuerto de Alicante se ha ido consolidando como uno de los más utilizados en España por las aerolíneas de bajo coste. No existen datos más actuales y detallados, ya que AENA, concesionaria del aeropuerto, no proporciona información desagregada regularmente.

#### Ferrocarril

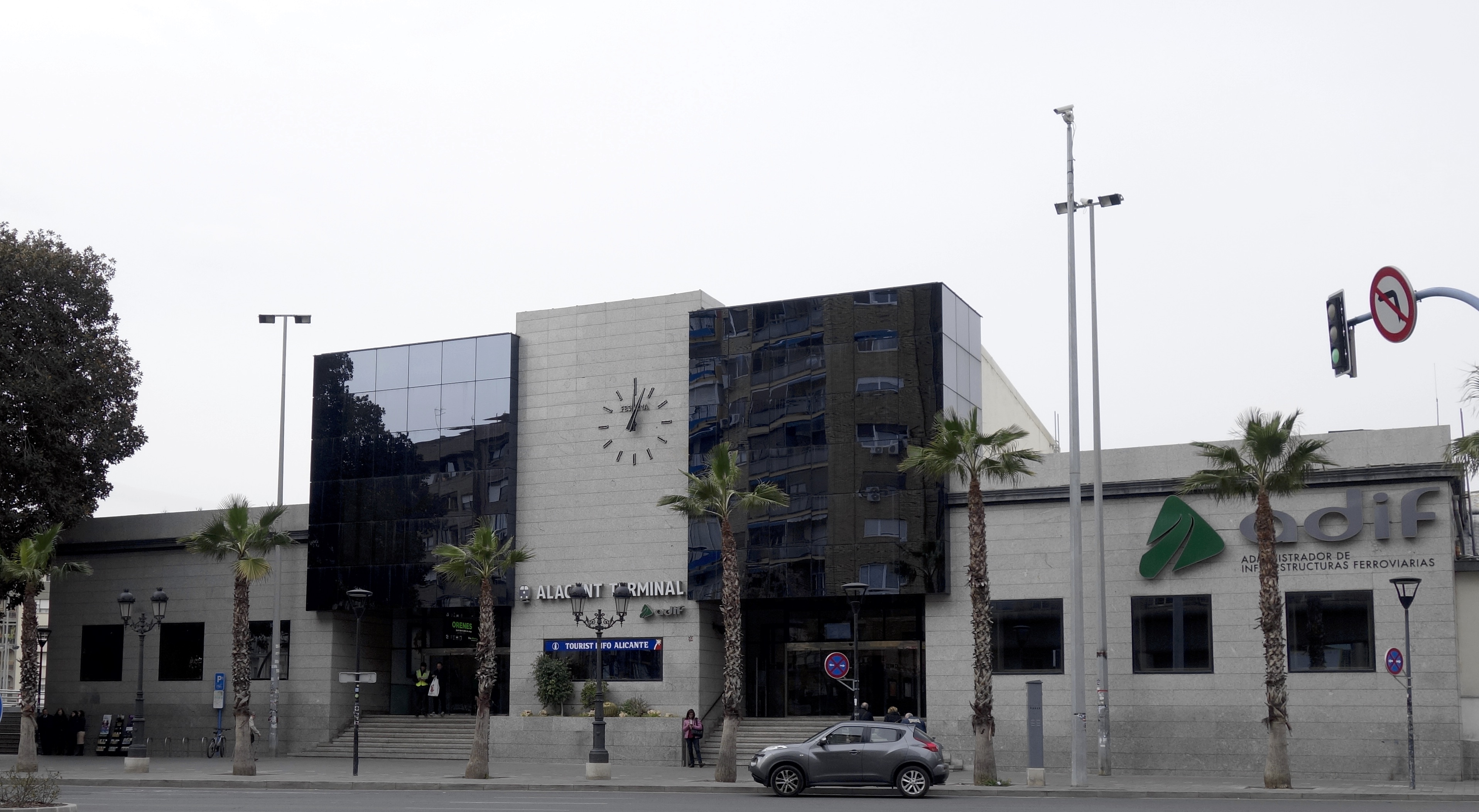
Estación de Alicante-Terminal

En el año 2023, hay tres líneas en funcionamiento que conectan la ciudad con sus alrededores y poblaciones cercanas. Estas líneas de cercanías están gestionadas por dos operadores diferentes. Uno es FGV que, a través de su marca comercial TRAM de Alicante, conecta la capital con Denia, pasando por Benidorm y otras poblaciones costeras. El otro operador es Renfe, Entidad Pública Empresarial dependiente del Ministerio de Transportes, Movilidad y Agenda Urbana, que pone a disposición de los usuarios trenes de cercanías en la mayoría de grandes ciudades españolas, dando servicio con dos líneas y contando con tres estaciones en el término municipal de Alicante: estación de Alicante-Terminal (C1 y C3), estación de San Gabriel (C1) y estación de Universidad de Alicante (C3).
- Alicante – Benidorm (Transbordo) - Denia (operado por FGV).[209]
- Alicante - Murcia (línea C-1 Renfe).[210]
- Alicante – Universidad - San Vicente del Raspeig (línea C-3 Renfe).[210]

Además de las líneas de cercanías, Alicante también cuenta con varias líneas de larga distancia:
- AVE: Alicante – Villena/Albacete/Cuenca - Madrid.[211]
- Tren Alvia: Alicante – Galicia/Asturias/Cantabria.[212]
- Tren Euromed: Alicante – Valencia/Castellón/Tarragona - Barcelona.[213]
- Tren Talgo: Murcia – Orihuela/Elche - Alicante – Elda y Petrel/Villena/Játiva/Valencia/Sagunto/Castellón/Benicásim/Oropesa/Benicarló y Peñíscola/Vinaroz/La Aldea, Amposta y Tortosa/Cambrills/Tarragona - Barcelona.[214]

Finalmente, en 2023 está en marcha la incorporación paulatina a la ruta Madrid-Alicante de los nuevos trenes rápidos 'low cost'. El 27 de marzo de 2023 se inauguró el primer servicio de este tipo con la marca Avlo, a la que seguirán otros operadores.

### Gestión del agua
El Ayuntamiento de Alicante tiene responsabilidades en dos áreas cruciales: el suministro de agua potable y el tratamiento de aguas residuales, ambas gestionadas por Aguas de Alicante, una empresa municipal. El ayuntamiento supervisa la red de alcantarillado y determina las tarifas asociadas al servicio.

## Cultura

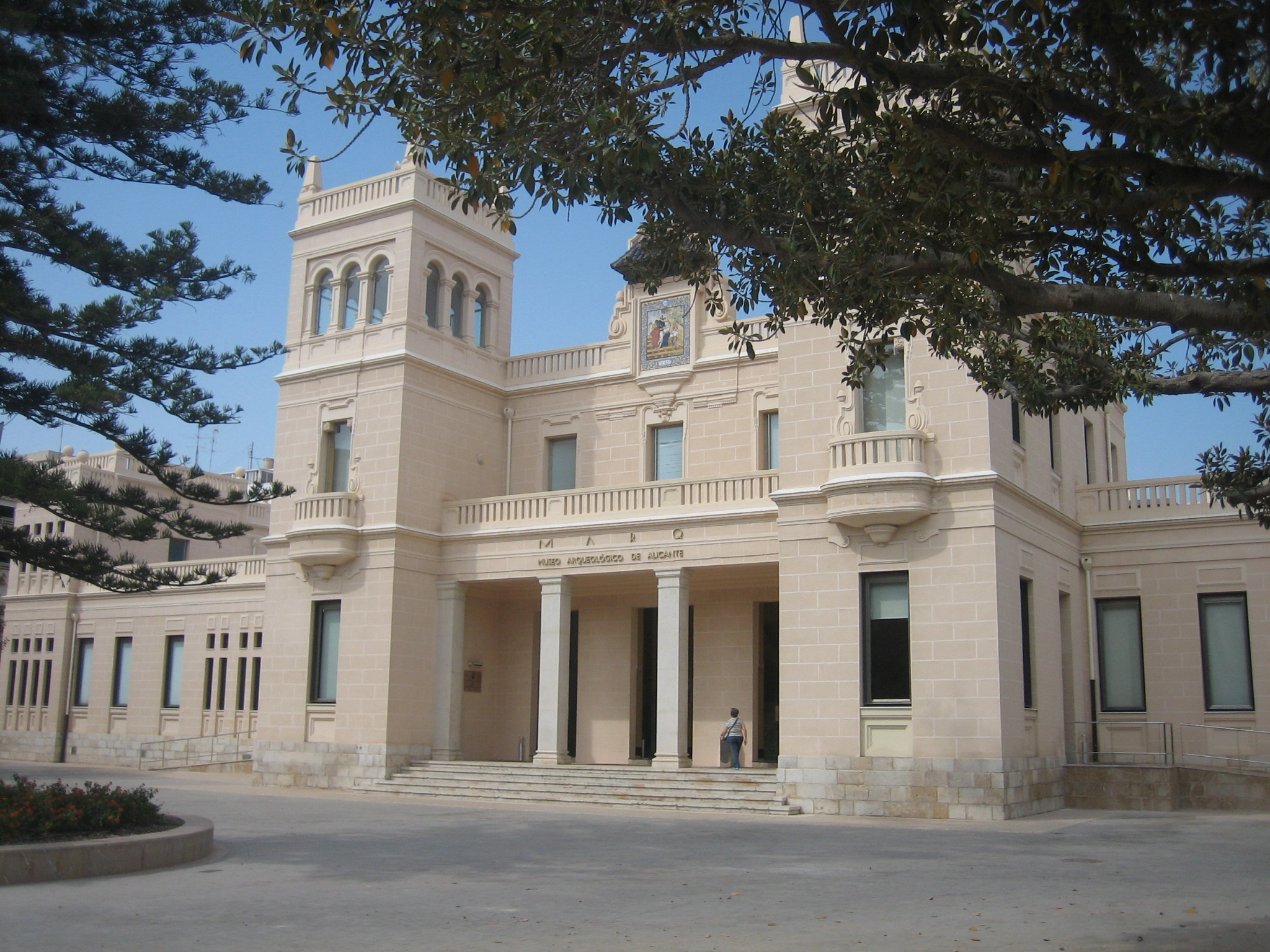
Museo Arqueológico de Alicante

### Patrimonio

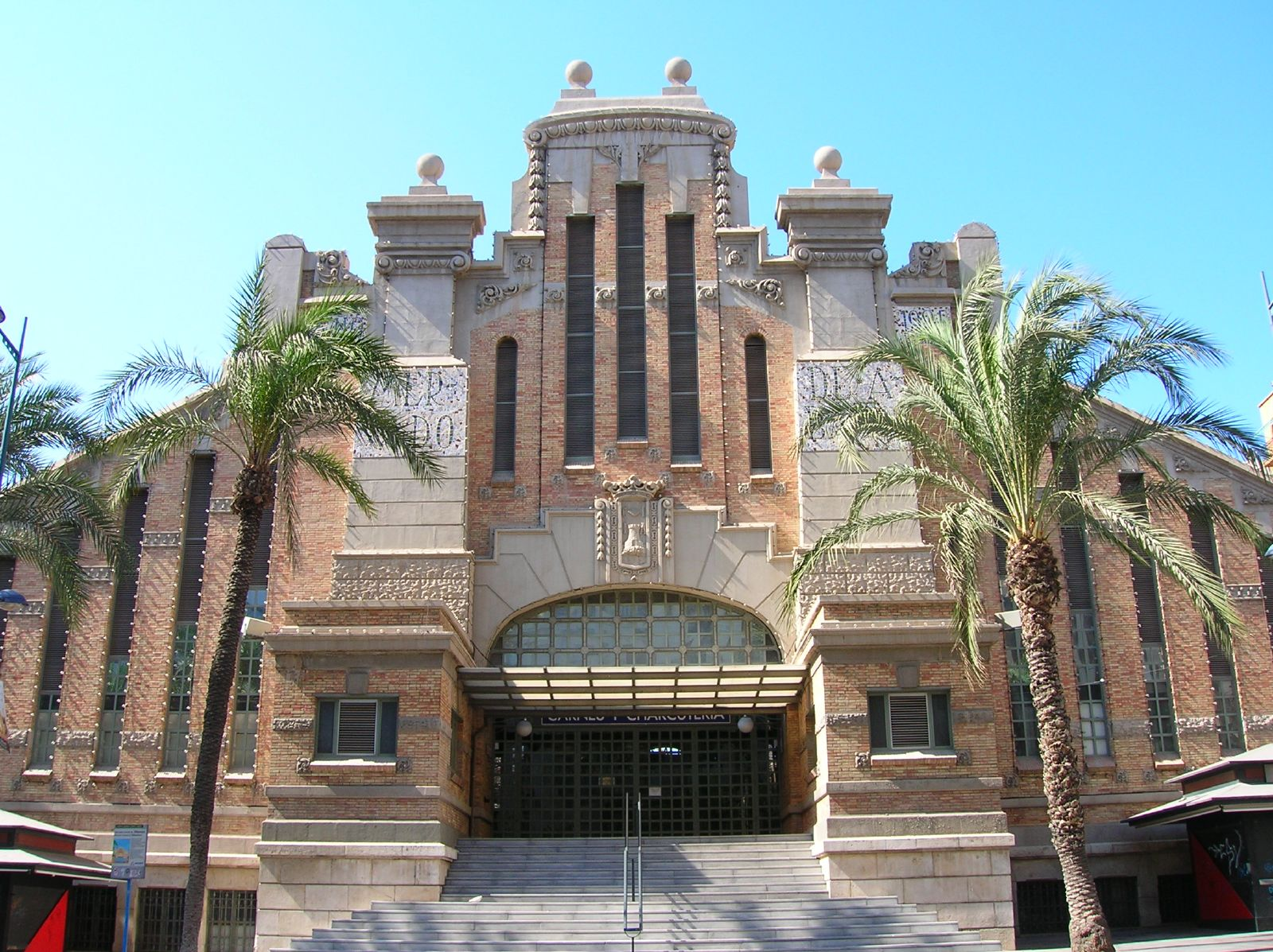
Mercado Central de Abastos

- Basílica de Santa María (siglos XIV-XVI). Construida en estilo gótico, fue levantada sobre el solar de la antigua mezquita mayor y se trata del templo más antiguo de la ciudad. Destacan su altar mayor, de estilo rococó, y su portada, de estilo barroco, ambas del siglo XVIII.[218]
- Casa consistorial de Alicante (siglo XVIII). Edificio que alberga la sede del Ayuntamiento de Alicante. Se trata de un edificio de estilo barroco, punto de referencia para la medición de la altitud sobre el nivel del mar de cualquier lugar de España.[219]
- Casa de La Asegurada (siglo XVII). Construcción civil más antigua de la ciudad, fue edificada en 1685 en estilo barroco. Se encuentra en la misma plaza que la Basílica de Santa María y actualmente alberga el Museo de Arte Contemporáneo de Alicante.[220]
- Castillo de San Fernando (siglo XIX). Fue construido en 1813 para defender la ciudad de la invasión napoleónica. En la actualidad está pendiente de rehabilitación.[221]
- Castillo de Santa Bárbara (siglos XIV-XVIII). Situado en la parte más alta del monte Benacantil, domina toda la Huerta de Alicante y desde él se divisa la isla de Tabarca. Antiguo castillo árabe, fue reconstruido por los cristianos y consta de tres recintos de los siglos XIV, XVI y XVIII.[222]

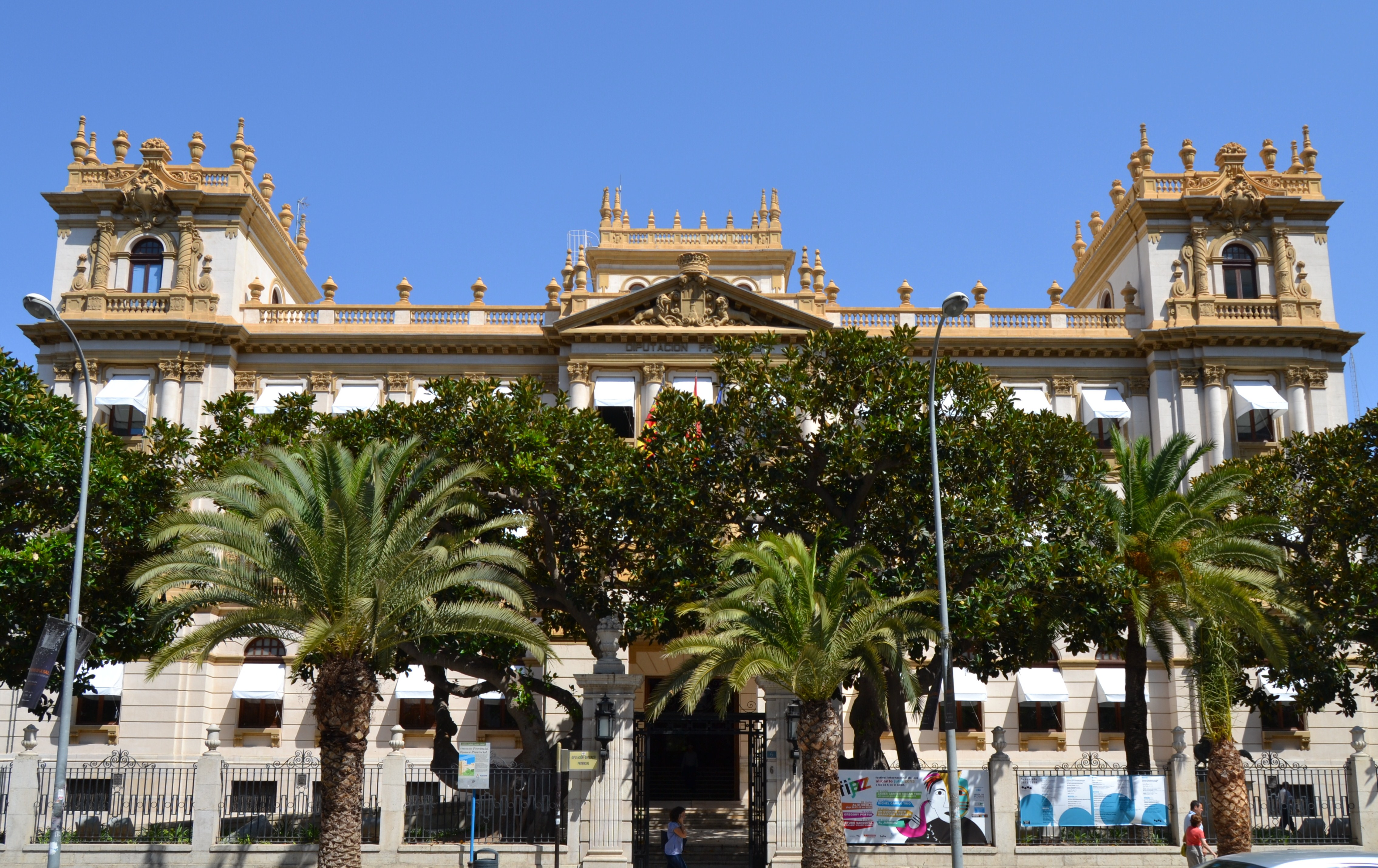
Palacio provincial, sede de la Diputación de Alicante

- Concatedral de San Nicolás de Bari (siglos XV-XVII). Edificada también sobre los restos de otra mezquita, es de estilo renacentista herreriano. Sobria en su aspecto exterior, su construcción se realizó entre 1616 y 1662, aunque su claustro, más antiguo, data del siglo XV. Fue elevada como concatedral en 1959, aunque la sede catedralicia es la santa iglesia catedral del Salvador de Orihuela.[223]
- Convento de la Preciosísima Sangre (siglo XVIII). Comenzado en 1732, sus obras se prolongaron hasta comienzos del siglo XIX. En este convento se custodia la virgen procesional más antigua de la ciudad, «La Marinera» (la primera representación mariana de la ciudad la podemos encontrar en la Basílica de Santa María), una talla en piedra del siglo XIV.[224][225]
- Edificio de la Diputación Provincial de Alicante (siglo XX). Palacio de corte neoclásico, fue abierto en 1931 e inaugurado por el presidente de la República Niceto Alcalá Zamora en 1932.[226]
- Isla de Tabarca, declarada conjunto histórico-artístico en 1964. Destacan la muralla con sus tres puertas, la iglesia de San Pedro y San Pablo, la Casa del Gobernador, la torre de San José y el faro.[227]
- Lonja del Pescado (siglo XX). De principios del siglo XX, es un edificio de carácter industrial de estilo historicista, que integra detalles ornamentales neo-árabes. Sirve desde 1992 como sala de exposiciones.[228]

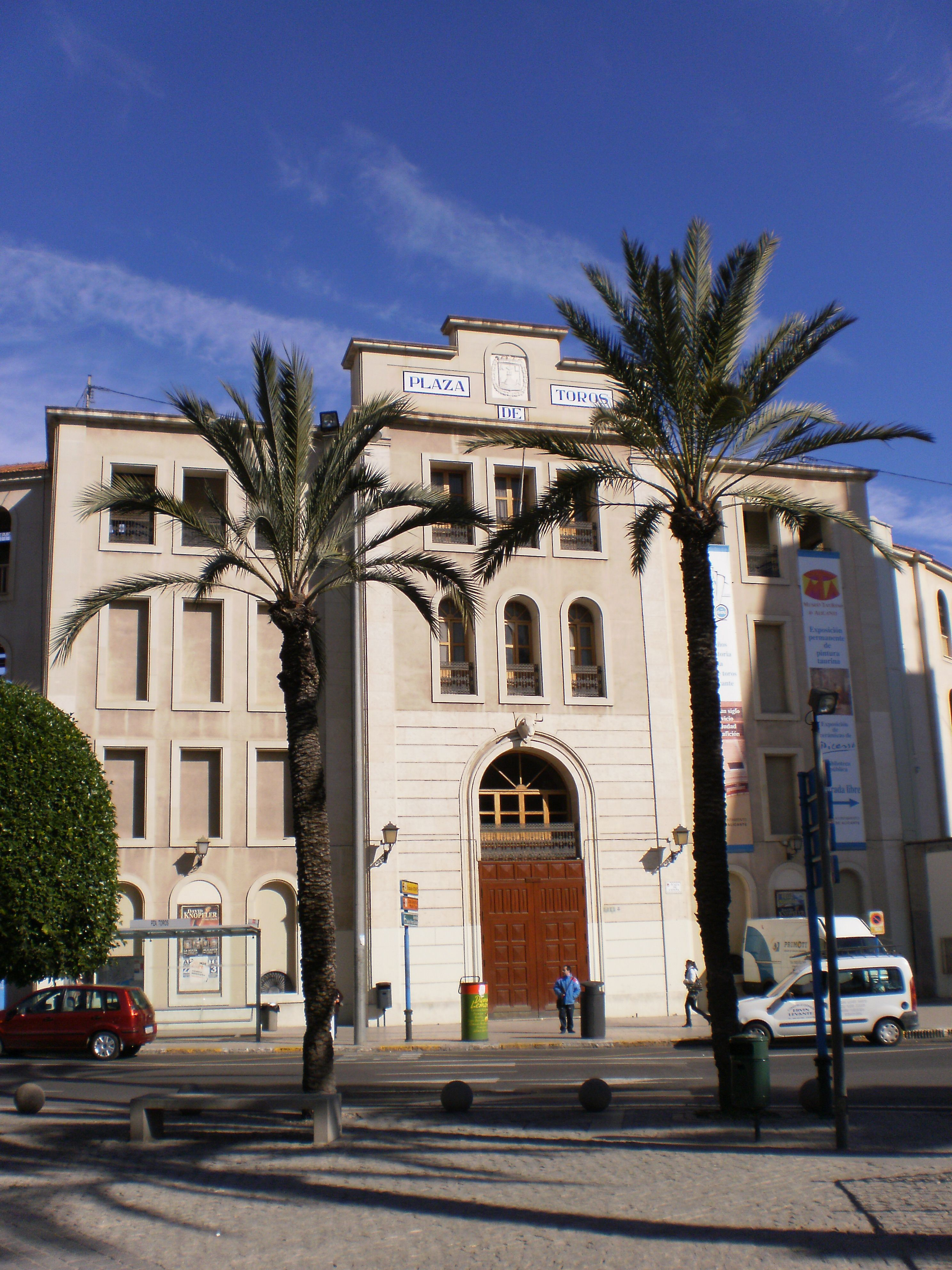
Puerta grande de la plaza de toros

- Lucentum, solar en la Albufereta donde se encuentran los restos arqueológicos de la ciudad ibero-romana de Lucentum, que data de los siglos IV a. C. al III d. C. Declarada Monumento Histórico-Artístico en el año 1961.[229]
- Mercado Central de Alicante (siglo XX). De estilo regionalista, fue construido entre 1911 y 1921 sobre la antigua plaza de Balmes.[230]
- Monasterio de la Santa Faz (siglo XV). Situado 5 km al norte del casco urbano, es de estilo barroco. Cada año, el segundo jueves después de Semana Santa se produce una multitudinaria peregrinación que parte desde San Nicolás hasta este monasterio.[231]
- Palacio del Portalet (siglo XVIII). Alberga un centro de interpretación del propio edificio, la Colección de Guitarras Españolas Romanillos-Harris, y la exposición permanente Alicante Monumental, de la Vila Nova a la Vila Vella que recorre el casco antiguo, a través de siete edificios históricos.[232]
- Palacio Gravina (siglo XVIII). Construido entre 1748 y 1808 como palacio del conde de Lumiares, actualmente alberga el Museo de Bellas Artes Gravina, dedicado a la pintura y escultura regionales de los siglos XVI a principios del XX.[233]
- Palacio Maisonnave-Archivo municipal (siglo XVIII). Casa palaciega situada en el casco antiguo, en la planta baja se han encontrado restos de una necrópolis tardorromana.[234]
- Plaza de toros de Alicante (siglo XIX). Fue construida en 1848, siendo reformada en 1888, cuando adquirió su aspecto actual.[235]
- Teatro Principal de Alicante (siglo XIX). Edificio de estilo neoclásico, fue inaugurado en 1847.[236]
- Torres de Defensa de la Huerta de Alicante (siglos XV-XVII). Baluartes defensivos levantados en la Huerta de Alicante para defenderse de los ataques de los piratas berberiscos. En la actualidad se conservan poco más de 20 torres. Algunas de ellas son de gran belleza, como la de la Verónica, la de Reixes o la de Bonanza. Están declaradas Bien de Interés Cultural con la categoría de monumento, lo que no ha impedido que algunas estén en ruinas.[237]

### Museos, archivos y bibliotecas
- Museo Arqueológico de Alicante[238]
- Museo de Arte Contemporáneo de Alicante
- Museo de Bellas Artes Gravina
- Museo Volvo Ocean Race
- Museo de arte bizantino del monasterio de la Trinidad
- Museo Nueva Tabarca

### Teatros y auditorios
- Teatro Principal

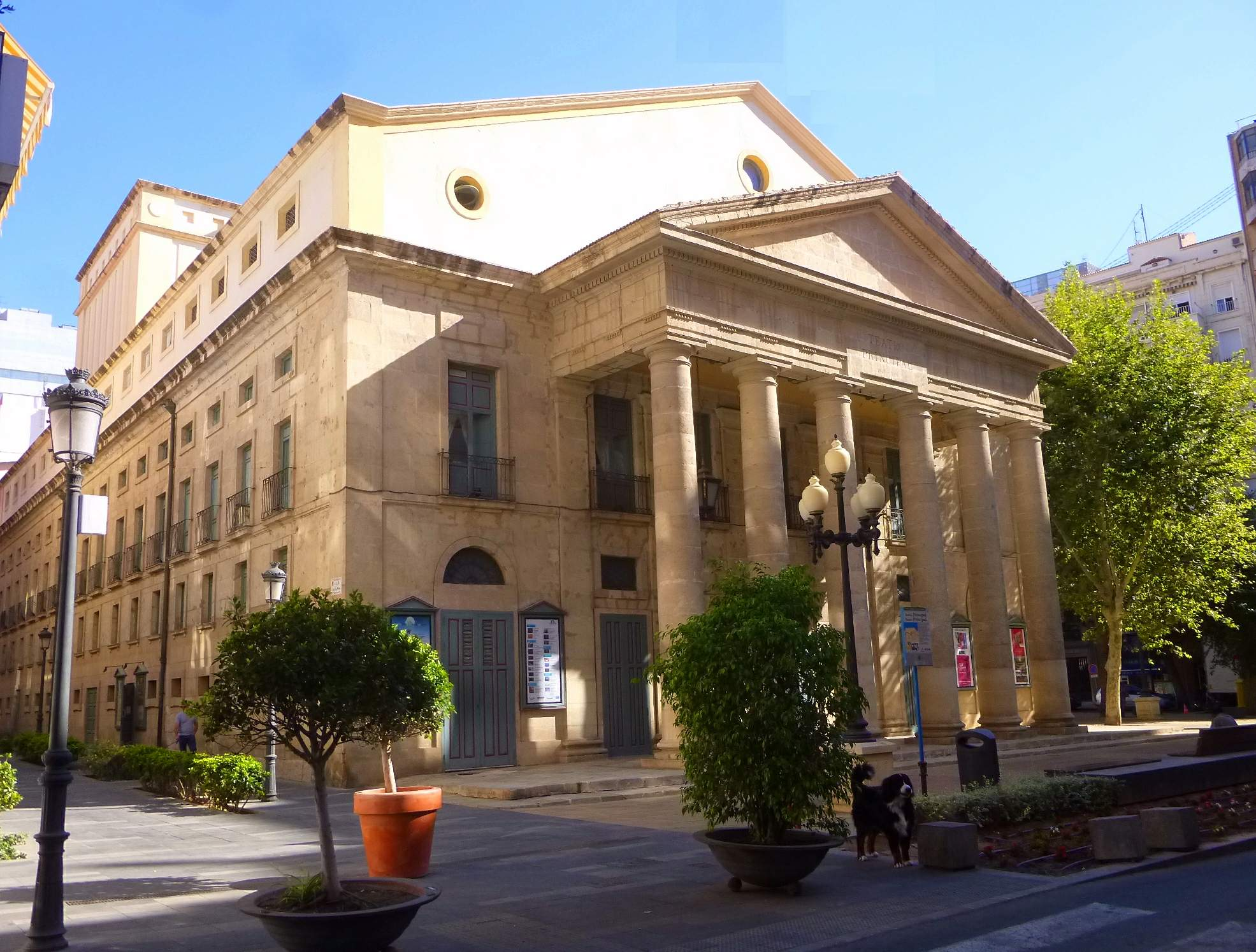
Teatro Principal de Alicante

- Auditorio de la Diputación de Alicante
- Teatro Arniches
- Auditorio de la Concha de la Explanada
- Auditorio de la Casa de la Música, en el centro cultural Las Cigarreras
- Centro cultural Imaginalia[239]

### Eventos culturales
- Festival de música Marearock
- Festival de Cine de Alicante
- Festival de Música Contemporánea de Alicante
- Salón del Manga de Alicante
- Muestra de Teatro de Autores Contemporáneos, en noviembre
- Alicante a Escena, en septiembre
- Festival Internacional de Títeres Festitíteres, en diciembre
- Festival de Música de Alicante
- Veladas Musicales en la Casa de la Música
- Festival de Verano Músicas del Mundo
- Festival Alacant Rock, en julio y agosto
- Festival Folclórico Internacional
- Alicante Medieval, en junio

### Fiestas y tradiciones

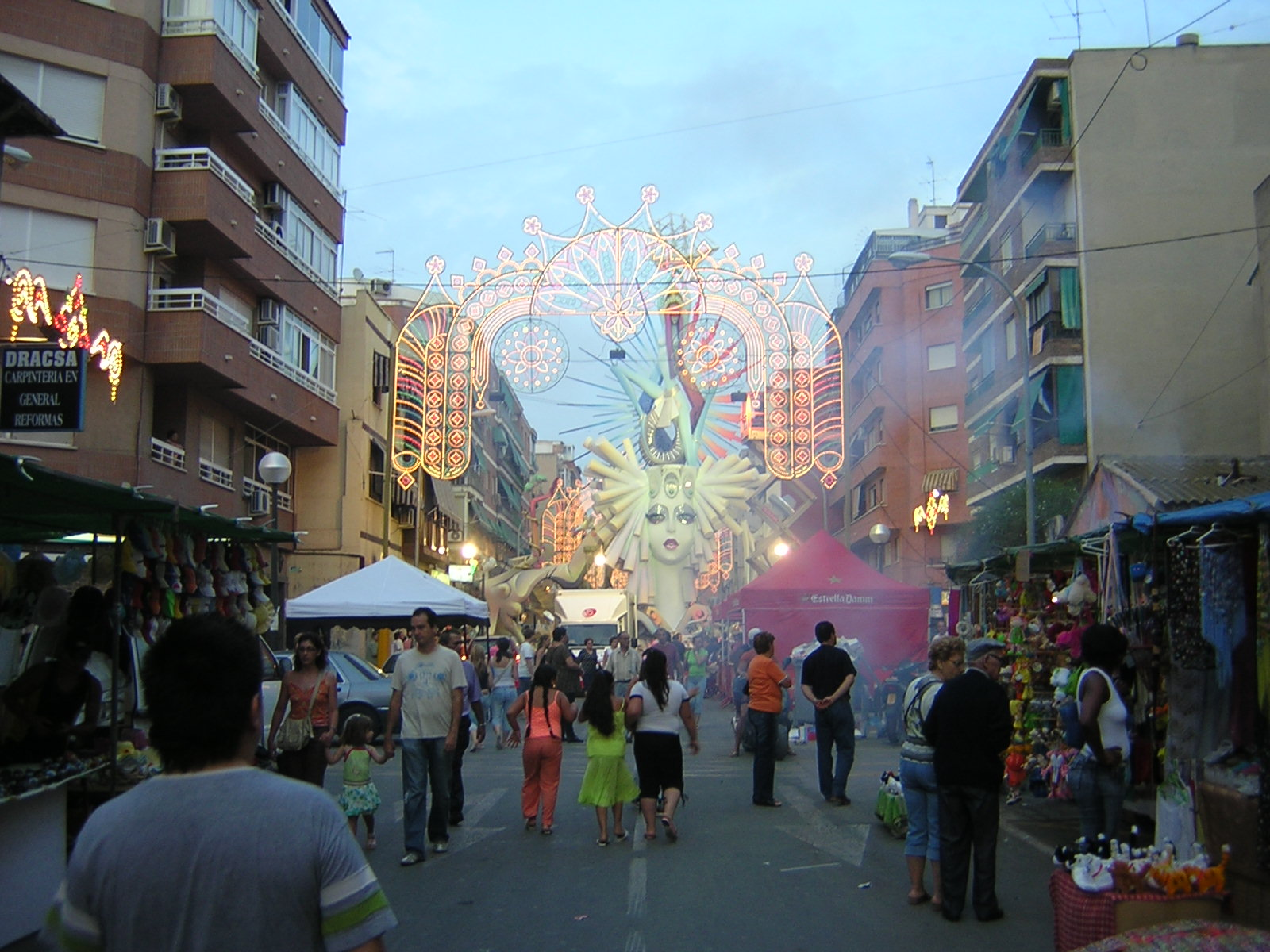
Fiestas de 2006

Las hogueras de San Juan son las fiestas mayores y oficiales de Alicante, declaradas de Interés Turístico Internacional desde 1984, siendo sus orígenes muy remotos ya que la costumbre de quemar objetos, bailando en torno a una hoguera con la llegada del solsticio de verano, se pierde en la noche de los tiempos.
Como tales fiestas organizadas con las peculiaridades actuales datan de 1928, siendo su impulsor José María Py y Ramírez de Cartagena. Con el pregón se dan por iniciados estos festejos, plantándose las hogueras, monumentos artísticos policromados de cartón piedra y madera de profunda carga satírica, en la noche del 20 de junio, quemándose cuatro días después tras lanzarse desde lo alto del monte Benacantil, donde se encuentra el castillo de Santa Bárbara, una monumental palmera de fuegos artificiales que es visible desde gran parte de la ciudad.
A lo largo de los días de fiesta hay una extensísima programación de actos tales como pasacalles, cabalgatas, ofrendas, corridas de toros, actuaciones musicales, campeonatos deportivos y un largo etcétera, viviéndose la fiesta en la calle donde la gente puede comer, cenar y bailar en las barracas y racós, degustando la típica coca de atún y las brevas. La fiesta cuenta con sus máximas representantes, la Bellea del Foc, y sus seis damas de honor elegidas entre las que fueron «bellezas» de cada uno de los distritos y son la representación viva de la fiesta. En los días posteriores a la cremá de las hogueras (hasta el 29 de junio, día de los santos Pedro y Pablo) tiene lugar un concurso de fuegos artificiales y tracas luminosas que se disparan desde la playa del Postiguet.
- Semana Santa Alicantina. Cuenta con más de treinta cofradías que realizan sus procesiones desde el Domingo de Ramos hasta el de Resurrección. Destacan algunas tallas como la Virgen de las Angustias (Mare de Déu de la Penya) de Salzillo y la Virgen de la Soledad «La Marinera», que es la más antigua de la ciudad. Las procesiones más conocidas son la del Domingo de Ramos (La burrita) en la que participan muchos ciudadanos, la de Santa Cruz, en miércoles, con más de mil cofrades y cuatro pasos, siendo el más valioso el del Descendimiento. Cabe destacar las tallas del Ecce-Homo y la Virgen de la Amargura. La primera es la presentación al pueblo, y está compuesto de cristo, un centurión romano, un sayón y Pilatos. La escena es idéntica a la de Sevilla pero con menos figuras, ya que son del mismo autor, Don Antonio Castillo Lastrucci. El paso es llevado a costal, el estilo sevillano. La imagen de la virgen también es obra del citado autor y es de estilo sevillano. Otras tallas de esete mismo autor son el Cristo del Gran Poder y la Virgen de la Esperanza que también son llevados a costal y realizan su estación de penitencia el miércoles santo.
- Romería de la Santa Faz. Es una romería de ocho kilómetros, con cinco siglos de antigüedad, que comienza en la concatedral de San Nicolás (la religiosa) o el ayuntamiento (cívica) y termina en el Monasterio de la Santa Faz, donde se venera un relicario que contiene un trozo de tela con las marcas de la faz de Cristo. Esta reliquia fue traída por el sacerdote de San Juan de Alicante, Mosén Pedro Mena en el siglo XV. Se celebra el segundo jueves después de Semana Santa, y suelen participar más de 300 000 personas, siendo la segunda romería más importante de España, por detrás de la del Rocío.
- Moros y Cristianos de Alicante. Las fiestas de Moros y Cristianos de la ciudad de Alicante, a diferencia de las que se celebran en otras localidades de la provincia donde se vuelca toda la población, solo se celebran en cinco barrios: Villafranqueza, del 12 al 19 de marzo; San Blas, del 19 al 22 de julio; Rebolledo, del 29 de junio al 2 de julio; Altozano, del 12 al 16 de agosto y barrio Miguel Hernández,[240] del 24 al 28 de agosto. Las fiestas suelen comenzar con el Aviso de fiesta, un desfile con trajes de gala, que da paso a la Noche de la Olla, en la que se realiza un pregón. Los actos (como las Dianas y las Despertàs) y los desfiles (las Entradas) conducen a la Embajada y el Alardo, representaciones en las que bando cristiano «vence» simbólicamente al moro. El punto final lo pone la Retreta, un desfile en tono humorístico. Desde 1993 existe la Federación Alicantina de Moros y Cristianos. Su objetivo es conseguir metas conjuntas a partir de los esfuerzos de los cinco barrios que celebran las fiestas.
- Porrate de San Antón. Cabe también destacar la fiesta que se celebra todos los años en el barrio de San Antón del 13 al 20 de enero en honor de san Antonio (Sant Antoni del Porquet), su patrón, el Porrate de San Antón. Esta tradición cumple el año 2010 su V centenario, ya que allá por el 1510, cuando Alicante eran dos barrios a las faldas del castillo, el Raval Roig y San Antón, los padres dominicos llamaban porrate al trueque de los cerdos que ellos criaban por otros animales. Ese año comenzó una tradición que hoy, casi 500 años después, se mantiene más viva que nunca. Y todo gracias a los vecinos del barrio, que hacen posible que la celebración más antigua de la ciudad siga vigente centenario tras centenario.
- San Nicolás y la Navidad. Alicante prepara la celebración de san Nicolás de Barí, patrón de la ciudad, el domingo anterior a su festividad con la bendición y presentación de los niños ante su imagen en la iglesia concatedral de su mismo nombre,[241] situada en la plaza del Abad Penalva.[242] Se celebra una misa solemne la mañana del día 6 de diciembre, seguida de la tradicional procesión cívico-religiosa con la imagen de San Nicolás, custodiada por escolta de gala, estando encabezada por los gigantes y cabezudos acompañados por una colla, seguidos de los xiuleters, una representación de san Nicolás a caballo que reparte juguetes y caramelos entre los pequeños, la Junta Mayor de hermandades y cofradías de Semana Santa y demás autoridades, cerrando la misma la banda de música municipal.[243][244] Durante las festividades navideñas destaca además la actividad que desarrolla desde 1959 la Asociación de Belenistas de Alicante, instalando belenes monumentales en el ayuntamiento, la plaza de La Montañeta, Caja Mediterráneo y una gran exposición belenista en el palacio de la Diputación Provincial de Alicante. También organiza concursos de belenes en la capital y la provincia, concurso escolar de cartas a los Reyes Magos, el Pregón de Navidad, conciertos navideños, etc. Por esta labor, clamorosamente acogida por alicantinos y forasteros, la Asociación de Belenistas de Alicante ha sido la primera asociación belenista declarada de «utilidad pública» por el Ministerio del Interior en 1977.
- Procesión cívica en honor a los Mártires de la Libertad. Cada mes de febrero en el barrio de Villafranqueza, se celebra la tradicional procesión cívica en honor a los Mártires de la Libertad, militares liberales capitaneados por Pantaleón Boné, que fueron fusilados el 14 de febrero de 1844 en la tapia del Panteón de los Guijarro. Trágicos y heroicos hechos históricos en defensa de las libertades que el catedrático y compositor alicantino Miguel Brotóns recreó musicalmente en su oda y poema sinfónico con título Mártires de la Libertad.[245][246][247]
- Carnaval de Alicante. Es denominado popularmente «Carnaval Ramblero» debido a la alta concentración de gente que se produce en la Rambla; además de distintas fiestas de verano en diferentes barrios.

### Dialecto valenciano alicantino

Distribución geográfica del dialecto valenciano alicantino

El valenciano alicantino es el subdialecto del extremo sur, en la comarca del Campo de Alicante y alrededores. Sus características son:
- Se enmudece la /i/ delante de palatal fricativa sorda de modo que caixa («caja») y peix se articulan ['kaʃa] y ['peʃ] con el sonido /ʃ/ con que los rioplatenses pronuncian actualmente la <ll>.
- La /r/ final es inestable en toda la zona y suele enmudecerse en la zona interior, igual que en valenciano septentrional y en catalán general.
- La tendencia a elidir la /d/ intervocálica es muy acusada: roda («rueda») > roa, la dona («la mujer») > la ona, cada > ca, cadira (silla) > caira, vida > via, grenyuda > grenyua, etc.
- La tendencia a elidir otras consonantes intervocálicas como /r/ o /s/: arbre («árbol») > abre, vellesa («vejez») > vellea.
- Los artículos les y els suenan ambos es: es vaques por les vaques («las vacas»).
- El adverbio de lugar ací (valenciano general) se dice aquí y el pronombre demostrativo açò se dice astò.
- Contiene gran cantidad de castellanismos como: assul (por blau), mueble (por moble), llimpiar (por netejar), gafes (por ulleres), ha hi (por hi ha).
- Mantiene muchos arcaísmos desaparecidos en otros lugares: denans/ans (por abans, sustituido en el resto del valenciano por el castellanismo «antes»), devers (por cap a), dintre (por dins), maití (por matí).

### Medios de comunicación

#### Publicaciones
- Alicante Plaza (edición local y provincial)
- Alicante Press (edición local)
- Diario Información (edición local)
- Más Alicante
- Superdeporte[cita requerida]
- ABC (edición provincial)
- El Mundo (edición provincial)
- Alicante Actualidad (edición local y provincial)
- La Crónica Virtual (edición local y provincial)
- Mundo Alicante (edición provincial)
- Costa Blanca News (en inglés)
- Costa Blanca Nachtritten (en alemán)
- Som de Foc (edición provincial)

#### Radio
- esRadio Alicante (107.4 FM)
- À Punt Radio Alicante (96.5 FM)
- SER Alicante (91.7 FM/1008 OM)
- Radio Marca Alicante (96.8 FM)
- Onda Cero Alicante (106.5 FM)
- Europa FM Alicante (94.0 FM)
- Esencia FM Alicante (90.7 FM)
- COPE Alicante (89.6 FM/882 OM)
- Cadena 100 Alicante (95.6 FM)
- Rock FM Alicante (98.1 FM)
- Rus Radio Alicante (90.4 FM)
- Kiss FM Alicante (89.2 FM)
- LOS40 Alicante (91.0 FM)
- Cadena Dial Alicante (93.2 FM)
- SER+ Alicante (90.0 FM)
- ABC Punto Radio Alicante (107.0 FM)
- Emisora a otorgar por la GVA (102.7 FM)
- RNE1 Alicante (105.2 FM/729 OM)
- Radio Clásica Alicante (99.4 FM)
- RNE3 Alicante (97.1 FM)
- RNE5 Alicante (103.6 FM/936 OM)
- laFLAMENCA Alicante (104.0 FM)
- Motiva Alicante (105.0 FM/94.5 FM)
- Activa FM Alicante (105.5 FM)
- MuyBuena Alicante (105.8 FM)
- Bikini FM Alicante (106.8 FM)
- Loca FM (España) Alicante (103.2 FM)

#### Televisión
En Alicante se reciben todos los canales de ámbito nacional, tales como los del grupo RTVE (La 1, La 2, Teledeporte), las del grupo Atresmedia (Antena 3 entre otras) y el grupo Mediaset España (con Telecinco como canal enseña).
Además también existen algunos canales de ámbito provincial, comarcal y autonómico, que son los siguientes:
- À Punt (cadena autonómica pública valenciana)
- Información TV (cadena provincial)
- Alacantí TV (cadena comarcal)
- La 8 Mediterráneo (cadena autonómica privada)
- Intercomarcal TV (cadena comarcal)
- 12TV (cadena provincial)
- La 8 (cadena provincial)

## Deporte
A pesar de ser el fútbol el deporte predominante, los mayores éxitos deportivos de la ciudad provienen de otros deportes o deportistas. Así, se han obtenido éxitos nacionales e internacionales en deportes como el balonmano o el baloncesto; sin embargo, en deportes individuales se han alcanzado mejores resultados. Así, Alicante ha sido lugar de nacimiento o de residencia de una veintena de deportistas que han participado en los Juegos Olímpicos. El ayuntamiento organiza anualmente el Trofeo Ayuntamiento de Alicante para premiar a los deportistas de la ciudad más destacados. En el año 2004 la ciudad de Alicante fue la Capital Europea del Deporte.

#### Alicantinos olímpicos

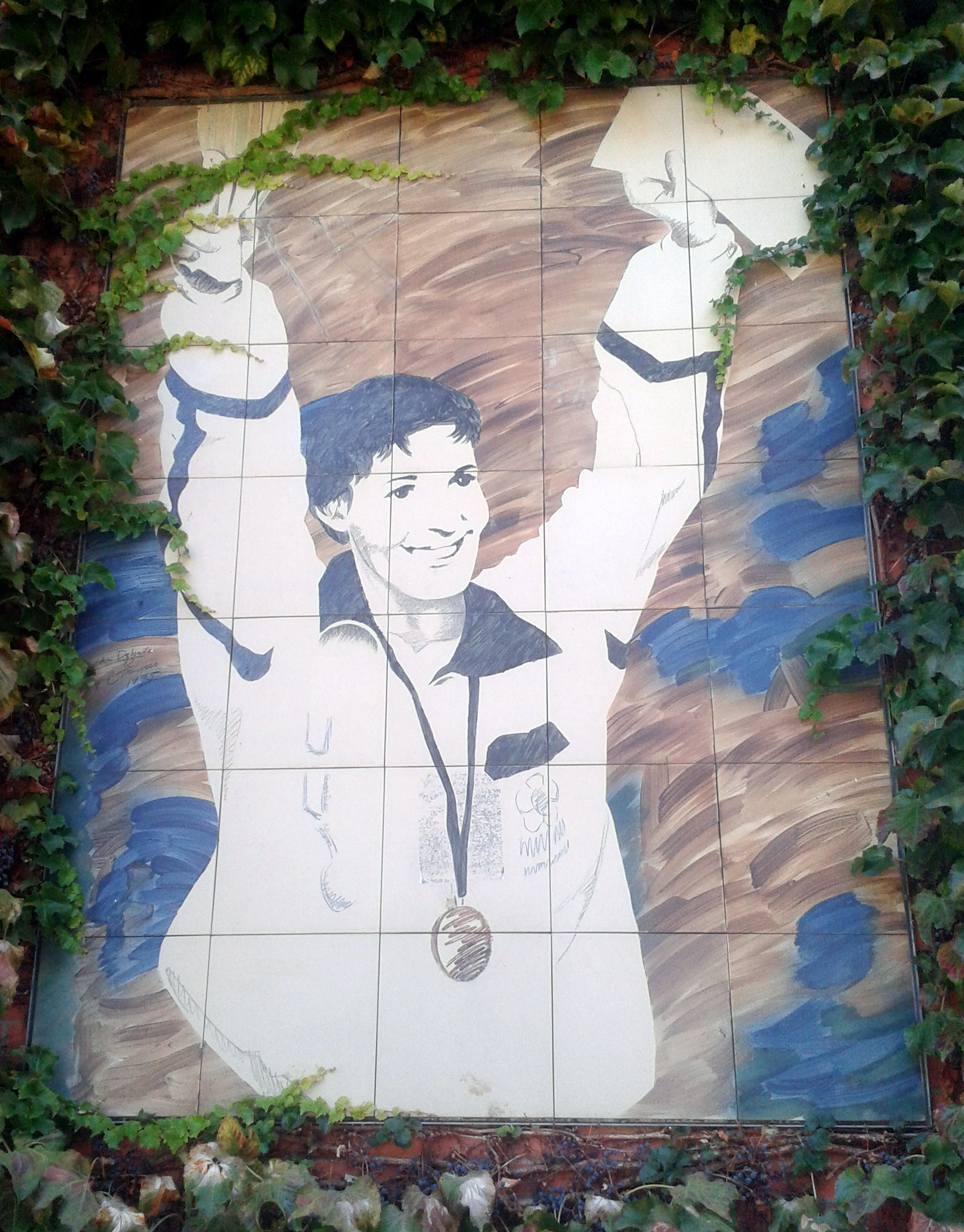
Miriam Blasco, alicantina de adopción, fue la primera medallista olímpica española

Es quizá José Antonio Chicoy, que disputó la final de 4x100 estilos de natación de los Juegos de México en 1968 el que inició la relevante participación de alicantinos en los Juegos Olímpicos. Pero no fue hasta los Juegos de Moscú en 1980 y Los Ángeles 1984 cuando Domingo Ramón consiguió un cuarto y un sexto puesto respectivamente en atletismo (3000 m obstáculos).
En los Juegos Olímpicos de Barcelona 1992, fueron cuatro los deportistas alicantinos participantes y, además, obtuvieron medalla por primera vez: Miriam Blasco, medalla de oro en judo y primera medallista olímpica española; Francisco «Kiko» Sánchez, medalla de oro en vela, 470 masculino; Carolina Pascual, medalla de plata en gimnasia rítmica; y Francisco Veza «Paqui», medalla de oro en fútbol. Además, Rosabel Espinosa formó parte como suplente del equipo nacional de gimnasia rítmica.
En los Juegos de Atlanta de 1996, las gimnastas Marta Baldó, nacida en Villajoyosa, y Estela Giménez, alicantina de adopción (ambas del Club Atlético Montemar), lograron la medalla de oro en la competición de gimnasia rítmica por conjuntos; Juan Escarré obtuvo medalla de plata en hockey sobre hierba y la torrellanera Isabel Fernández obtuvo medalla de bronce en judo. En los siguientes Juegos Olímpicos, Sídney 2000, Isabel volvió a obtener una medalla, esta vez de oro. En los Juegos Olímpicos de Atenas 2004, Fernández fue abanderada del equipo español y obtuvo un quinto puesto, lo que le otorgó el diploma olímpico. En los Juegos Olímpicos de Río 2016, la gimnasta rítmica Alejandra Quereda logró la medalla de plata en la competición por conjuntos.

#### Equipos deportivos

##### Balonmano
El balonmano es el deporte en el que más éxitos se ha conseguido en la ciudad de Alicante. El equipo histórico y ya desaparecido fue el Club Balonmano Calpisa. Entre 1975 y 1980 obtuvo cuatro títulos de Liga consecutivos (1975, 1976, 1977 y 1978), cuatro títulos de Copa (1975, 1976, 1977 y 1980) y una Recopa de Europa (1980). Posteriormente, el club cambió de patrocinador y de denominación en varias ocasiones, pasando a llamarse Tecnisa, Tecnisán (con la que obtuvo otra Copa del Rey en 1986) y Helados Alacant. En 1993 se marcharía el equipo a Benidorm desapareciendo la élite del balonmano en Alicante. Posteriormente surgieron diversos equipos como el Puerto de Alicante o el C.B. Estudiantes que acabaría desapareciendo bajo la denominación de Alicante-Costablanca. Disputaba sus partidos en el pabellón que ahora lleva el nombre del que fuera jugador y entrenador Pitiu Rochel.
A día de hoy, el equipo más representativo en este deporte es el Mar Alicante, equipo que cerca estuvo de convertirse en campeón de la Recopa de Europa. Sigue compitiendo a día de hoy al máximo nivel, si bien en balonmano femenino, que es con la finalidad con la que nace este club. Tiene, de forma indirecta, equipo masculino merced un convenio con el CD Agustinos Alicante, equipo a priori escolar, pero su equipo sénior se encuentra en segunda división nacional y es el equipo más poderoso en este deporte en la ciudad. Además, en su pabellón se disputaron muchos encuentros del antiguo Club Balonmano Calpisa. En este deporte, también destaca el Sporting Salesianos, si bien a un inferior nivel.

##### Baloncesto
El equipo más destacado en este deporte es el Lucentum Alicante (denominado actualmente por motivos económicos Fundación Lucentum Baloncesto Alicante), que ha sido el equipo deportivo de mayor éxito desde finales del siglo XX. El CB Lucentum Alicante se ha situado en dos ocasiones (temporadas 2002–2003 y 2004–2005) entre los ocho mejores equipos de la liga española. Recientemente, Alicante fue subsede del Eurobasket 2007 de Madrid, recibiendo a las selecciones de Francia, Italia, Eslovenia y Polonia en la fase inicial del torneo. En la temporada 2011-2012 terminó octavo, disputando incluso la Copa del Rey. Pero por motivos económicos en la actualidad se encuentra en la LEB ORO, segunda división española de baloncesto.
En este deporte, aunque más en su labor de deporte base, destaca también la SCD Carolinas y el CD Santa Teresa. Además del Club Atlético Montemar, decano de este deporte en la ciudad y que llegó a estar en la 2.ª División Nacional.

##### Fútbol
En fútbol, el equipo decano de la ciudad de Alicante era el Alicante CF, fundado en 1918, desaparecido en junio de 2014 y refundado ese mismo año con el nombre de CFI Alicante. El otro club de la ciudad es el Hércules CF. Este último comenzó su andadura en 1922. Ambos equipos compartieron el estadio Rico Pérez durante ciertos años. En la presente temporada (2024/25) lo utiliza el Hércules CF, que actualmente milita en la Primera RFEF de España, tercera categoría del fútbol español.
El Hércules y el Alicante compartieron categoría durante varias temporadas. El conjunto blanquiazul se encuentra en un momento de regeneración, mientras que los celestes vivieron una grave crisis institucional que les condujo a su reciente desaparición y posterior refundación como CFI Alicante. El primero destaca por sus años en primera división, mientras que el segundo destacó por su potente fútbol base a nivel nacional, así como por ser el equipo deportivo más antiguo de la provincia. En la temporada 2017/18 el CFI Alicante ascendió a Regional Preferente y en la 2013/14 el Hércules CF descendió a segunda división B.

#### Eventos deportivos
El fútbol siempre ha sido el deporte que ha levantado más pasiones en la ciudad, a pesar de no ser el que más éxitos ha obtenido. Alicante fue sede del Campeonato Mundial de Fútbol de 1982, donde tuvieron lugar los partidos del Grupo C (Argentina, Bélgica, El Salvador y Hungría). Por otro lado, la Copa San Pedro es un torneo histórico en la ciudad, en el cual su participación se extiende a los barrios que concurren directamente a través de sus asociaciones deportivas y culturales.

##### Volvo Ocean Race
En consonancia con sus condiciones marítimas, la ciudad ha sido puerto de salida de la Volvo Ocean Race en 4 ediciones. Esta regata consiste en dar la Vuelta al Mundo a Vela y tiene una gran repercusión mediática por todo el mundo, ya que participan equipos de varios países, regatistas de muchas nacionalidades distintas y tiene diversas escalas alrededor del mundo.
- VOR 2008-09, la salida de la décima edición de la Volvo Ocean Race se dio el 11 de octubre de 2008.[252]
- VOR 2011-12, la salida de la undécima edición de la Volvo Ocean Race se dio el 5 de noviembre de 2011.[253]
- VOR 2014-15, la salida de la duodécima edición de la Volvo Ocean Race se dio el 11 de octubre de 2014.[254]
- VOR 2017-2018, la salida de la decimotercera edición de la Volvo Ocean Race se dio el 14 de octubre de 2017.

#### Instalaciones deportivas

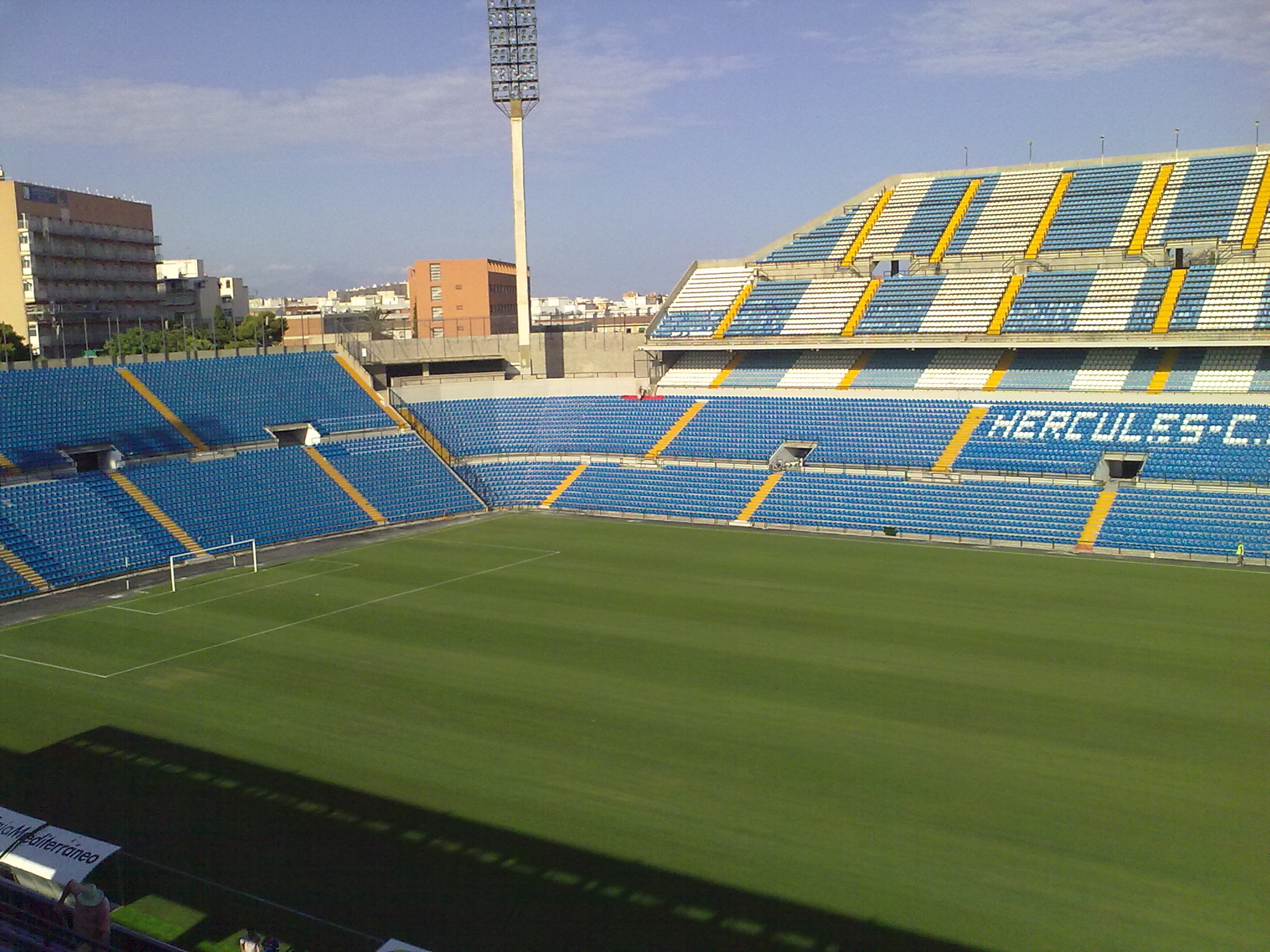
Estadio José Rico Pérez

Entre los principales equipamientos deportivos de la ciudad se encuentran:
- Estadio José Rico Pérez: es la instalación deportiva más importante de la ciudad. Construido en 1974 por el Hércules CF, posee el nombre de su entonces presidente. Tras pasar en 1994 a manos municipales, en 2001, el Alicante CF tras su ascenso a Segunda B se instaló en el estadio tras concedérselo el ayuntamiento. En 2007 el máximo accionista del Hércules, Enrique Ortiz, compró el estadio al ayuntamiento, y se firmó un acuerdo por el que se le permitirá al Alicante CF jugar en el estadio Ortiz hasta el año 2012.
- Centro de Tecnificación: Es el pabellón deportivo de mayor capacidad de la ciudad, y su titularidad es de la Generalidad Valenciana. Sus mayores usos son para el bádminton y el baloncesto. El CB Lucentum disputa sus encuentros como local en este pabellón con capacidad para 5425 espectadores. Cabe destacar que la cancha fue subsede del Eurobasket 2007.
- Estadio de Atletismo: es una instalación funcional, principalmente dedicada al atletismo, aunque también es utilizada por el Hércules CF para sus entrenamientos y por el Hércules Femenino que disputa sus encuentros oficiales sin pagar alquiler alguno.
- Ciudad deportiva de Villafranqueza: instalación construida en 1979, albergaba los partidos del Alicante CF. Posee tres campos, de fútbol 7, de fútbol 11 y el campo principal con capacidad de 4000 espectadores. Estas instalaciones, albergan en la actualidad los partidos del CFI Alicante.
- Club Atlético Montemar: instalaciones inauguradas el 4 de octubre de 1975 y situadas muy cerca de la playa de la Albufereta, junto a la avenida de Miriam Blasco, accesos al club desde la calle Virgilio y la vía Parque, con una superficie de 60 000 m cuadrados.

Por otro lado, a nivel de barrios, existen equipadas instalaciones municipales como: el polideportivo El Tossal, campo de fútbol de San Blas Alto, ciudad deportiva de Alicante, polideportivo Pla-Garbinet, campo de fútbol El Cabo, polideportivo Ciudad de Asís, campo de fútbol de la Albufereta, campo de fútbol de La Cigüeña, campo de fútbol de Divina Pastora, polideportivo Tómbola, campo de fútbol Virgen del Remedio, polideportivo San Blas y campo de fútbol Florida-Babel.

## Ciudades hermanadas
- Carloforte (1975)
- Herzliya (1990)
- León (1990)
- Matanzas (1996)
- Niza (1968)
- Toyooka (1996)
- Orán (1985)
- Riga (1990)
- Alejandría (1981)
- Pilsen (1992)